# 뉴질랜드의 자동차 산업

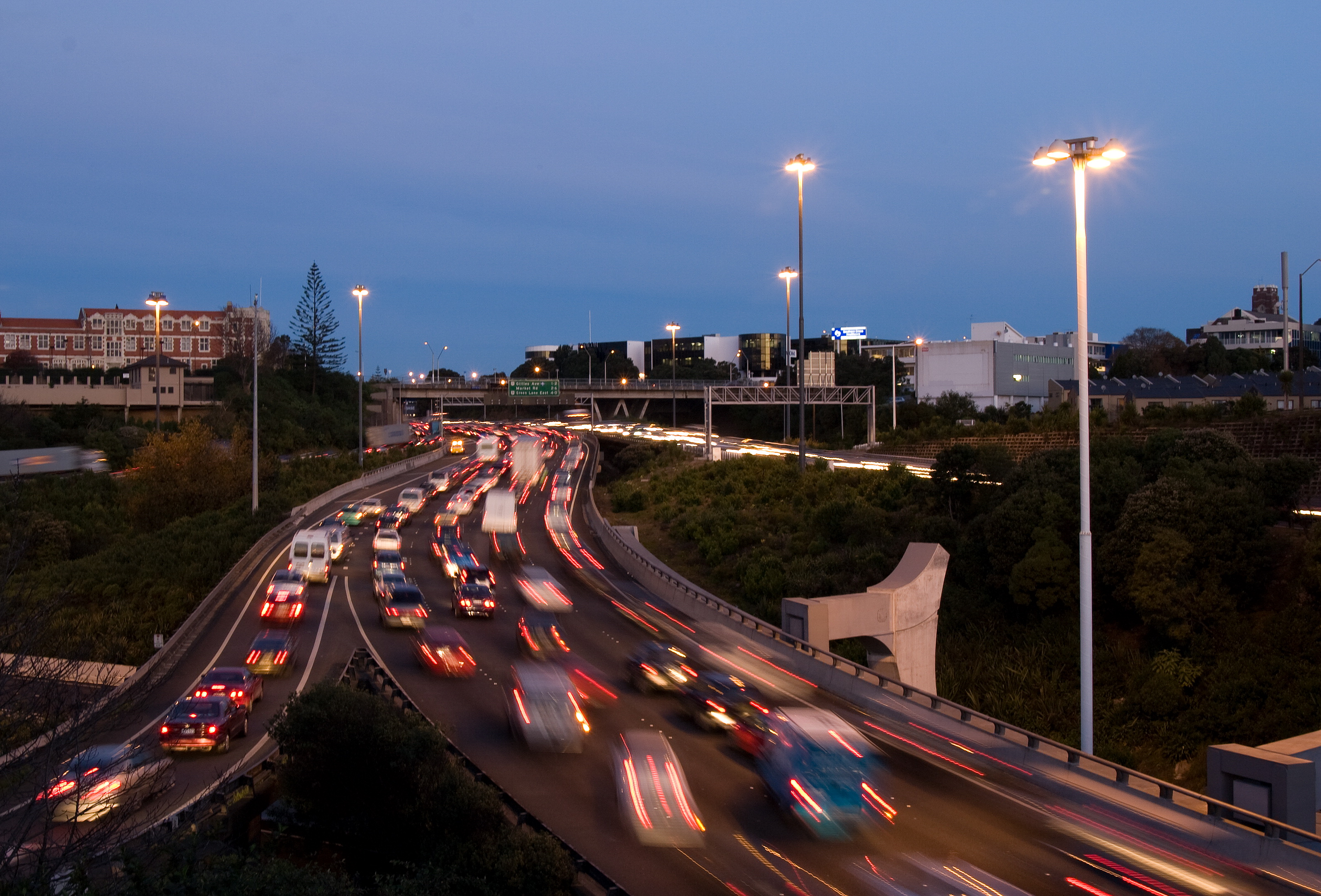
2007년 오클랜드 남부 고속도로

뉴질랜드의 자동차 산업은 항상 세계에서 가장 높은 자동차 소유 비율 중 하나를 차지하는 시장에 공급한다. 신차 유통업체는 본질적으로 조립 사업의 전 소유주이다. 대리점 수준에서 그들은 1980년대 이후 일본에서 중고 수입 전문가들이 세운 많은 새로운 독립 사업체에도 불구하고 기존의 소매망을 유지해 왔다. 토요타는 일본에서 오래된 토요타를 개조하여 자체 딜러를 통해 특별 품목으로 판매하는 방식으로 이들 중고 수입 사업과 직접 경쟁했다. 따라서 뉴질랜드의 자동차 보유량은 대부분의 선진국보다 다소 오래되었다.
뉴질랜드는 더 이상 승용차를 조립하지 않는다. 조립 공장은 관세 보호가 철폐된 후 문을 닫았고 유통업체들은 완성차를 수입하는 것이 더 저렴하다는 것을 알게 되었다. 1983년에는 연간 10만 대에 육박하는 자동차가 조립되었지만, 뉴질랜드의 경제적 어려움으로 인해 그 수가 급격히 줄었다. 1980년대 말에는 경제 재편의 일환으로 다양한 규제가 해제되면서 일본에서 저렴한 중고차가 대량 유입되었다. 이 중고차들은 재정적으로 어려운 시기에 높은 소유 수준에 대한 현지 수요를 충족시켰지만, 그 이후로도 여전히 대량으로 유입되어 뉴질랜드 자동차 보유량의 평균 연령을 크게 높이고 있다.
토요타와 포드가 신차 시장을 지배하고 있지만, 2018년에는 마쓰다 신차가 홀덴보다 더 많이 팔렸고, 포드와 닛산 자동차는 더 이상 많이 팔리는 차종에 속하지 않았다. 이들은 현대자동차, 기아, 스즈키에 추월당했다. 홀덴 자동차는 2019년 포드 판매 수준으로 하락하고 있다. 국내 시장이 대도시에 불과할 정도로 작고 잠재적인 수출 고객과의 거리, 그리고 선진국 수준의 임금은 의미 있는 현지 제조업체를 형성하는 데 걸림돌이 되었다. 소규모 부티크 키트 및 레플리카 자동차 회사만이 살아남을 수 있었다. 이들은 현지에서 제작된 차체와 수입 부품을 사용하여 현지 및 국제 시장을 위한 오리지널 키트 및 레플리카 자동차를 생산한다. 이들 중 몇몇은 규모는 작지만 장인정신 품질로 국제적으로 인정받고 있다.

## 최초의 자동차

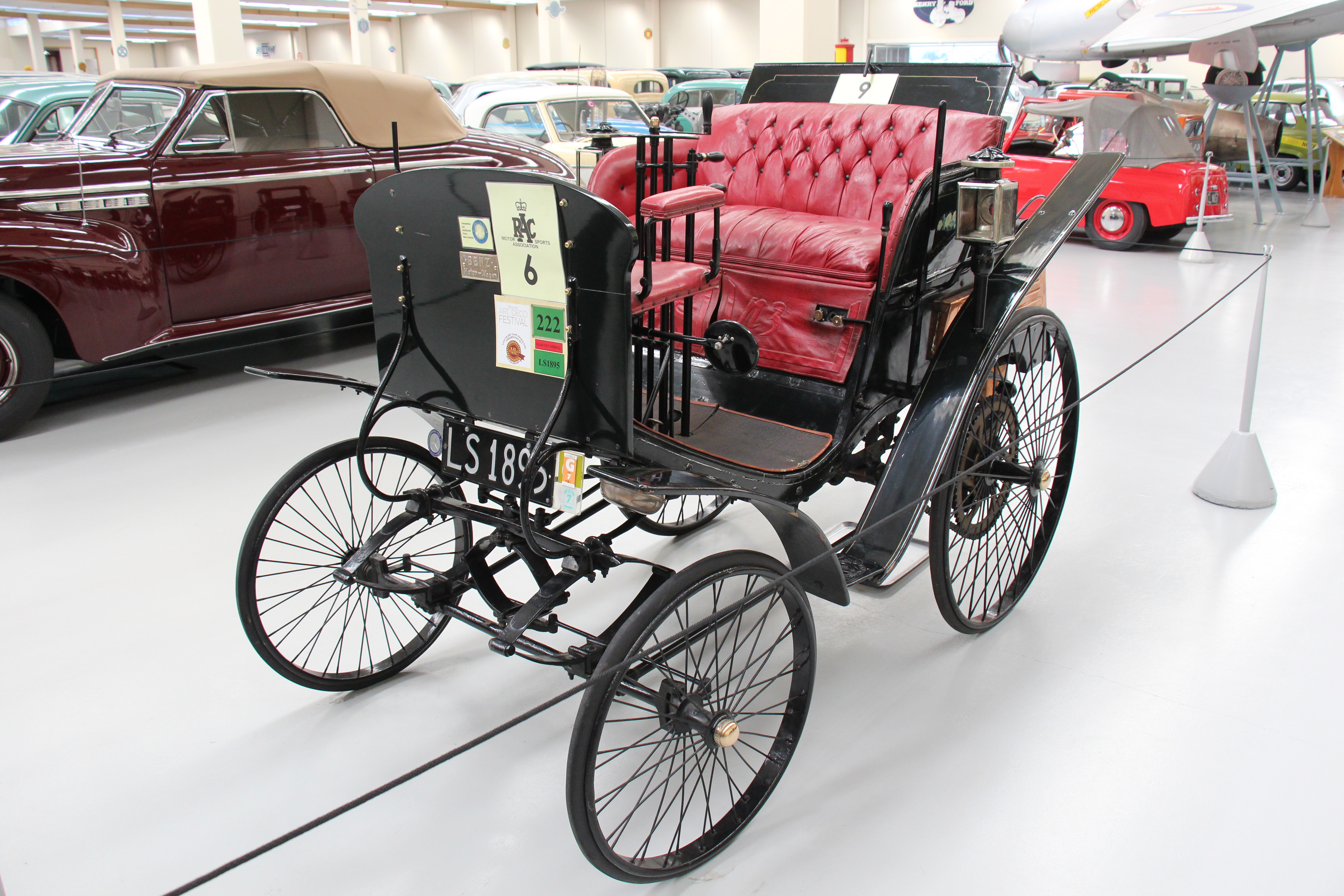
1900년 10월 파리에서 크라이스트처치로 Zealandia Cycle Works의 찰스 니콜라스 오츠가 가져온 1895년 카를 벤츠 벨로

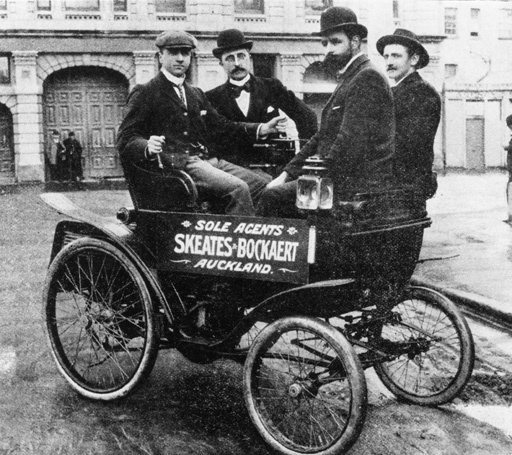
운전사 아서 메리처치가 수입한 1899년 스타 hp 비스아비 차체 자동차

이 산업은 윌리엄 맥린이 1898년 파리 (프랑스)에서 카를 벤츠 자동차 두 대를 수입하면서 시작되었다. 완전한 자동차를 만들려는 초기 시도 몇 번을 제외하고는 모든 섀시가 수입되었다. 현지 코치빌더들은 가격 경쟁에서 밀려 1920년대에 정부에 대한 건의에도 불구하고 결국 사라졌다. 몇몇은 완성차 조립이나 버스, 트럭, 트레일러 차체 제작으로 전향했으며, 때로는 둘 다 병행하기도 했다. 미국의 CKD 키트의 뉴질랜드 조립은 1920년대에 본격적으로 시작되었고, 영국의 CKD 키트는 10년 후에야 시작되었다.
맥린의 자동차는 1898년 2월 19일 SS 로토마하나호를 타고 시드니에서 웰링턴으로 도착했다. 이들은 벤츠 페트롤렛과 벤츠 라이트닝이었다. 맥린의 벤츠 자동차가 수입된 후 다음 4륜 자동차가 수입되기까지 거의 2년이 걸렸다.
1898년 11월에는 조지 헤닝과 WM 서비스 씨를 위해 3륜차가 오클랜드에 도착했다. 1899년에는 크라이스트처치의 액턴 애덤스를 위한 드 디옹을 포함하여 최소 세 대의 3륜차가 수입되었다고 한다. 그리고 매스터턴의 로버트와 프레더릭 모운셀을 위한 또 다른 한 대는 선교사의 아들들이었다. 세 대 모두 1899년 9월에 도착했으며, 액턴 애덤스의 차량은 두 달 후 뉴질랜드 최초의 자동차 사고에 연루되었다.
젊은 오클랜드 엔지니어 아서 메리처치는 12개월 후 영국에서 4륜차 스타를 가지고 돌아왔고, 몇 주 후 스케이트와 보커트에 팔았다. 그들은 스타 대리점을 인수하여 이 첫 차를 크라이스트처치 식료품점인 워델 형제에게 팔았다.
세 대의 모터 삼륜차에 이어 1900년에는 다라크와 로코모빌 증기 자동차, 그리고 포프-톨레도, 이글, 아르길, 올즈모빌, 다임러가 뒤를 이었다. 1903년에는 153대의 자동차와 오토바이가 수입되었다. 1903년 자동차 가격은 평균 연간 소득의 두 배 이상이었기 때문에 시장은 부유층에 한정되었다. 휘발유 또는 벤진은 특정 램프용 조명 연료나 일부 경우에 충분한 양을 얻기 위해 호주 시드니에서 주문해야 하는 경우를 제외하고는 쉽게 구할 수 없었다. 1925년까지 수입량은 연간 2만 대 이상으로 증가했다.

## 초기 토착 자동차
증기 동력 차량을 포함한다면, 첫 차량은 1870년 크라이스트처치의 엠프슨 씨가 제작한 증기 버기카와 역시 1870년 더니딘의 존 길리스가 에든버러에서 수입한 증기 버기카로 여겨진다. 엠프슨의 차량에 대한 정보는 없다. 첫 트랙션 엔진인 8마력 리딩 아이언 웍스 트랙션 엔진은 불과 3년 전에 수입되었다. 길리스의 증기 버기카는 아마도 톰슨 로드 스티머였을 것이고 증기 버기카는 아니었을 것이다. 길리스는 1871년 캔터베리 지방 정부에 톰슨을 1,200파운드에 팔았다. 이어서 로버트 줄리안 스콧 교수의 1881년 증기 버기카가 나왔는데, 이는 뉴질랜드 최초의 독자적으로 설계된 자체 추진 차량이었다.
최초의 휘발유 구동 차량을 누가 만들었는지에 대한 논쟁이 있다. 티머루 엔지니어 세실 우드는 1897년에 휘발유 엔진을 만들었지만, 나중에 1896년에 3륜 차량을 만들어 운전했으며 1898년에 4륜 차량을 만들었다는 근거 없는 주장을 했다. 그의 첫 독립적으로 확인된 차량은 1901년으로 거슬러 올라간다.
1898년 5월 3일 넬슨 (뉴질랜드) 신문은 어퍼 불러의 스웰 씨가 자동차를 제작했으며 그 주에 웨이크필드 (뉴질랜드)로 운전할 예정이라고 보도했다. 그 해 후반에 더 이브닝 포스트's 편집자에게 보낸 편지에는 웰링턴에 자동차 엔진을 제작하는 두 개의 엔지니어링 회사가 있다고 명시되어 있었다. 우드, 스웰, 또는 엔지니어링 회사들이 이 시기에 도로 주행이 가능한 차량을 만들었는지는 알려져 있지 않은데, 그들에 대한 더 이상의 기사가 없었기 때문이다.
뉴질랜드에서 설계 및 제작되어 운행된 것으로 알려진 최초의 자동차는 프레더릭 데니슨이 만들었다. 이는 1900년 5월 8일 지역 신문에 보도된 모터 삼륜차였다. 기사에는 데니슨이 삼륜차를 4륜 자동차로 개조할 예정이라고 명시되어 있었다. 그는 그렇게 했고 1900년 7월 크라이스트처치에서 오아마루까지 운전했다. 그것은 단 한 대만 만들어졌으며, 귀환 도중 화재로 소실되었다. 이 자동차의 복제품이 2000년 6월에 완성되어 첫 주행을 기념하며 운행되었다.
그 후 1901년에서 1903년 사이에 우드가 제작한 여러 모델, 1903년에서 1906년 사이에 스트랫포드의 알렉산더 리드가 제작한 증기 자동차, 더니딘의 개리 메스벤이 제작한 휘발유 구동 자동차, 1903년 티머루의 팻과 토마스 린제이가 제작한 증기 자동차, 1904년 크라이스트처치의 토플리스 형제가 제작한 자동차가 뒤를 이었다. 블레넘 (뉴질랜드) 엔지니어 존 버치는 1912년에 말버러를 제작했으며, 1922년에서 1928년 사이에 기즈번 (뉴질랜드)에서 여러 대의 칼턴이라는 이름의 자동차를 제작했다. 이 중 한 대는 기즈번 빈티지 자동차 클럽에 여전히 존재한다.

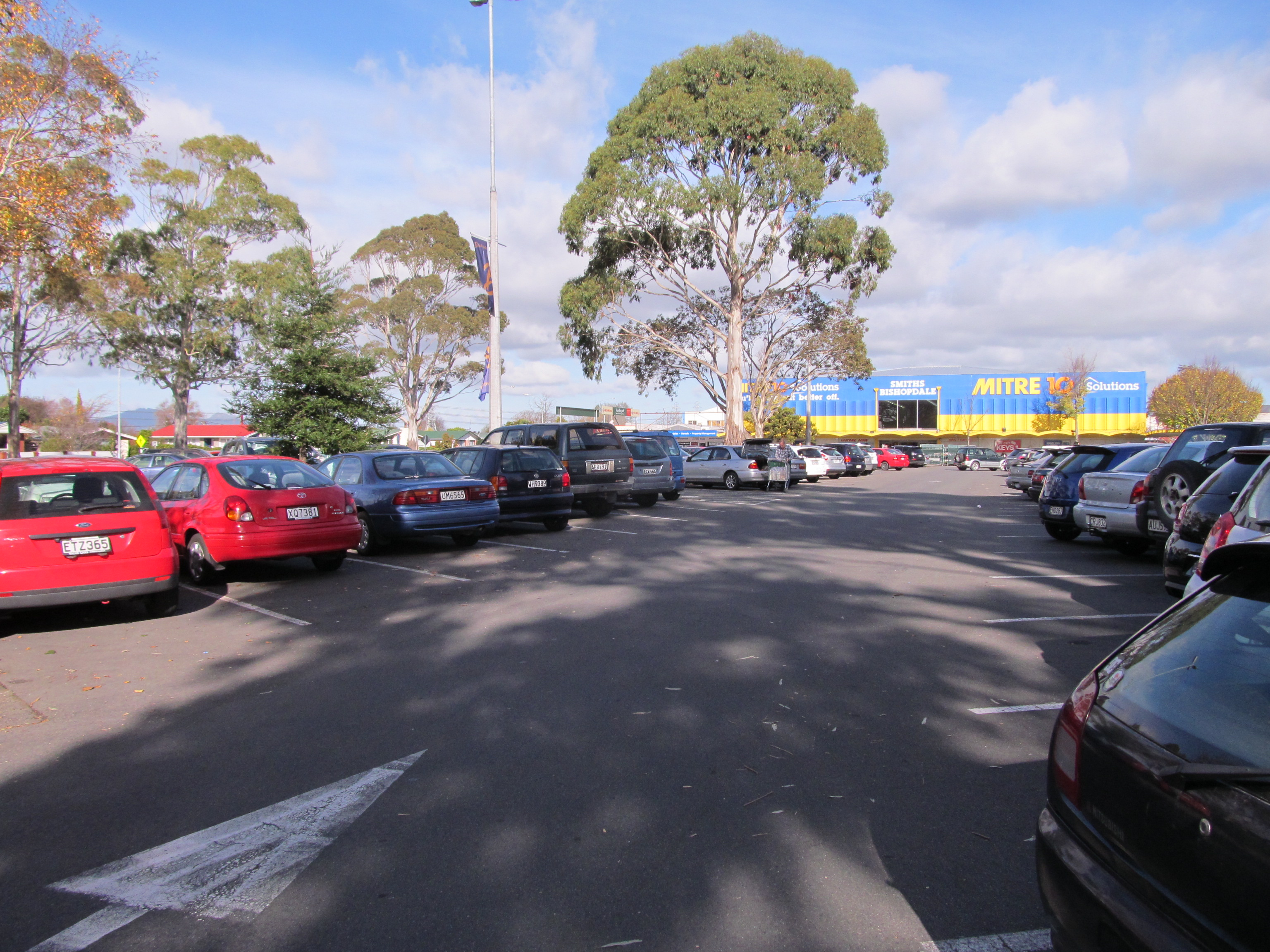
2014년 5월 비숍데일 몰

## 자동차 소유 수준
1,000명당 자동차 소유 대수
- 1924년: 미국 143, 캐나다 77, 뉴질랜드 71, 호주 23, 영국 14, 프랑스 11[30]
- 1967년: 뉴질랜드 293, 캐나다 283, 호주 274, 스웨덴 250.[31]
- 2011년: 캐나다 662, 스웨덴 520, 호주 731, 뉴질랜드 708. (연도:— 캐나다 2014년, 스웨덴 2010년, 호주 2015년, 뉴질랜드 2011년)

## 법률의 영향
정부 입법은 항상 뉴질랜드 산업에 큰 영향을 미쳤다. 최초의 자동차 법률은 맥린이 자동차를 하역하기 직전에 서둘러 통과시킨 1898년 맥린 자동차법이었다. 이 법률은 자동차 운행을 합법화했으며, 어두워진 후에는 조명을 켜야 하고 시속 20킬로미터(12마일)를 초과해서는 안 된다는 조항을 포함했다. 이어서 1902년 자동차 규제법이 제정되었다. 관세는 뉴질랜드로 수입되는 자동차와 자동차 부품에 적용되었지만, 맥린의 자동차의 경우 어떤 세율이 적용될지에 대한 초기 혼란이 있었다. 1906년 현지 코치 제작자들은 완성차에 대한 관세를 50퍼센트로 인상할 것을 요구했다. 그리고 1907년에는 뉴질랜드에 이미 조립된 상태로 도착하는 자동차에 대해 20퍼센트의 관세가 도입되어 국내 산업을 보호했지만, 섀시에는 여전히 관세가 없었다.

### 미국의 지배
대영 제국 외부 국가에서 수입되는 물품에 대해서는 더 높은 관세가 부과되었다. 그럼에도 불구하고 1917년에 등록된 신차 중 90% 이상이 북미에서 유래했음을 보여준다. 제1차 세계 대전 중에는 자동차 차체에 대한 관세가 10%로 줄었지만, 이전에는 자유로웠던 섀시에도 동일한 세율이 부과되었다. 당시의 수입 통계는 차체와 더 많은 수의 섀시에 대해 다른 양을 제공하며 완성차에 대한 언급은 없다. 호주와 달리 현지 코치빌더들은 1920년대 초에 사업을 잃었다. 몇몇 대형 회사들은 결국 상업용 차량, 트럭 운전실, 트레일러, 하지만 주로 버스 차체만 생산하게 되었는데, 예를 들어 페톤의 뉴질랜드 스탠더드 모터 바디스(문트 코트렐), 크라이스트처치의 스틸 브로스 등이 있다. 오클랜드 뉴마켓의 스코필즈처럼 단순히 자동차 판매점으로 변한 회사도 있었다.

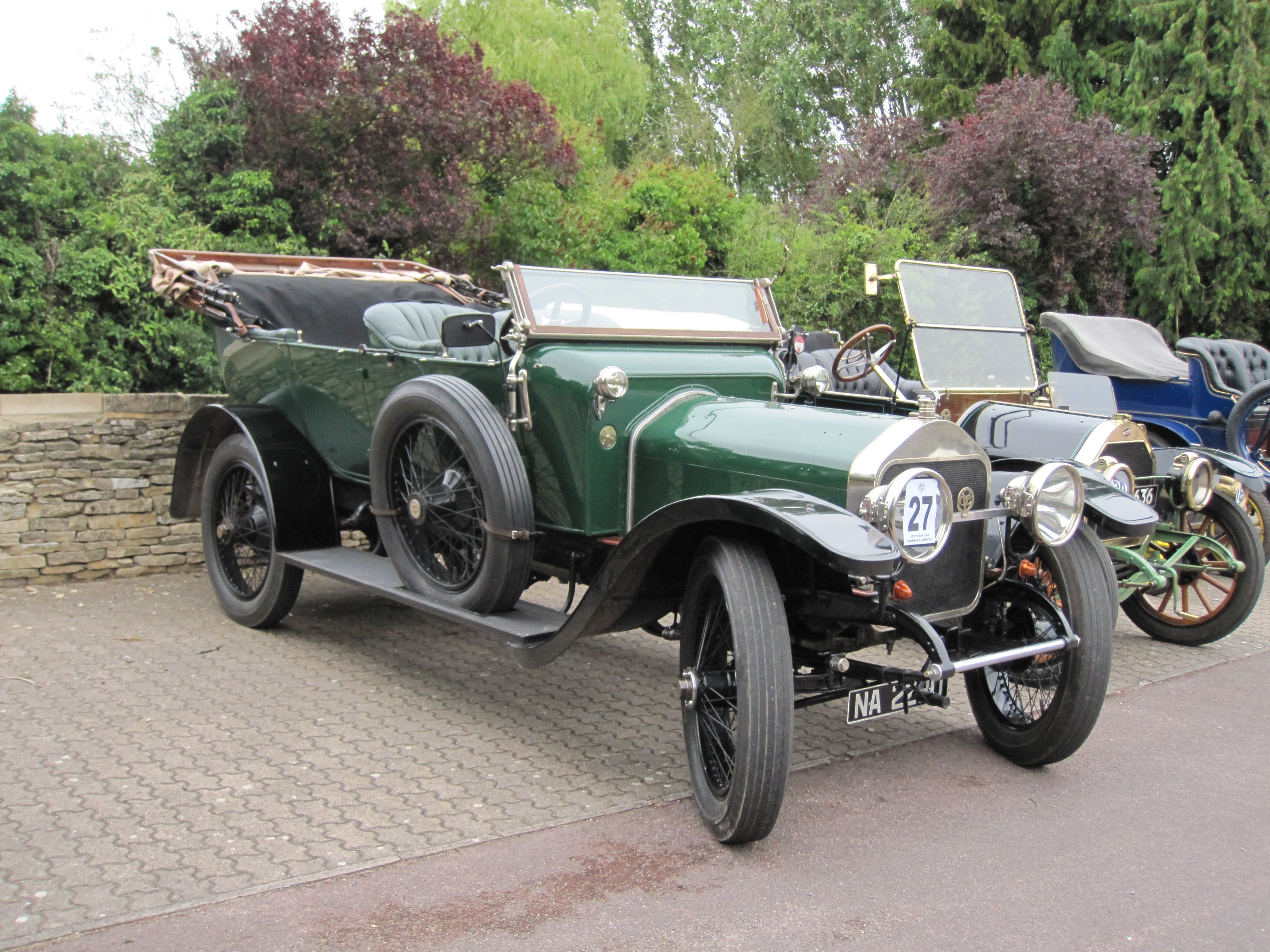
1913년 울즐리 24-30 콜로니얼 투어러

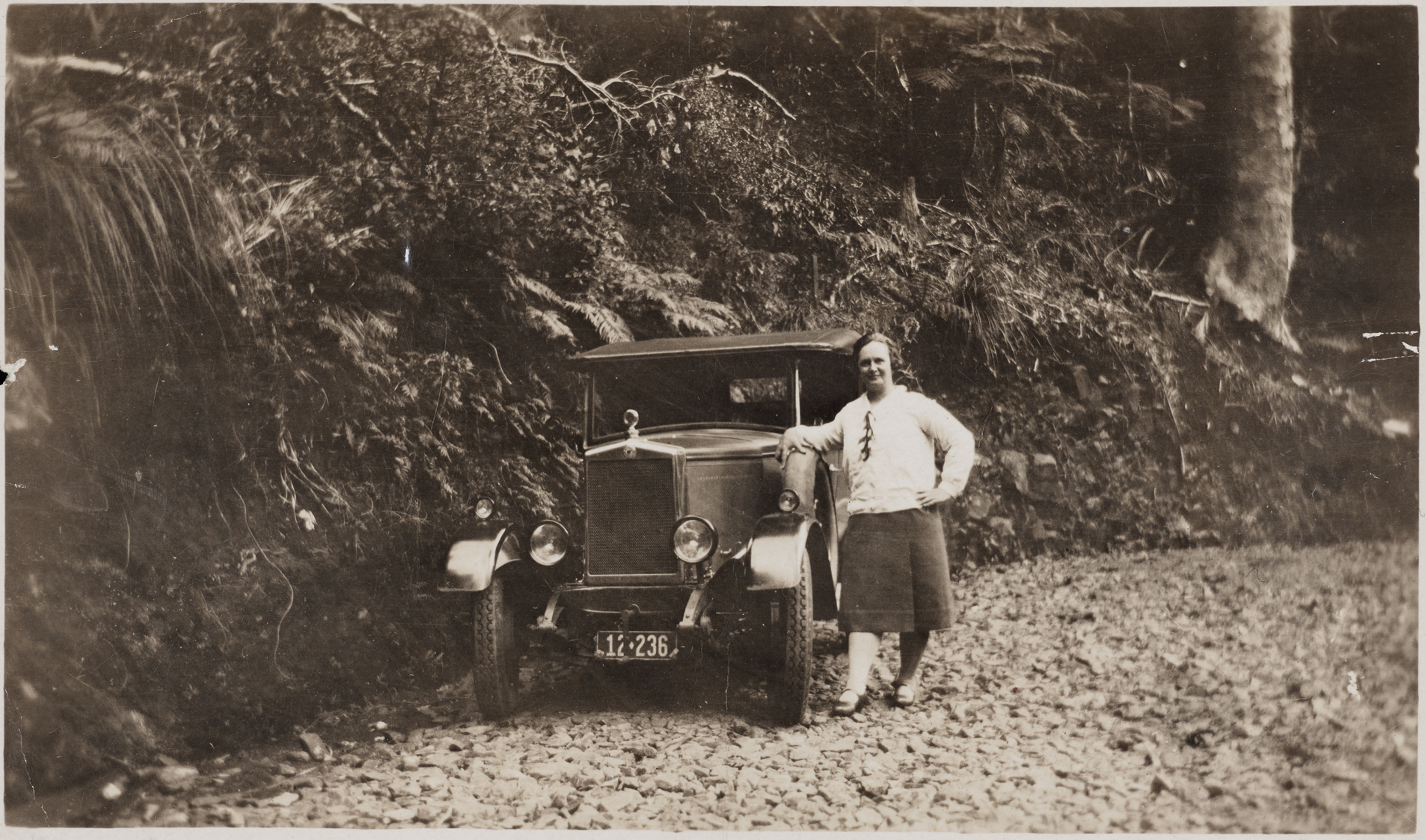
모리스 카울리
갓 포장되고 롤러로 다듬어진 도로 1929년

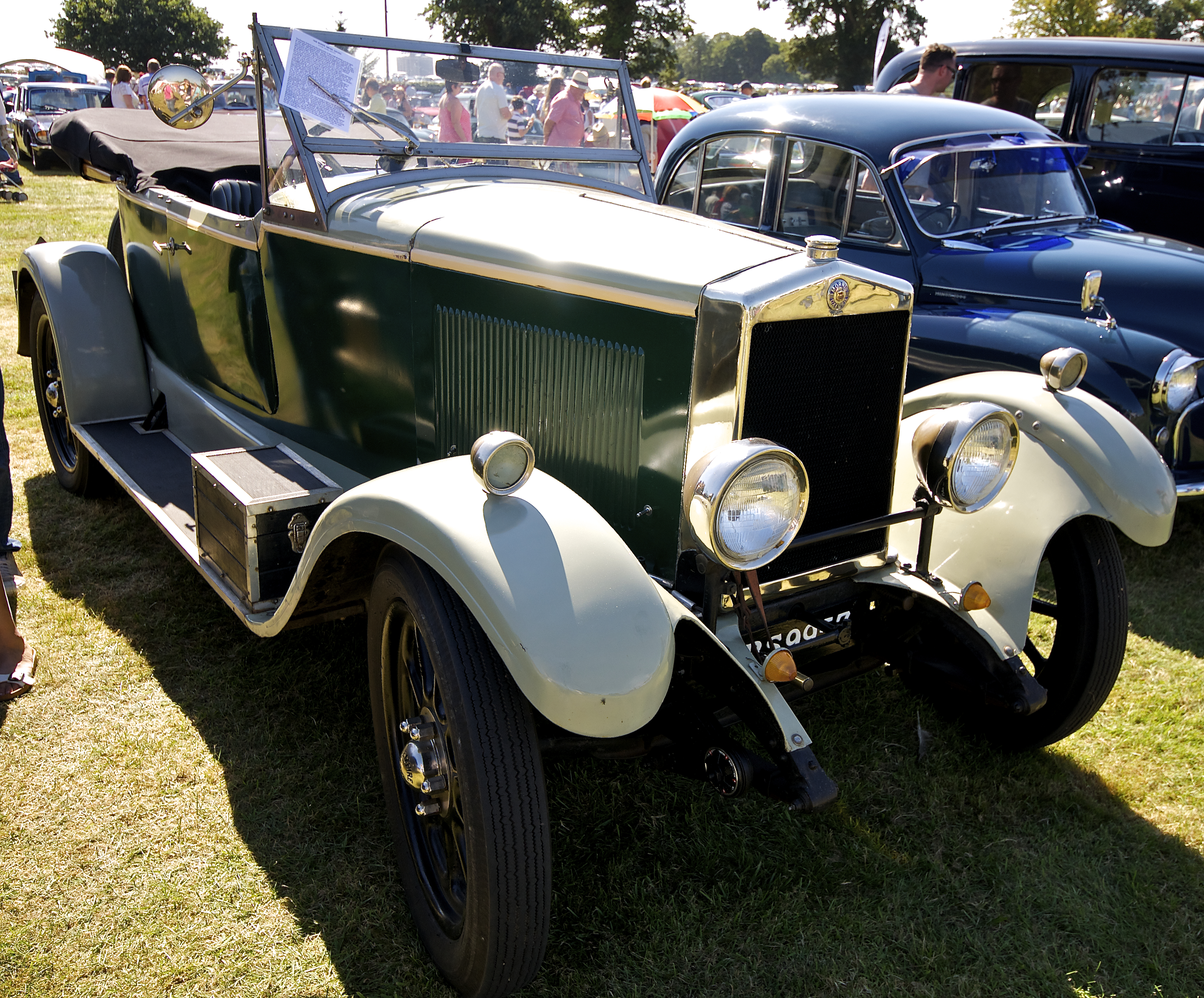
모리스 옥스퍼드 엠파이어 모델

제1차 세계 대전 이전에는 자동차 운전이 부유층을 위한 것이었다. 도시와 마을의 도로는 먼지가 많았지만 매끄럽고 잘 정비되어 있었다. 도시 사람들은 대체로 비슷한 조건에 맞춰 설계되고 높은 공학적 기준에 따라 세심하게 제작되었지만 부품 호환성에는 거의 신경 쓰지 않은 영국 자동차에 만족했다. 이들은 짧은 간격으로 정기적이고 비싼 유지보수가 필요했다. 미국 자동차는 대량 생산되어 더 저렴했고, 훨씬 더 우수한 엔지니어들이 설계했으며, 나쁜 노면과 고향에서도 찾기 어려운 불규칙한 유지보수를 견딜 수 있도록 제작되었다.
제2차 세계 대전이 끝날 때까지 영국 제조업체들은 남아프리카, 호주, 뉴질랜드에서 큰 성공을 거두지는 못했지만, 관리하기 쉽고 튼튼하며 적절한 지상고를 갖춘 특별 식민지 모델을 식민지에 선보이려 노력했다. 초기 모리스 옥스퍼드의 큰 성공은 운전의 용이성과 신뢰성에서 비롯되었는데, 이 둘은 모든 기계 부품이 미국의 설계에 기반을 두었다는 점에 기인한다. 전반적으로 미국 자동차는 더 좋고 현대적인 자동차였으며 훨씬 저렴하고 뉴질랜드 조건에 훨씬 더 적합했다.
1920년대에 가장 흔한 차량은 제국 특혜 관세를 유치하기 위해 캐나다(또는 미국)에서 생산된 미국 브랜드였다. 예를 들어, 1927년 첫 9개월 동안 판매된 8,888대의 자동차 중 상위 5개 브랜드인 4,612대는 모두 북미산이었다. 상위 3개 브랜드는 1,651대가 판매된 포드가 1위, 1,100대가 판매된 쉐보레가 2위, 898대가 판매된 에식스 (허드슨)가 3위였다.
대공황이 시작되면서 자동차 수입은 급감했다.

### 영국산 자동차
1934년 정부는 현지 조립을 장려하면서 제국 무역을 추가로 보호하기 위한 관세를 발표했다. 이 시기에 수입량이 증가하기 시작했으며, 1940년까지 뉴질랜드 자동차 보유량은 42% 증가했다. 영국산 차량이 훨씬 더 큰 비중을 차지하게 되었다. 열악한 도로를 가진 시골 지역의 번영과 크고 튼튼하며 경제적인 미국산 자동차에 대한 수요는 10년이 끝날 무렵이나 전쟁 발발 전까지는 회복되지 않았다.
시장 점유율을 고정시킨 또 다른 요인은 외화 절약의 시급성으로, 1938년 말 정부가 수입 쿼터를 도입하게 되었다. 면허는 전년도 수입량에 비례하여 현지 수입업체에 할당되었다. 새로운 면허 시스템이 최근 이력을 기반으로 했기 때문에 북미 수입량을 시장이 회복될 때 인위적으로 낮은 수준으로 유지했다.
기존 유통업체를 매수하여 필요한 면허를 얻을 권리를 획득하지 않는 한, 자동차 제조업체는 뉴질랜드 시장에 진입할 수 없었지만, 이 새로운 요인은 전쟁 후까지 영향을 미치지 않았다. 그 결과는 대부분 소규모의 뉴질랜드 소유, 자본 부족 가능성이 있는 조립 공장이 상당히 많이 생겨나는 것이었다. 이들은 종종 해외 공급업체로부터 상당한 지원을 요청했다.

### 호주와 일본
영국산 자동차는 1960년대까지 새로운 점유율을 유지했는데, 이때 디트로이트의 빅 3가 영국산 복스홀과 포드 제퍼를 호주산 홀덴 스페셜, 팔콘으로 대체하기 시작했고, 나중에는 발리언트가 곧 시장의 3분의 1을 차지했다. 모든 현지 조립 자동차는 제조업체의 가장 기본적인, 간소화된 버전이었으며, 전쟁 후 짧게 생산된 재규어나 로버와 같은 소수의 예외가 있었다. 이는 정부의 환율 통제로 인해 사용할 수 있는 현금 한도 내에서 수요를 충족시키기 위한 노력 때문이었다. 수입 허가제의 결과 중 하나는 비교적 신품 중고차가 신차보다 더 비싸지는 것이었다. 또 다른 결과는 자동차가 오랫동안 사용되고 거의 모든 다른 시장에서는 비경제적이라고 여겨질 수많은 수리를 거칠 것이라는 기대였다. 이러한 경험은 매우 많은 중고 수입품을 쉽게 받아들이게 된 이유를 설명할 수 있다. 모든 정부 개입은 뉴질랜드 자동차 조립 및 관련 산업을 보호하고, 차량 구매가 뉴질랜드의 국제 수지에 미치는 영향을 줄이기 위해 고안되었다.
일본 자동차는 1960년대에 뉴질랜드 소유 기업에 의한 현지 조립이 시작되면서 시장에 진출했다. 일본 자동차의 매력 중 하나는 현지 자동차처럼 기본적인 요소만 남기고 간소화된 모습을 보이지 않았다는 점이었다.
1980년대에 조립 공장 수가 16개로 최고조에 달했을 때, 정부는 CKD 팩 수입 제한을 완화한 후 30년 후의 호주 정부와 마찬가지로 자동차를 제조국에서 조립하는 것이 더 저렴하고 효율적이라는 것을 인식한 것 같았다.
정부의 자동차 산업 개발 계획은 1984년에 시행되었다. 이는 1988년까지 4년 동안 수입 경쟁을 시작하고, 1988년 중반까지 16개의 개별 조립 공장 중 7개만이 사업을 유지했다. 정부는 1987년 12월, 계획 검토 후 1989년 1월 1일부터 모든 수입 통제를 철폐할 것이라고 발표했다. 동시에 차량 및 부품에 대한 관세 인하 프로그램도 발표되었다.

### 중고 수입품
수입차에 대한 관세가 단계적으로 폐지되면서 일본 중고차의 홍수가 신차 시장을 덮쳐 수십 년간 신차 판매의 성장 둔화 또는 정체 시대를 열었다. 수입량은 1985년 3,000대 미만에서 1990년 85,000대로 증가했다. 2004년에는 한 해에 15만 대 이상의 차량이 수입되었다. 이들 자동차의 대다수는 일본 중고차였다. 대부분의 관세는 1998년에 철폐되었다.

## 조립 공정
- 차체 쉘

조립 및 용접
금속 마감
도색
준비
도색 및 건조 — 도색 부스는 보통 공장에서 가장 비싼 품목이다.
하드 트림 — 유리, 계기판 등, 일부 경우 소프트 트림
- 엔진 서스펜션 및 휠에 차체 장착, 소프트 트림 — 시트, 실내 장식 추가
- 최종 검사

키트
- 완전 분해 키트는 위의 모든 공정이 필요하다.
- 부분 분해 키트는 차체 장착까지 완료될 수 있지만, 차체 조립 및 용접을 제외한 모든 공정이 필요할 수도 있다.

조립 공장 건물, 설비, 기계 및 기타 장비는 자동차 조립 산업에만 국한되지 않고 다른 여러 활동에 사용될 수 있다. 특별한 것은 장비를 한 가지 목적으로 사용하는 것이다.

## 조립 공장

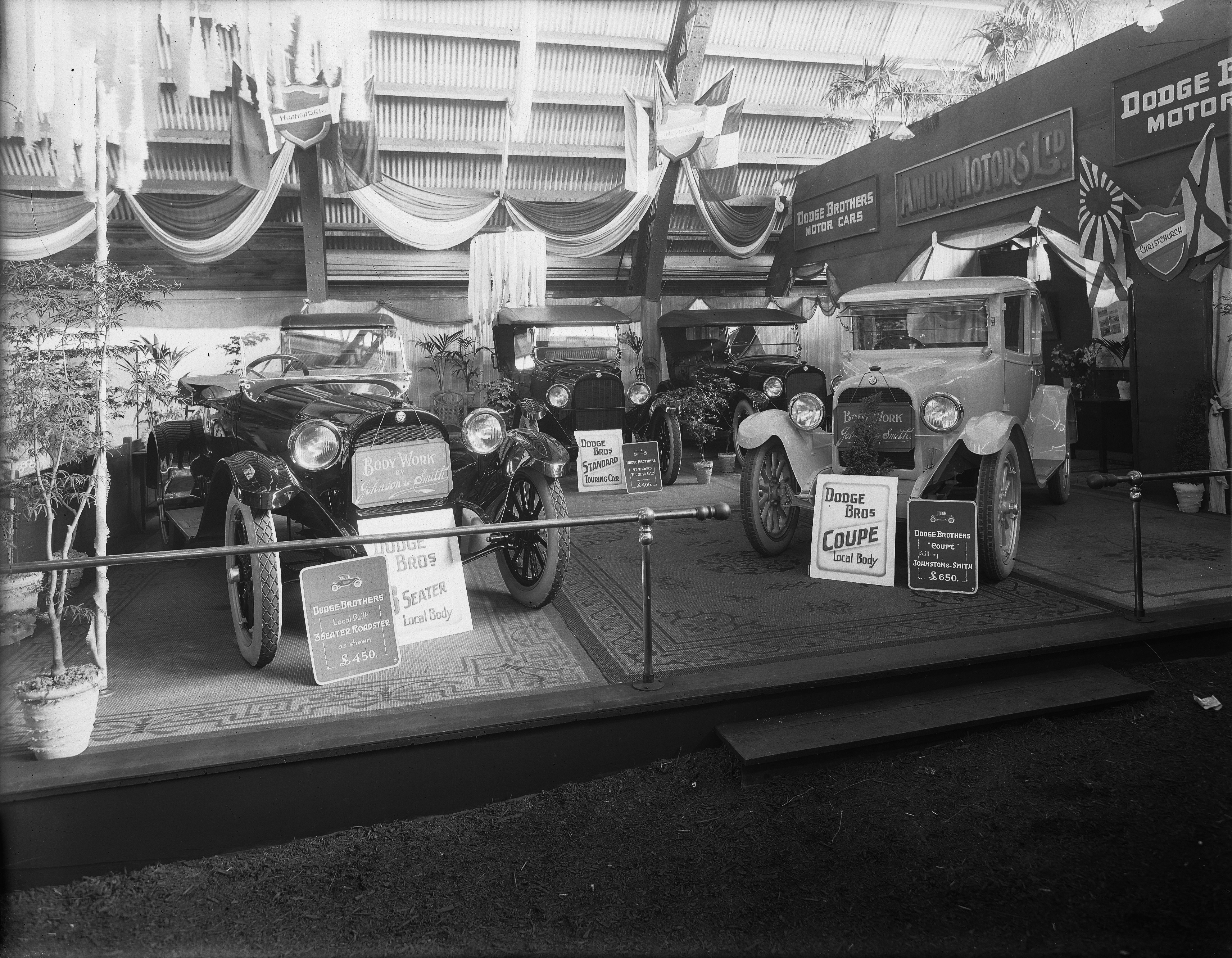
1920년 Amuri Motors의 닷지 자동차 전시, Johnston & Smith의 현지 차체와 함께

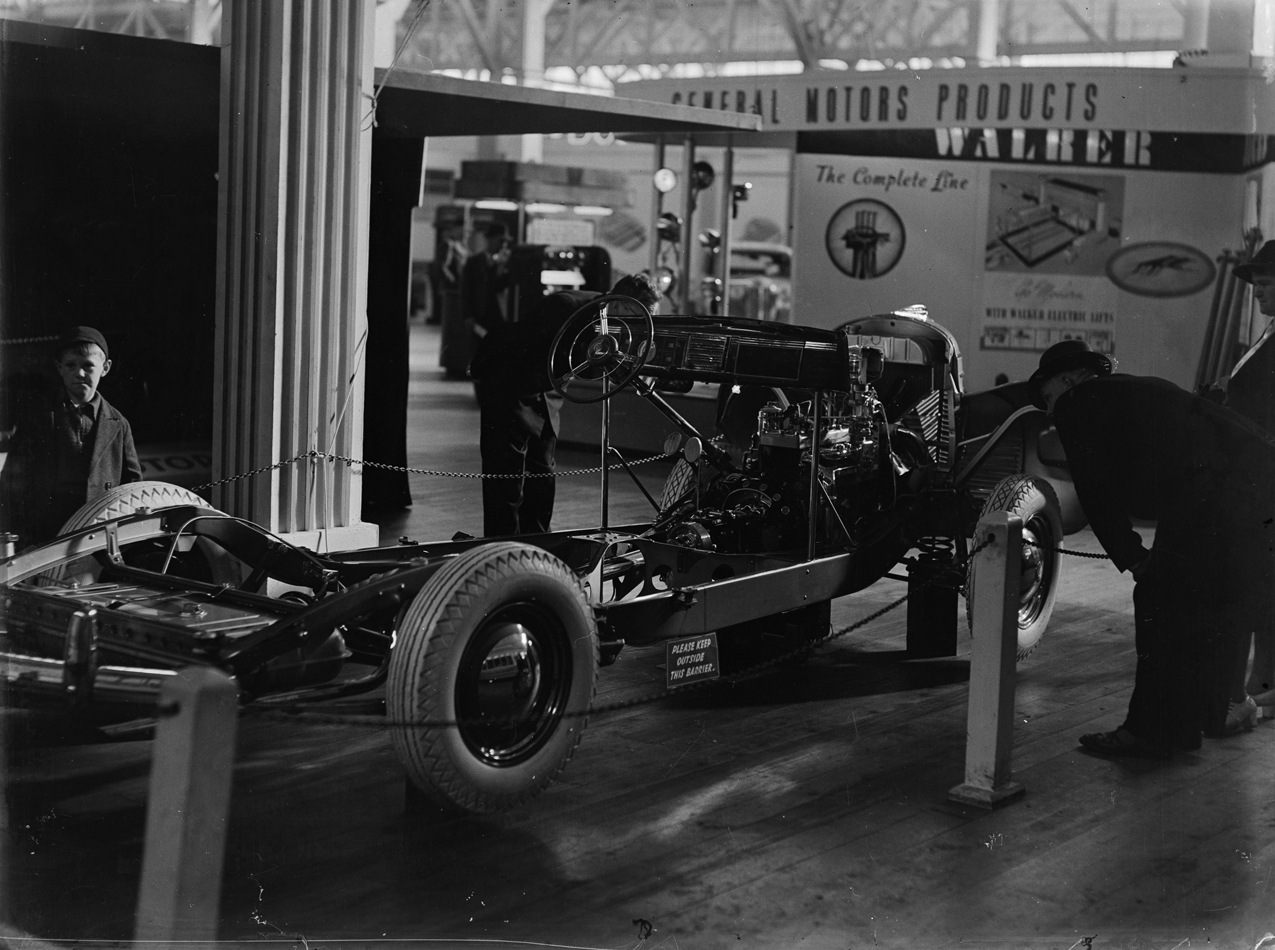
1939-1940년 뉴질랜드 100주년 박람회에 전시된 차체 장착 준비가 된 1939년 플리머스 섀시

뉴질랜드의 자동차 조립 산업은 자동차 이전 시대의 무역에 뿌리를 두고 있다. 20세기 초, 코치빌더와 휠라이트들은 수입 자동차 섀시용 차체 제작으로 빠르게 전환했다. 1926년 제너럴 모터스가 현지 조립을 시작할 것이라는 발표 후, 뉴질랜드 코치 및 모터 바디 빌더스 연맹 회원 대표단이 총리를 방문하여 미국 제조업체들이 뉴질랜드에 자동차를 덤핑하여 시장을 범람시키고 있다고 주장하며 더 큰 보호를 요청했다. 총리는 다른 이해 관계자들의 의견을 들을 때까지 어떠한 결정도 연기했다. 제너럴 모터스의 현지 전무이사는 섀시 수입이 증가하지 않은 것은 "전적으로 대중의 선호와 가격 때문"이라고 응답했다.
닷지와 함께 1915년에 미국에서 시작되어 10년 후 영국에서 시작된 모든 강철 차체가 등장하기 전까지, 자동차 차체는 본질적으로 19세기 마차의 실내 장식된 목재 및 판금 구조로 남아 있었으며 필요한 기술은 쉽게 이용할 수 있었다. 수입 차체에는 20%의 관세가 부과되었고, 뉴질랜드에서 제조되는 차체에 사용되는 재료는 무관세로 들어왔다. 처음에는 섀시가 차체 유무에 관계없이 무관세로 들어왔다. 1933년 3월까지 6년간 64,300대의 자동차가 수입되었지만, 7,600대만이 뉴질랜드에서 제작된 차체를 가졌고 관세 보호는 종료되었다.
1920년대부터 1930년대 중반까지는 제국 특혜 관세를 위해 주로 캐나다에서 조달된 미국 브랜드가 현지 조립 산업을 지배했다. 전후 공급은 달러 부족으로 제한되었고 이후 국제 수지 문제로 영국산이 나중에 호주산과 결합하여 지배적이 되었다. 1960년대 후반에는 일본산 차량의 조립이 영국산 차량을 대체하기 시작했고, 1990년대 말에는 영국산 차량이 사실상 사라졌다.

### 1912 WG 바이닝
웰링턴의 도미니언 모터스가 1912년부터 북섬의 허드슨 및 에식스 자동차 유통업체였던 반면, 남섬 유통업체는 넬슨의 WG 바이닝에게 돌아갔는데, 이 역시 1912년부터였다. 바이닝은 1908년에 31,500 제곱피트(2,926.5 제곱미터) 규모의 차고를 지었는데, 이는 당시 뉴질랜드에서 가장 큰 차고였다. 이 부지에 자동차 조립 공장이 설립되었고, 곧이어 바이닝은 미국에서 캐딜락, 맥스웰, 헤인스, 포드 차량을, 영국에서 빈 자동차를, 프랑스에서 다라크와 유닉 차량을 수입하고 조립할 수 있는 추가 면허를 획득했다. 이 공장은 나중에 쉐보레와 로버 차량이 자체 뉴질랜드 조립 사업을 시작할 때까지 조립했다. 사업은 W.G. 바이닝의 은퇴로 1927년 9월 30일 매각되면서 중단되었다. 바이닝의 아들은 새로운 사업인 P 바이닝 & 스콧을 설립하고 허드슨 및 에식스 프랜차이즈를 계속했으며, 1932년에는 모리스를 추가했다.

### 1922 콜로니얼 모터 컴퍼니

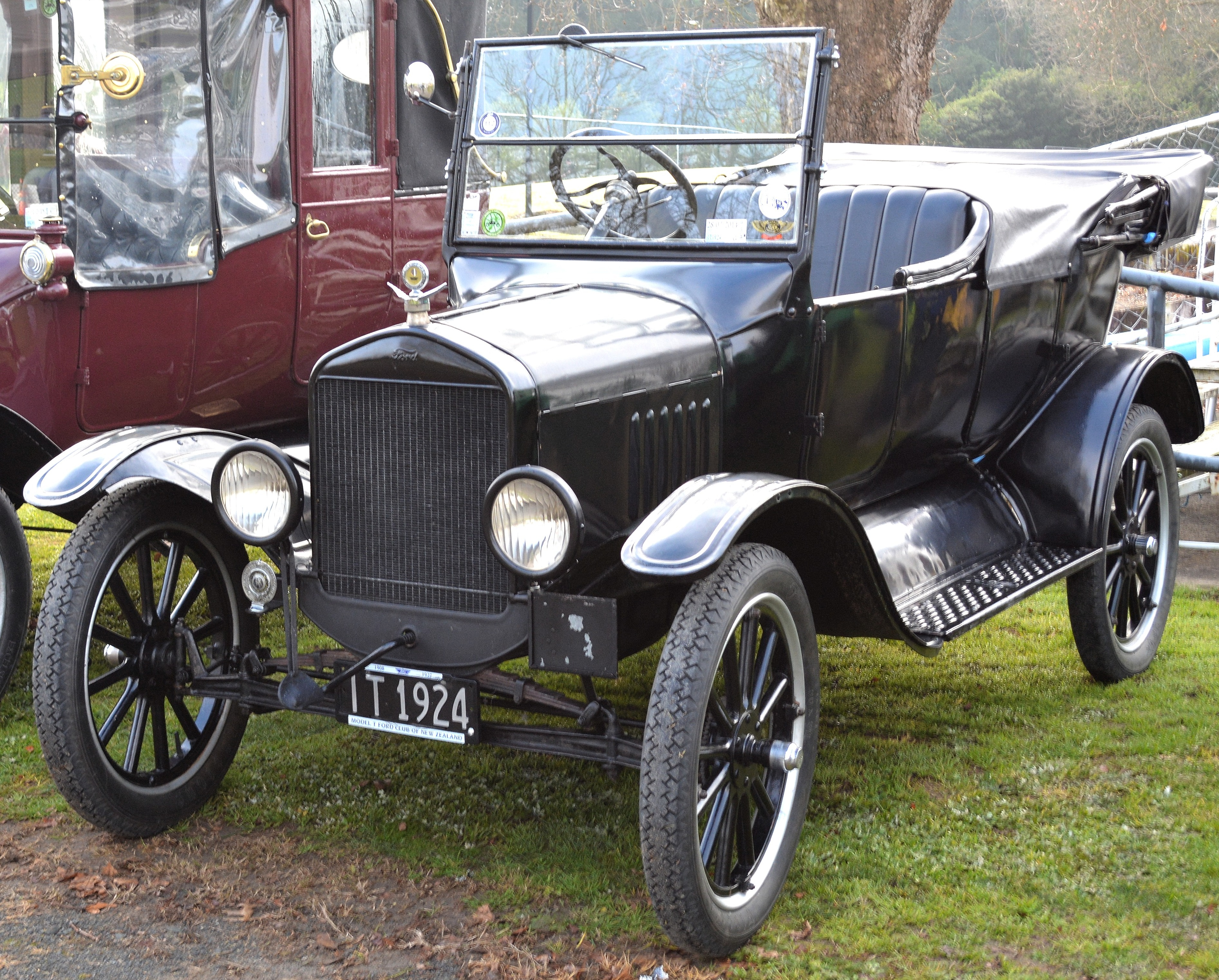
1924년 모델 T 투어러
헨리 포드 데이 해밀턴

웰링턴 코트니 플레이스의 코치빌더이자 휠라이트인 라우스와 허렐은 1908년 뉴질랜드 포드 독점 대리점을 맡았다. 1911년 그들의 사업은 새로 설립된 콜로니얼 모터 컴퍼니로 이전되었다.
CMC의 첫 전문 자동차 조립 건물은 1919년에 착공되어 1922년에 웰링턴 코트니 플레이스 89번지에 완공되었다. 이 건물은 9층 높이의 철골 구조물로, 캐나다 온타리오의 포드 조립 공장을 기반으로 설계되었으며, 매립지에서 타라나키 스트리트 부두의 깊은 물에 가장 가까운 곳에 위치했다. 이 건물은 30미터가 넘는 높이로 당시 웰링턴에서 가장 높은 건물이었다.
상위 2개 층은 관리용으로 사용되었다. 수입 부품 팩에서 자동차 조립은 7층에서 시작되어 완성된 차량은 1층으로 운전되어 나갔다. CMC는 또한 오클랜드 파넬과 티머루에 더 작은 조립 공장을 건설했다. 1925년 말 직원 수는 웰링턴 301명, 파넬 188명, 티머루 152명으로 총 641명이었다. 당시 일일 생산량은 각각 25대, 20대, 18대였다. 1970년대에는 웰링턴의 옛 조립 건물에 자동차 라디에이터에서 영감을 받은 새로운 외관이 입혀졌다.

### 1926 제너럴 모터스

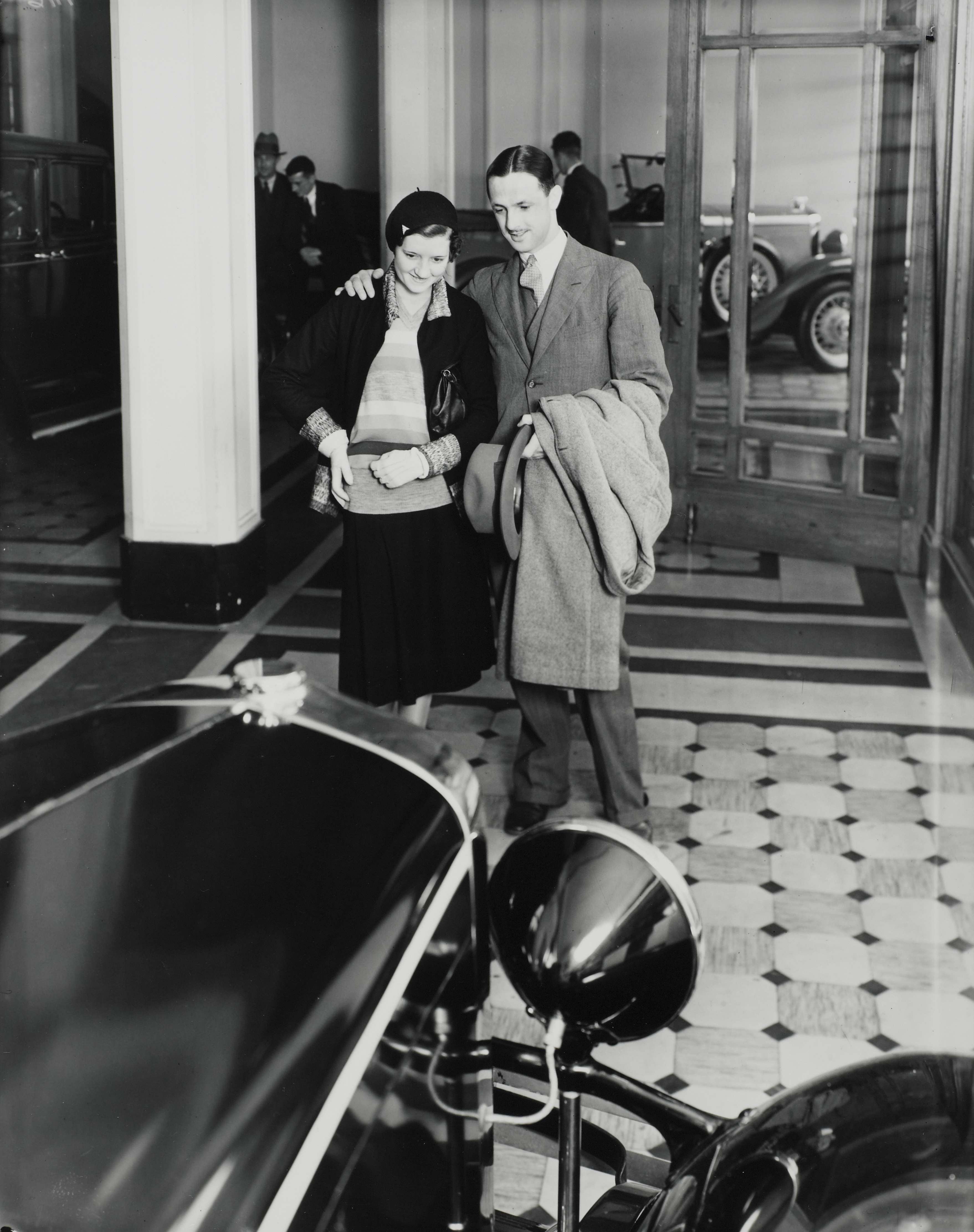
하부 타라나키 스트리트 웰링턴의
광고

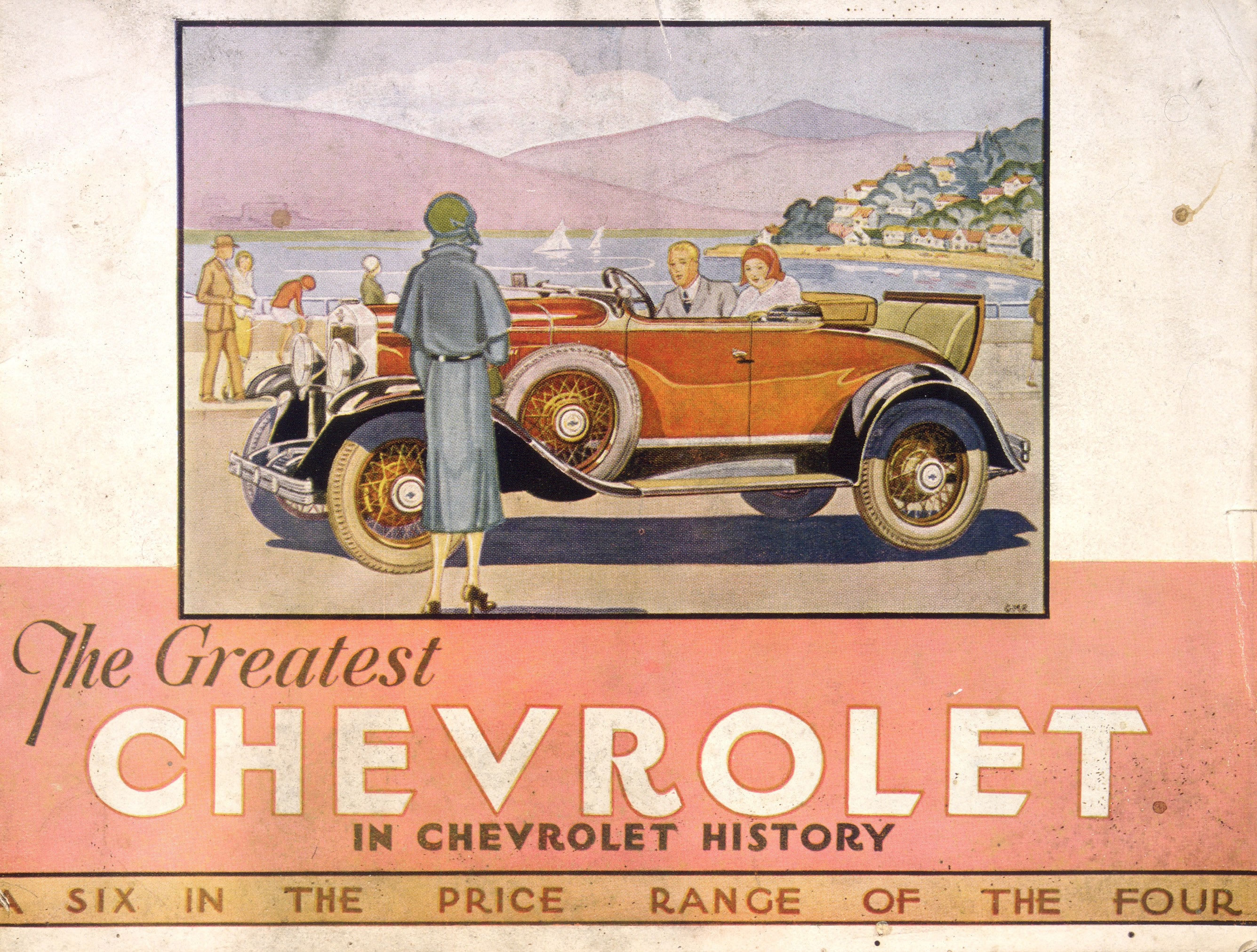
현지에서 인쇄된 컬러 브로셔에 오리엔탈 베이가 실려 있다.

1926년 제너럴 모터스 뉴질랜드가 설립되어 Hutt Valley의 페톤 잘 정비된 산업 지역에 조립 공장을 열었다. 1927년 9월 중순까지의 첫 12개월 동안 이 공장은 2,191대의 자동차를 조립했다. 1929년 말 GM은 다음과 같이 현지 조달 재료가 자동차에 사용되었다고 보고할 수 있었다: 실내 장식에 양모, 상업용 차체에 미로 목재, 바니시, 접착제, 에나멜 및 수많은 작은 부품, 유리는 곧 추가될 예정이었다. GM의 의견으로는 현지에서 만들어져야 할 다른 품목으로는 카펫과 상단 재료 및 그에 필요한 패딩이 포함되었다. 모든 관련 광고 자료는 현지에서 컬러로 인쇄되었다. 처음에는 미국산 쉐보레, 폰티악, 뷰익 자동차를 생산했으며, 1928년에 올즈모빌을 추가했다.
최초의 영국산 복스홀은 1931년에 베드포드 트럭과 함께 제작되었다. 첫 8년 동안 25,000대 이상의 차량을 조립했다.
1930년대 후반에는 공장에 760명이 고용되었고, GM의 프리저데어 상업용 냉장고를 제작하고 있었다. 소음기나 머플러가 제품군에 추가되어 다음 10년 동안 172,000개가 생산되었다. 독일 오펠 카데트도 생산되었다. 공장 규모는 1939년에 거의 두 배로 늘어났고, 이제 6에이커 이상의 면적이 지붕 아래에 있었으며, 부지는 12+1⁄4 에이커로 확장되어 크리켓 경기장, 스포츠 경기장, 직원 차량 및 자전거 주차장을 포함했다. 이 페톤 공장은 1984년에 폐쇄되었고, 생산은 트렌섬으로 이전되었다.

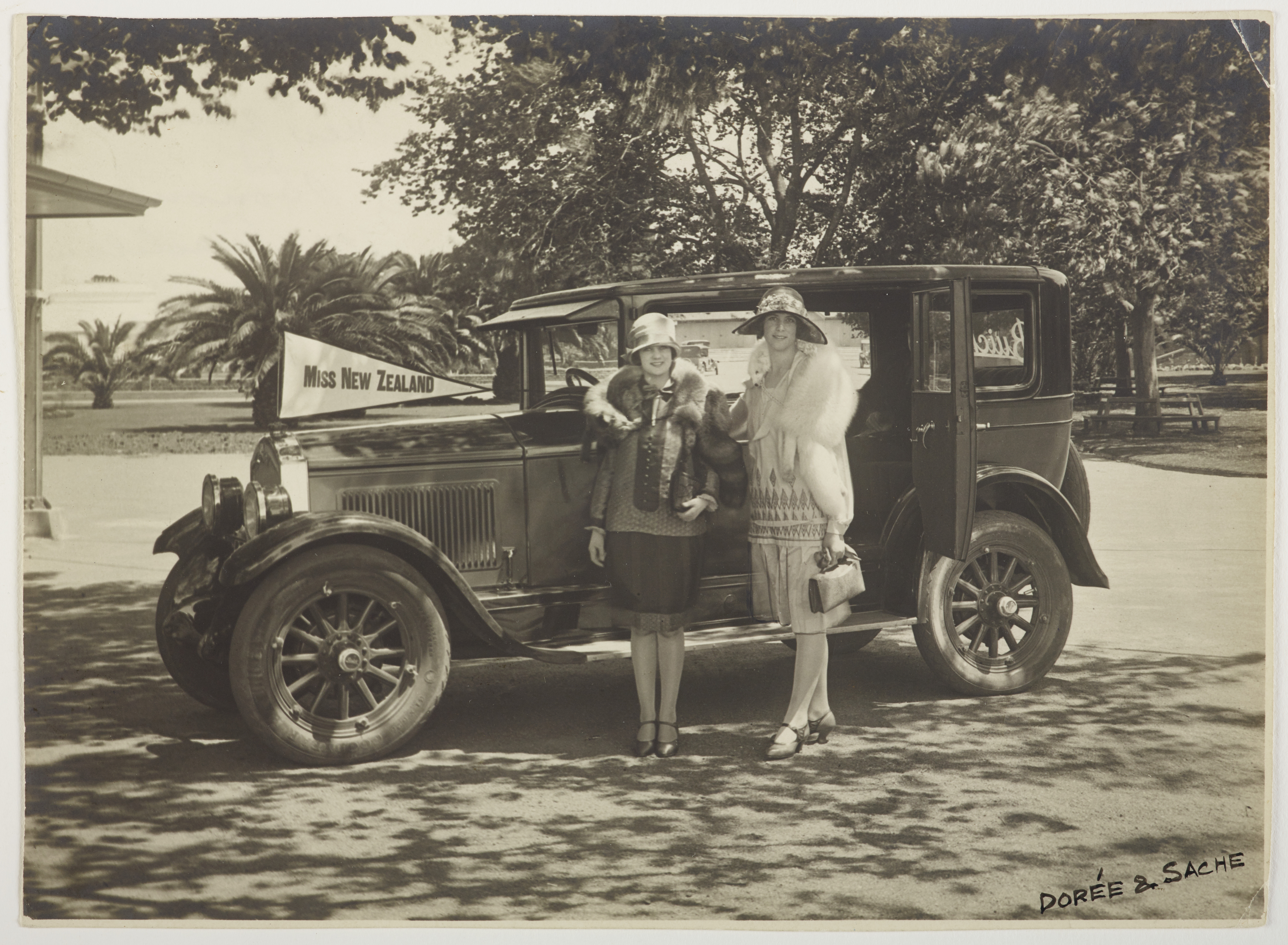
1927년 엘러슬리에서 뉴질랜드에서 조립된 1927년 뷰익과 함께 서 있는 늘씬한 1927년 미스 뉴질랜드.

호주산 홀덴은 1954년에 조립 자동차로 처음 도입되었지만, 제너럴 모터스의 페톤 공장에서 처음으로 생산된 홀덴은 1957년 FE 시리즈였다. 1967년에는 Hutt Valley의 트렌섬에 대규모 신규 공장이 문을 열었으며, 제너럴 모터스는 1970년대에 호주산 홀덴 HQ 시리즈와 영국산 복스홀 비바, 1980년대에 코모도어와 같은 차량을 생산했다.
1970년대 초반까지 뉴질랜드 신차의 80% 이상이 제너럴 모터스, 포드, 토드 모터스, 뉴질랜드 모터 코퍼레이션에서 공급되었다. 1990년까지 트렌섬의 제너럴 모터스 공장은 트럭 조립 작업으로 축소되었고, 나중에는 완전히 문을 닫았다.
제너럴 모터스 뉴질랜드는 1994년 7월 15일 홀덴 뉴질랜드로 사명을 변경했다.

### 1931 로버

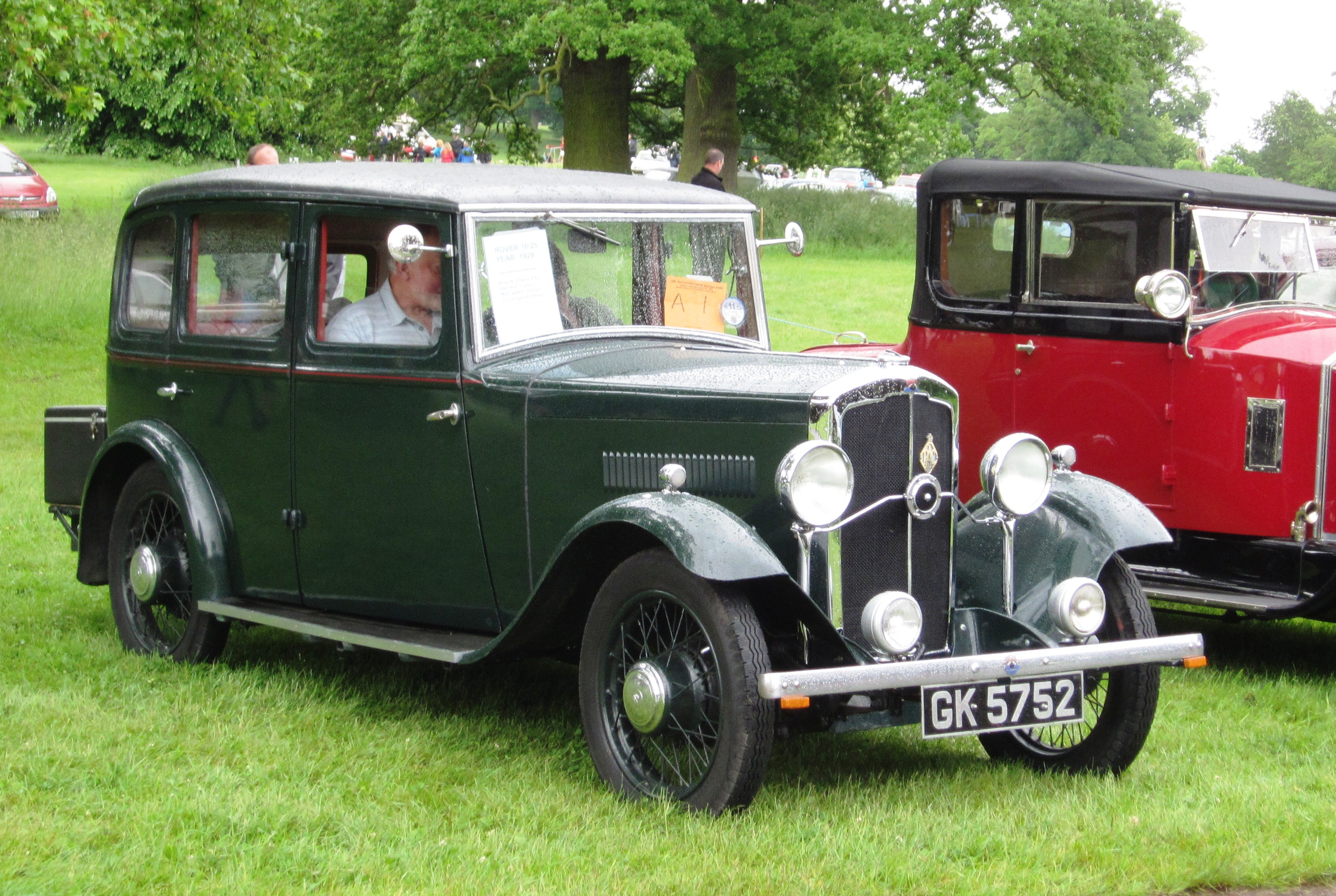
로버 10-25

1931년 7월, 뉴질랜드 로버 컴퍼니는 페톤 잭슨 스트리트 35번지에 로버 자동차를 조립할 건물을 짓고 있다고 현지 신문에 밝혔다. 건물은 크리스마스 전에 완공되기를 바랐다. 가능한 한 뉴질랜드 자재를 사용할 것이며, 현지에서 만들 수 없는 부품은 영국 공장에서 수입할 예정이었다.
새로운 공장은 1932년 2월 17일 조지 포브스 총리 외에도 산업 개발 위원회 의장과 영국에서 온 로버 전무이사를 비롯한 인사들이 참석한 가운데 공식적으로 개소되었다. 포브스는 로버 회사가 영국 기업으로는 제국 내에서 처음으로 해외 섀시 조립 및 차체 제작 공장을 연 것이라고 언급했다. 그는 또한 "영국은 우리 농산물을 샀고, 뉴질랜드가 영국으로부터 다시 사는 것이 옳다"고 말했다. 차체에 사용된 수입 자재는 가죽과 강판뿐이었다.
그 해 7월, 로버의 Family Ten 자동차 가격은 "뉴질랜드 제조로 인한 경제적 이점"으로 5% 인하되었다. 이 차는 특수 차체, 강화 섀시 프레임, 더 무거운 후방 스프링 등 현지 조건에 맞게 수입차보다 크게 개선된 것으로 묘사되었다.
1932년 2월 로버 코번트리는 비틀림 강성을 개선하기 위해 더 무거운 재료와 재설계된 크로스 멤버를 사용하여 Family Ten 섀시를 강화했다고 발표했다. 이러한 개선은 해외 사용에 적합하도록 뉴질랜드와 호주의 가장 험한 도로에서 장기간 테스트를 거친 결과라고 그들은 말했다.
1933년 7월까지 로버 공장 부지는 비어 있었고 매물로 광고되었다. 1935년에는 호주 기업인 J. 개즈덴 앤 컴퍼니의 자회사인 주석판 인쇄 및 통조림 제조업체가 옛 로버 건물에서 4갤런 휘발유 통(벤진 통)을 만들고 있었다.

## 정부 조치

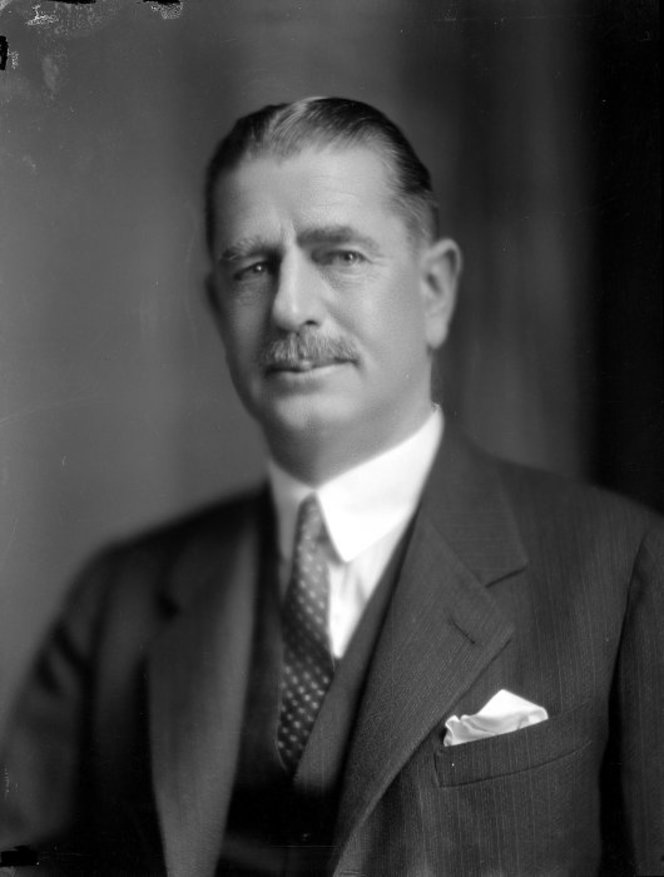
고든 코츠, 재무장관

경제 민족주의로 확인된 요인. 1927년 자동차의 80%가 북미에서 수입될 때, 소형 영국 자동차의 수입을 장려하고 더 중요하게는 더 많은 기업이 현지 조립에 참여하도록 장려하기 위해 관세 계산 방식이 조정되었다. 대공황의 절정기에 정부는 가능한 한 많은 일자리가 뉴질랜드 노동력에 의해 이루어져야 한다는 결의를 발표했다.
1934년 8월 재무장관 고든 코츠는 현행 관세 양허가 외국 제조업체들이 뉴질랜드에서 자동차를 조립하도록 장려하기에 불충분했으므로 1935년 1월 1일부터 발효될 새로운 관세는 다음과 같다고 발표했다.
완성차: 영국 15%, 기타 60%
미조립차: 영국 5%, 기타 50%
완전 분해(CKD)의 정의는 장관이 정하고 현지 자재 사용 증가를 보장하기 위해 수정될 예정이었다.
자동차 업계의 반응은 CKD 수입 관세 인하가 현지 조립 비용을 감당하지 못할 것이라고 보았다.

### 완전 분해
1935년 장관의 결정
산업은 항상 현지 콘텐츠를 늘리도록 장려되어 왔다. 규정 준수를 위해 수입업자는 엔진과 기어박스가 조립된 섀시 프레임을 들여와야 했지만, 다른 부품은 부착되지 않았다. 차량 방화벽과 앞유리는 조립 및 프라이밍될 수 있었다. 차체 쉘은 조립 및 프라이밍될 수 있었다. 실내 장식 재료는 봉제될 수 없었지만 모양에 따라 잘라낼 수는 있었다. CKD 팩에 포함된 구성 요소에는 제한이 없었다. 첫 번째 결정은 1934년 10월 18일 뉴질랜드 가제트에 발표되었다.
1939년
현지 차체 제조업을 잃으면서 실내 장식업자들은 살아남을 수 없게 되었고, 1939년에는 실내 장식 재료를 더 이상 수입 CKD 팩에 포함할 수 없었으며, 배터리도 마찬가지였다. 수입 부품의 조립 정도 또한 더욱 제한되었다.
금지된 품목이 포함되면 전체 CKD 팩에 대해 전액 관세가 부과되었다.

### 가치별 수입 쿼터
수입차와 기타 모든 수입품을 배급하기 위한 수입 허가 또는 고정 쿼터는 1938년 말에 처음 발표되었다. 논평자들은 이것이 국가의 수입 무역을 완전히 장악하는 데 한 걸음 더 나아가는 것이며, 적어도 정부가 원하는 비율과 원하는 사람이나 기업에게 면허를 발급할 수 있게 할 것이라는 우려를 표명했다. 장관의 발표는 농업 생산자 연맹 의장에 의해 "히틀러 계획"이라는 비유로 환영받았으며, (비록 "모스크바 도로에서의 후퇴"일지라도) 덧붙였다.
그 목적은 외화를 보존하고 국내 산업을 보호하며, 특히 고용 기회를 개선하고 경제의 농촌 부문 의존도를 줄이기 위해 제조업을 촉진하는 것이었다. 전쟁 중에는 이러한 제한이 일반적으로 필요하다고 인정되었지만, 상황이 개선될 때 완화되었을 뿐 해체되지는 않았다. 1950년대 초, 수입 허가 시스템이 개편되어 많은 범주가 면제되었다. 같은 시기에 안전 밸브인 무송금 허가 제도가 시작되었다. 1957년의 국제 수지 위기는 수입을 제한하기 위한 새로운 통제를 가져왔지만 외환 배분을 통해 이루어졌다. 1967년의 또 다른 외환 위기는 지난 10년간의 완화 정책을 뒤집었다. 1979년의 새로운 정책은 수입업체가 현지 제품과 수입 제품 간에 "상당히 결함이 있는" 가격/품질 차이를 보여줄 수 있을 때 추가 면허를 얻을 수 있도록 허용했다. 1980년대 초반까지 이 산업은 약 8,000명의 노동자를 고용했다. 그러나 1981년까지 공식적인 사고방식은 수입 통제에서 벗어나기 시작했으며, 장기적으로는 근본적인 조건을 해결하지 못하지만 수입 통제 자체는 완전히 성공할 수 있다고 보았다. 의도가 국내 산업을 보호하는 것이라면 관세가 더 효율적인 도구가 될 것이라고 관계자들은 생각했다.
이에 따라 1984년까지 경제 자유화, 국내 기업 보호 축소 및 규제 완화가 공식 정책이 되었다. 1984년 7월에 새로 선출된 정부가 외환 위기에 직면하고 이러한 새로운 도구로 경제 상황을 처리하기로 결정했을 때 합리화 계획이 진행 중이었다. 자동차 조립 산업은 본질적으로 인위적인 것으로 인식되었다. 낮은 품질의 조립으로 인해 소비자들은 수입차를 선호했다. 오클랜드 부두에 도착한 완성차의 비용은 CKD 키트의 비용과 거의 차이가 없었다. 1984년 12월, 해외 외환 거래에 대한 모든 통제가 해제되었고 같은 달에 1984년 자동차 산업 계획이 승인되었다. 호주와의 CE 협정은 자동차 및 부품에 대한 즉각적인 자유 무역을 중단시켰다. 대부분의 상품에 대한 수입 허가제는 1988년 7월에 폐지되었고, 자동차 산업을 보호하는 통제를 제거하는 과정이 더욱 가속화되었다. 최종 검토는 1992년으로 예정되었다.
1985년 뉴질랜드에는 14개의 조립 공장이 있었지만, 1989년에는 그 중 5개가 문을 닫았다. 같은 기간 동안 토요타, 닛산, 미쓰비시, 혼다는 현지 조립업체를 인수했다.
다음 공장들은 1984년에서 1990년 사이에 폐쇄되었다.
포드 모터 컴퍼니 — 로어 헛
마쓰다 모터스 — 오타후후
모터 홀딩스 — 오타후후 및 와이타라
뉴질랜드 모터 코퍼레이션 - 혼다 — 오클랜드
닛산 — 오타후후
스즈키 — 왕가누이
제너럴 모터스 – 어퍼 헛
남은 승용차 공장 (및 상업용 공장 3곳; 직원 수는 1997년 기준)
토요타 — 크라이스트처치 (상업용) 1996년 9월
VANZ (마쓰다 및 포드) — 마누카우 시티 1997년 3월
미쓰비시 — 포리루아 1998년 6월 (360명)
닛산 — 위리 1998년 7월 (230명)
혼다 — 넬슨 1998년 8월 폐쇄 (220명)
토요타 — 테임즈 1998년 10월 (330명)

## 조립 공장 계속

### 1935 토드 모터스

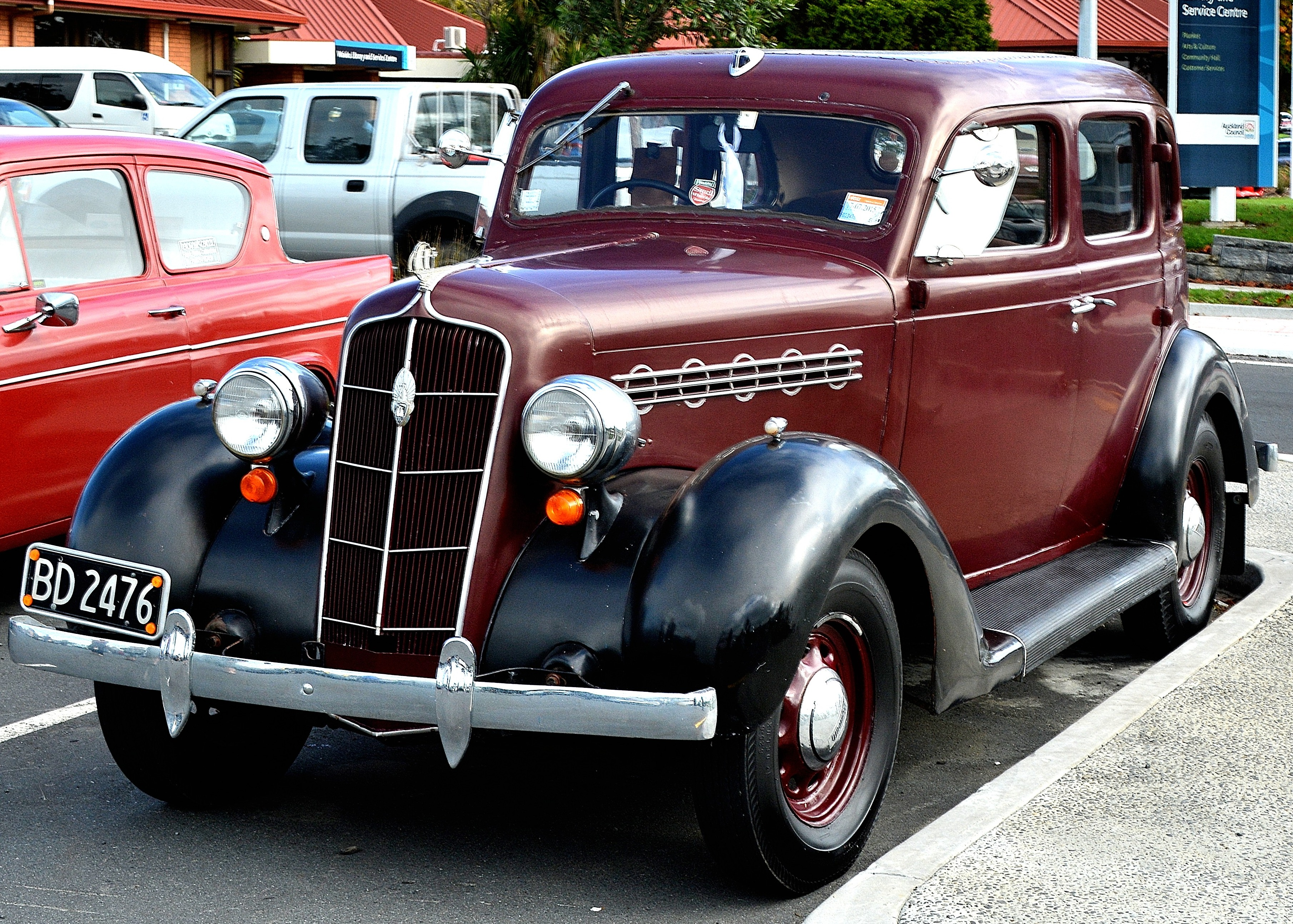
1935년 플리머스
와이우쿠

토드 모터스는 작은 오타고 가축 및 물자 대리점이 가지고 있던 포드 대리점을 통해 발전했다. 그들은 나중에 뉴질랜드 전역에 여러 미국 브랜드를 유통했다. 그 중 하나는 맥스웰이었는데, 이것은 월터 크라이슬러에게 인수되어 그의 이름이 붙여졌다. 1929년 토드는 오클랜드 프리먼스 베이의 네이피어 스트리트에 조립 공장을 세웠다. 전기 크레인과 같은 현대적인 방법이 계획되었다. 이 오클랜드 조립 공장은 1932년 9월에 폐쇄되어 J. 개즈덴 & Co에 4갤런 휘발유 통을 만들도록 팔렸다.
1935년, 러시아산 유로파 브랜드 휘발유와 오일을 뉴질랜드에 성공적으로 도입한 후, 토드 형제는 페톤에 새 건물을 짓고 작은 자동차 조립 공장을 만들었다. 그곳에서 판매가 증가함에 따라 더 많은 시설을 갖추었다. 거기서 파고 트럭과 플리머스 자동차로 시작하여 토드는 루츠 그룹의 힐맨, 험버강, 코머 및 캐리어 브랜드 차량과 크라이슬러 코퍼레이션의 플리머스, 닷지, 디소토 디플로맷을 캐나다 영국 (크라이슬러 큐) 및 벨기에에서, 그리고 1963년부터 1979년까지 발리언트를 호주에서 조립했다.

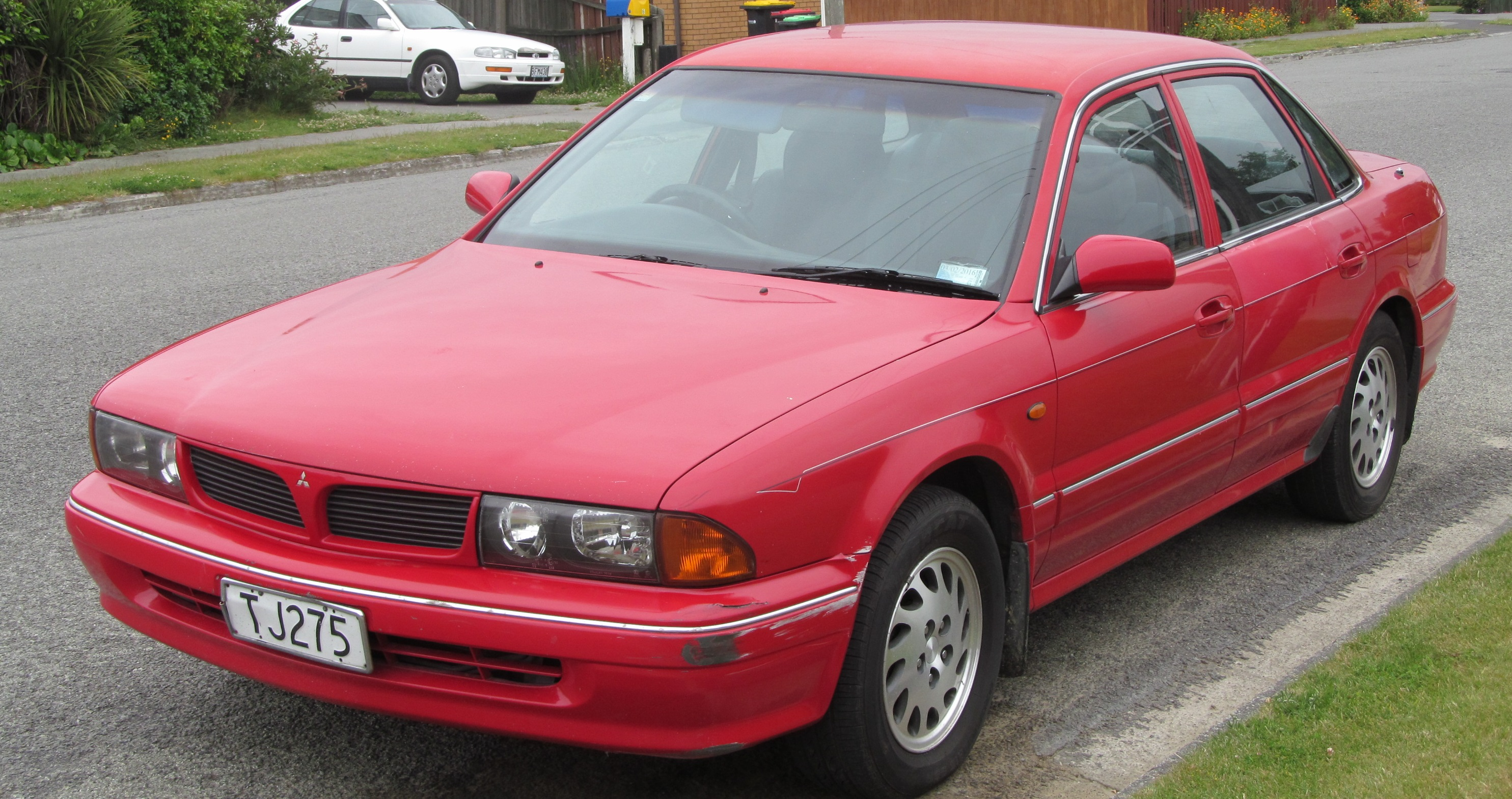
1995년 미쓰비시

주요 페톤 공장 건물이 된 건물은 뉴질랜드 철도의 새로운 워번 워크숍이 건설될 때까지 철도 워크숍이었다. 오스틴 건너편 맥켄지 스트리트(현재 Hutt Expressway의 일부인 Western Hutt Road로 알려진)에 위치한 오래된 공장은 2013년에 철거될 때까지 실내 스포츠 홀로 사용되었다. 이 부지는 웰링턴 기술 연구소의 페톤 캠퍼스의 일부가 되었고 건축 학과에서 사용되고 있다.
1971년 토드는 뉴질랜드의 미쓰비시 프랜차이즈를 인수했고 토드 파크라고 이름 붙인 대규모 목적 건축 공장을 포리루아에 세웠다.
첫 미쓰비시 차량은 페톤의 토드 모터스에서 조립되었고, 후소 중형 트럭에 이어 갈란트 1850 쿠페가 뒤따랐다.
포리루아에서 토드는 몇 년 동안 루트스/크라이슬러 차량을 계속 만들었지만 점차적으로 미쓰비시로 전환했다. 토드 파크는 1974년 초에 차량 조립을 시작했다. 토드 모터스의 포리루아 공장은 1987년 미쓰비시에 매각되었는데, 이는 모회사에 인수된 마지막 조립 공장이었다. 미쓰비시는 1998년에 이 공장을 폐쇄했다.

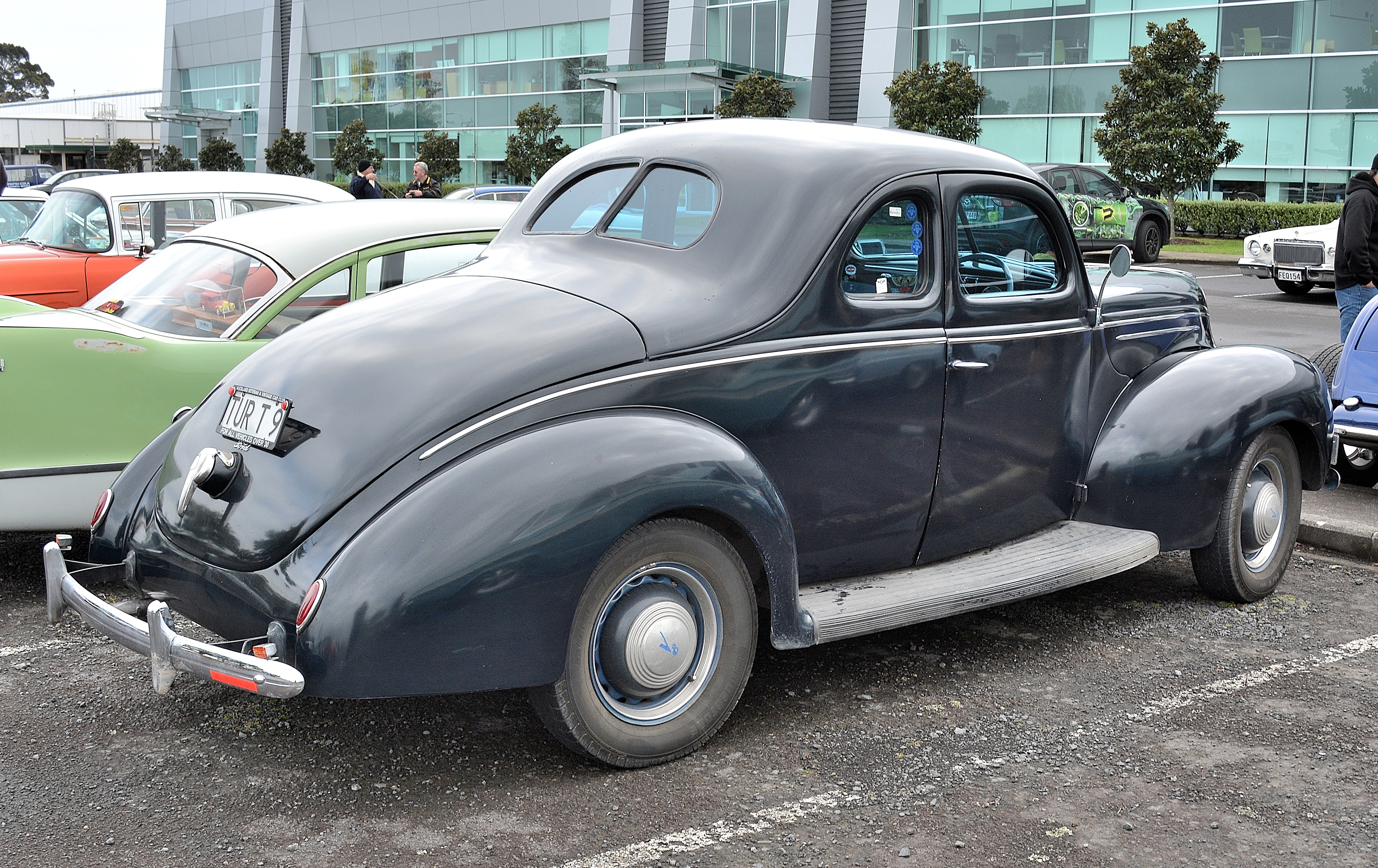
교통 경찰을 위한 검은색 포드 쿠페의 특별 생산이 있었다
1939년 V8 쿠페 마누카우 시티

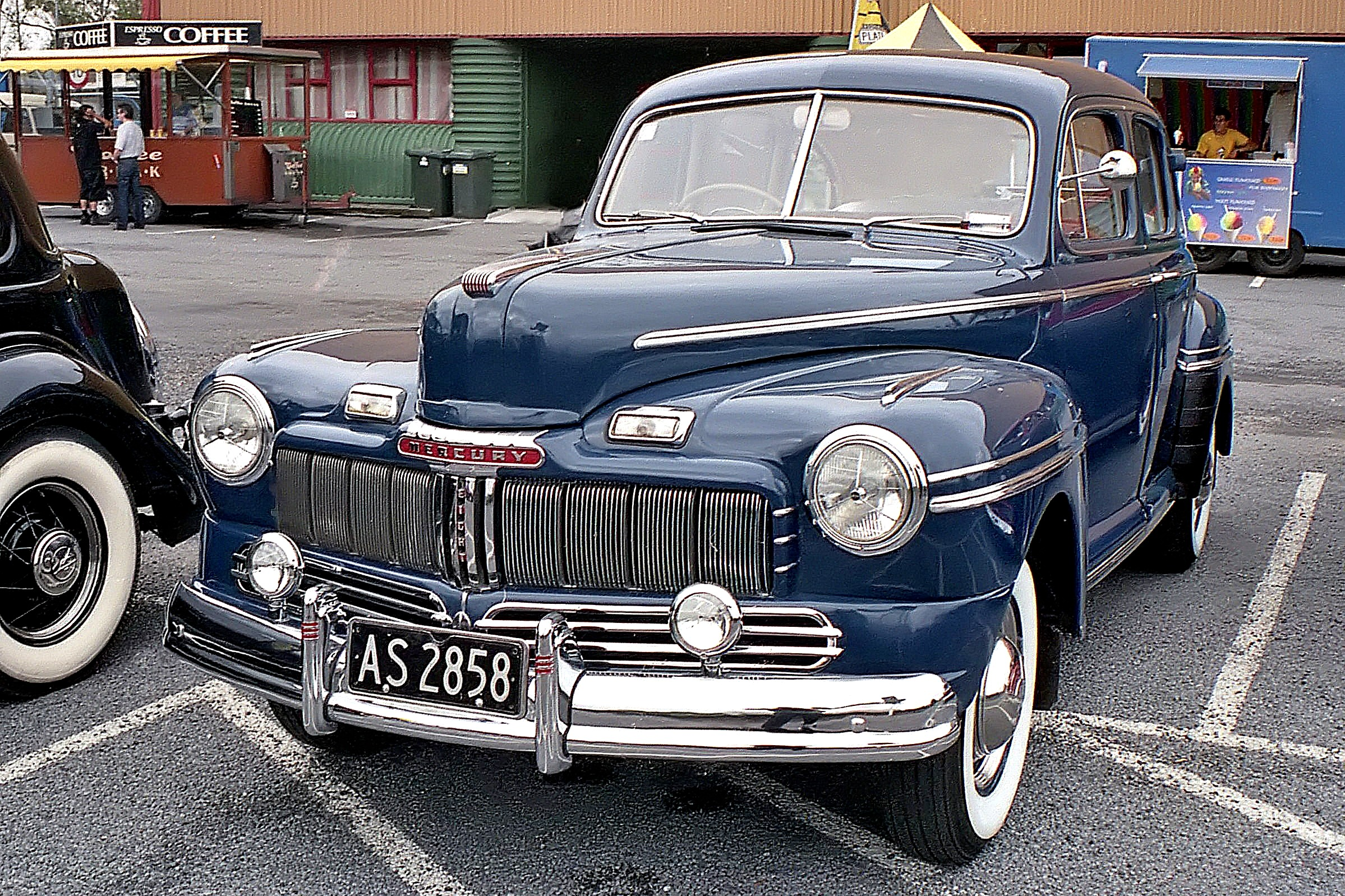
1947년 머큐리
웨스턴 스프링스 오클랜드

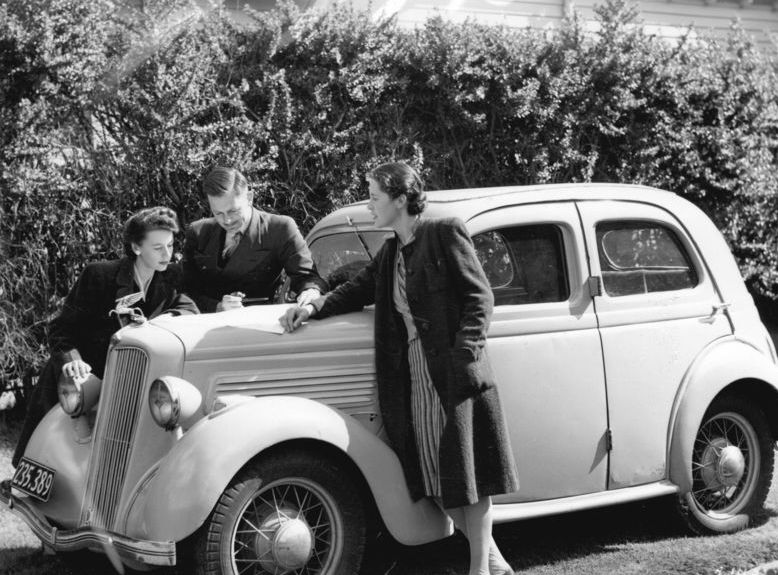
영국 포드 모델 C

### 1936 포드 모터 컴퍼니
1935년 말 캐나다 포드 모터 컴퍼니는 온타리오주 윈저에서 새로운 조립 공장 건설이 웰링턴에서 즉시 시작될 것이며 1936년 7월 1일에 가동될 준비가 될 것이라고 발표했다. 포드 뉴질랜드는 시뷰의 새 공장에서 자체 차량의 조립 및 유통을 맡았다. 주요 소매 사업은 Colonial Motor Co.가 유지했다. 페톤 공장은 현재 플레이스메이커스 건축 자재 판매점이다.
포드 뉴질랜드는 1973년 11월 위리에 새로운 변속기 및 섀시 부품 공장을 개설했다. 이 공장은 뉴질랜드뿐만 아니라 호주에도 경차 및 중형 승용차 부품을 공급할 예정이었다.
포드와 마쓰다는 1987년부터 1997년까지 위리에서 뉴질랜드 차량 조립업체를 운영했다. 1997년에 45분짜리 워크스루 비디오가 제작되어 유튜브에서 시청할 수 있다. 로어 헛 조립 공장은 1988년에 폐쇄되었다.

### 뉴질랜드 모터 코퍼레이션
뉴질랜드 모터 코퍼레이션은 1970년에 설립된 상장 기업이었다. 이 회사는 두 독립적인 모리스 및 오스틴 조립업체인 오스틴 디스트리뷰터스 연합과 도미니언 모터스를 합병한 것이었다. 소유권은 20세기 마지막 분기에 혼다로 넘어갔고, 그 사업은 혼다 뉴질랜드로 이름이 바뀌었다.
오스틴 및 모리스 공장의 통합 이후 합리화가 이루어졌고, 1985년까지 NZMC는 두 개의 공장만 남았다: 오클랜드 판무어의 모린 로드와 넬슨 근처 스토크. 판무어는 1987년에 폐쇄되었다.
NZMC는 보다 대중적인 브리티시 레이랜드 자동차 외에도 일부 재규어, 로버, 랜드로버 제품 및 레이랜드 상용차를 스토크에 있는 조립 공장에서 조립했다. 1980년대에는 스토크가 일본 혼다 차량을 조립하는 것으로 전환했다. 1998년 8월 21일에 폐쇄되었다. 주로 뉴질랜드 시장용 차량을 생산했지만, 일부는 호주로 수출되었다.

#### 1936년 모터 어셈블리스

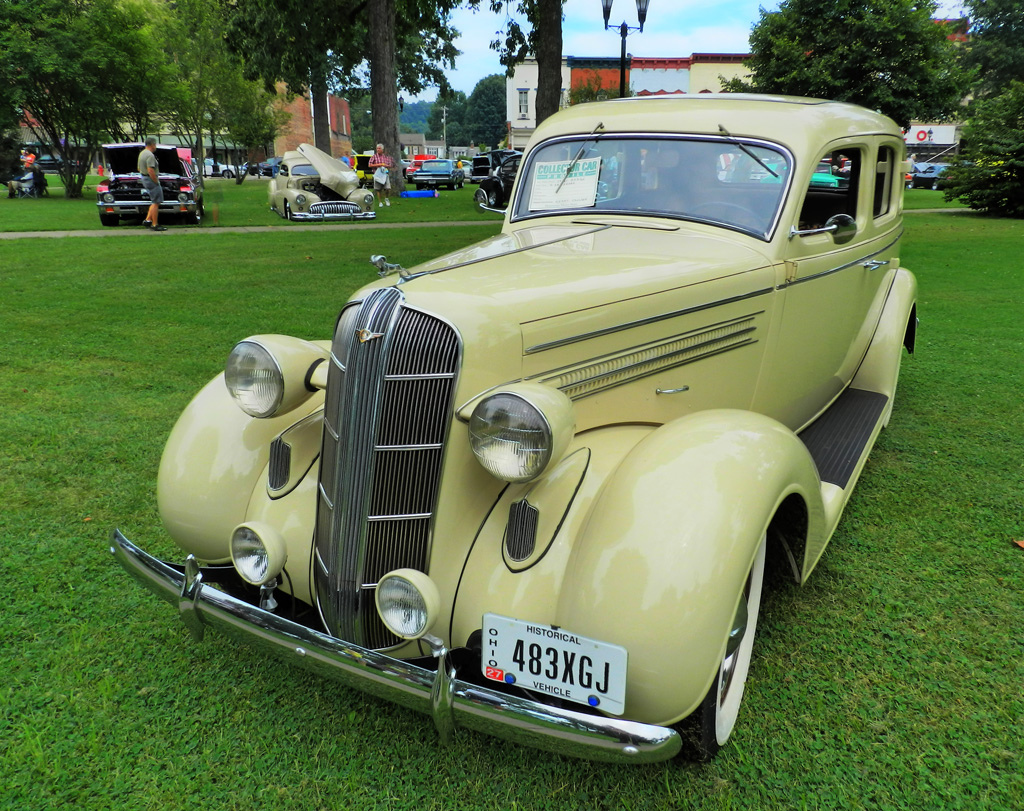
1935년 닷지

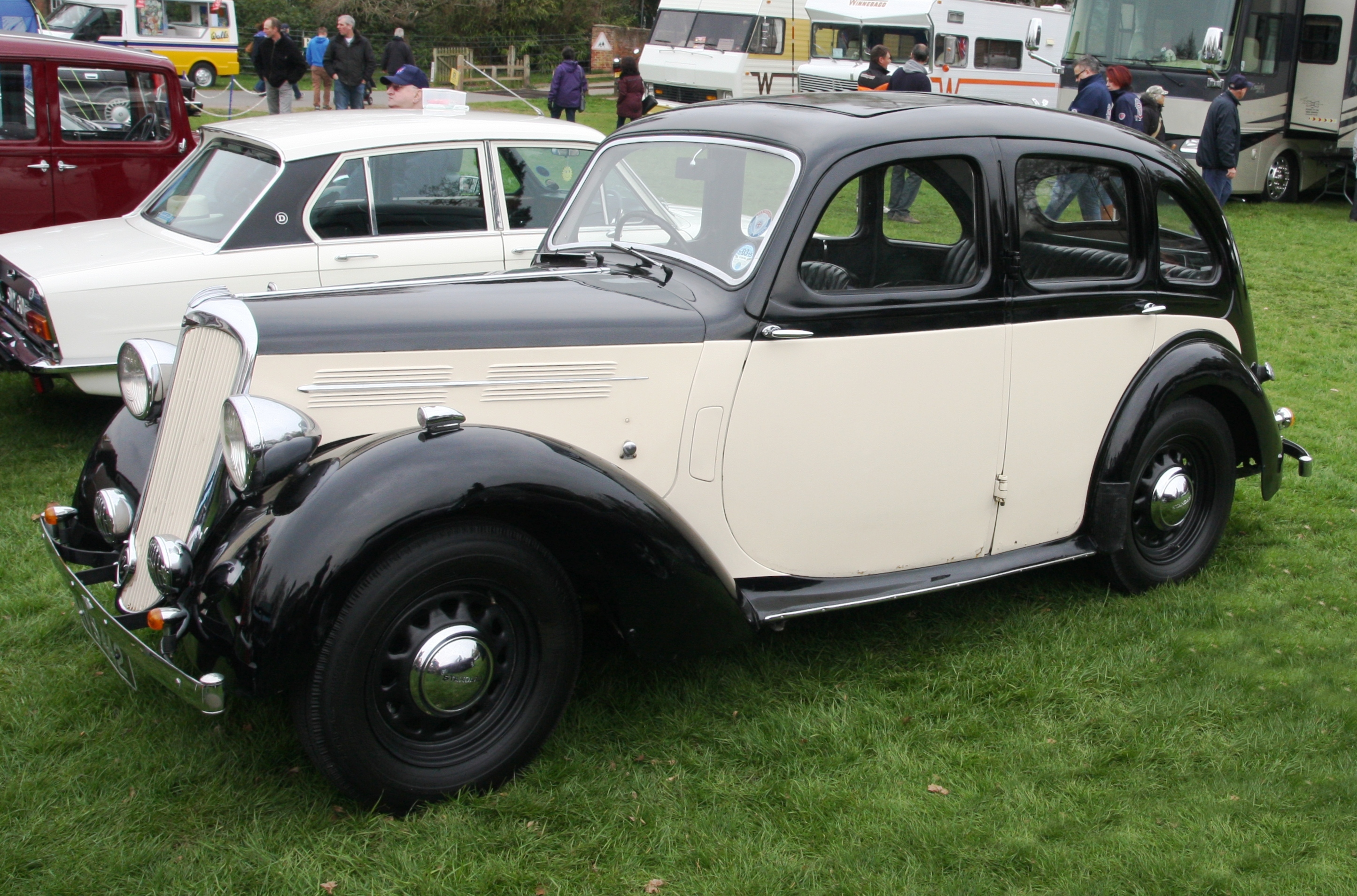
1936년 스탠더드 트웰브

남섬 소매업체인 Amuri Motors, P. H. Vickery, Cossens & Black, Boon & Co. (코치빌더)는 크라이스트처치 St. Asaph Street에 있는 Boon and Co. 공장에서 자동차를 조립할 계획이라고 발표했다. 닷지 자동차부터 시작하여 닷지와 스탠더드 자동차를 CKD 팩에서 조립할 예정이었다. 모터 어셈블리스 (남섬) 리미티드는 1935년 6월에 법인으로 설립되었다. 각 파트너는 자본의 4분의 1을 소유했다. 로버가 폐쇄되었으니 뉴질랜드의 세 번째 조립 공장이 될 것이었고, 나머지 두 공장은 웰링턴에 있었지만, 모터 어셈블리스의 계획 발표 후 한 달 만에 토드는 총리 대행이 참석한 가운데 페톤에 공장을 개설했다.
1936년 12월까지 닷지 전시 광고는 뉴질랜드 경제에 대한 모터 어셈블리스의 기여를 강조하고 크라이스트처치 공장에서의 많은 조립 활동을 자세히 설명했다. 1.6리터 목재 프레임 차체의 스탠더드 트웰브(가격 £365)를 비전문가가 3.6리터 6기통 올 스틸 닷지 세단(가격 £389)보다 선호할 이유가 (추정되는) 연료 소비와 주차 공간 두 가지를 제외하고는 이해하기 어렵다.
1939년 St Asaph Street에서 세 가지 브랜드의 자동차가 조립되고 있었다. 1939년 7월 말 Ensor's Road, 오파와에 3에이커를 매입했다고 발표되었고, 연말까지 40,000평방피트의 건물 건설이 완료될 것으로 예상되었다. 부지에는 테스트 트랙도 포함될 예정이었다. St Asaph Street 부지는 그 후에 매각될 예정이었다. 그 발표 후 불과 5주 만에 전쟁이 선포되었고, Ensor's Road 계획에 대한 후속 기록은 없는 것으로 보인다.
바베이도스와 마드라스 스트리트 사이의 투암 스트리트(또는 오파와?)에 새로운 공장이 건설되어 전쟁 후 스튜드베이커와 스탠더드 자동차를 조립하기 시작했다. 1954년에는 스탠더드-트라이엄프 인터내셔널에 인수되었다.
크라이스트처치 생산은 1965년 8월 24일에 중단되었고, 모든 설비와 기계는 400킬로미터 이상 떨어진 넬슨 (뉴질랜드)으로 옮겨져 1962년 중반에 포기된 면방 공장 부지에 100,000제곱피트 규모로 한 번도 사용되지 않은 건물로 들어갔다.
STI는 1960년에 레일랜드 모터스에 인수되었고, 최종적으로 넬슨 사업은 1968년에 브리티시 레일랜드의 일부가 되었다. 혼다 뉴질랜드가 소유하게 된 이 공장은 1998년 8월에 폐쇄되었다.

#### 1937 시브룩 포울즈
오클랜드 주와 타라나키의 오스틴 유통업체인 시브룩 포울즈는 1936년 겨울에 수입 차량에 대한 새로운 관세 규정을 준수하기 위해 이 지역에 오스틴을 공급하기 위한 "조립 공장"을 오클랜드에 건설할 것이라고 발표했다. 그레이트 사우스 로드와 마누카우 로드 코너의 목재 야드 뒤편, 엡섬의 주거 지역과 경계를 접하는 뉴마켓에 위치할 이 건물은 벽돌과 철제 벽 두 개씩으로 된 단층 건물이며, 도색 공장에는 페인트 증기를 흡수하기 위한 에어컨 설비가 있을 것이라고 했다. 이전에는 파넬의 St George's Bay Road에 작은 시설이 있었다.
뉴마켓의 새 공장에서는 수출 포장된 나무 상자에서 차체 쉘을 꺼내고, 그 상자에는 일치하는 섀시와 사전 조립된 엔진, 기어박스, 후방 차축 유닛도 들어있었다. 차체는 도색되고 트림이 추가되었으며, 시트와 실내 장식품이 추가되고, 배선이 완료된 다음 새로 조립된 섀시와 기계 부품이 다시 결합되었다. 새 공장에는 54명의 사무 및 현장 직원이 있었고, 주당 20대의 자동차를 생산할 것으로 예상되었다.
전쟁이 끝날 무렵 이 작은 공장은 오스틴 트럭 조립 공장이 되었다.

#### 1939 오스틴 남섬

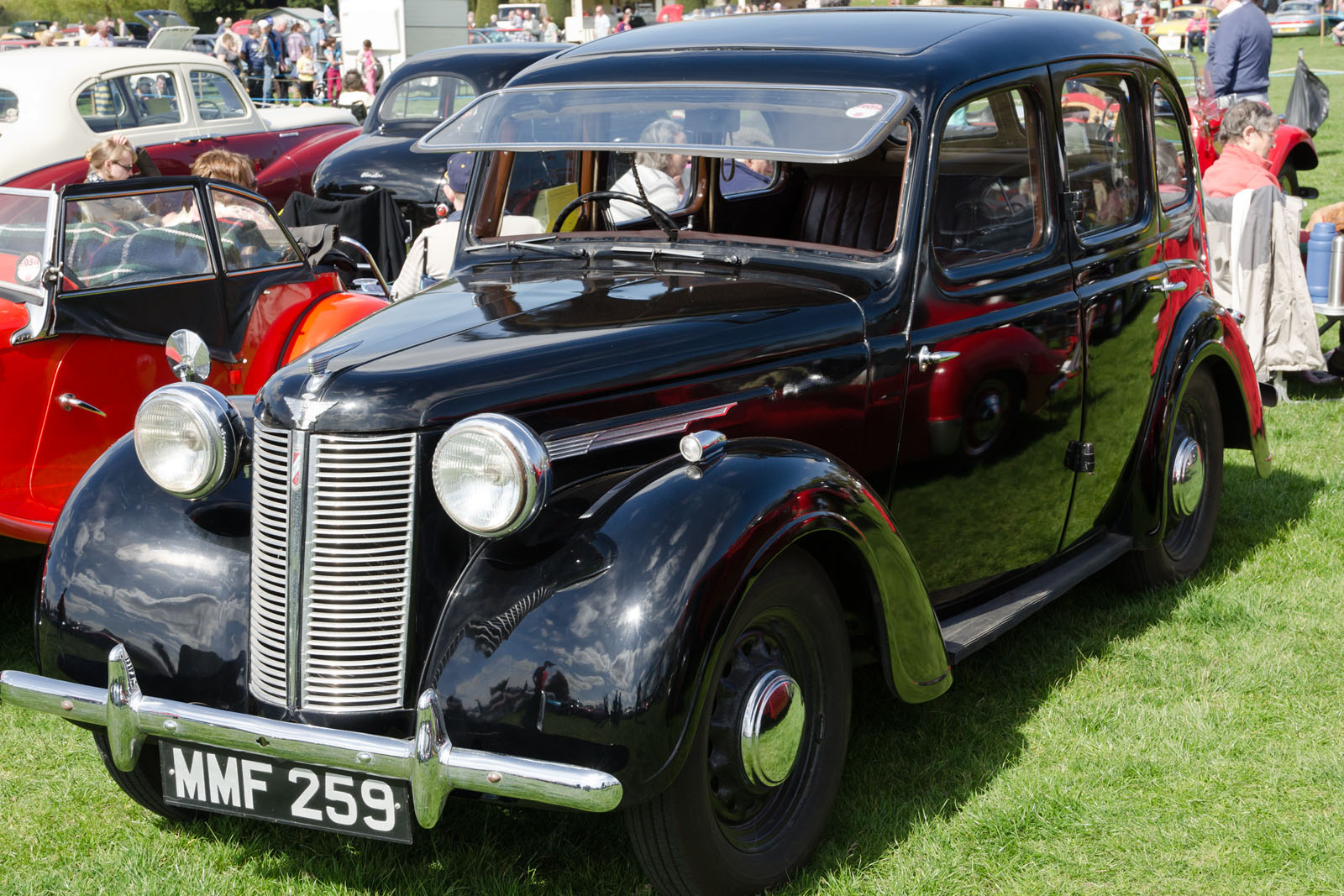
1946년 오스틴 텐

데이비드 크로지어 리미티드는 몇 년 동안 두 개의 작은 조립 공장을 운영하고 있었다. 1939년 3월, 남섬 딜러들의 컨소시엄은 크라이스트처치-리텔턴 철도 옆 6.5에이커 부지에 새로운 조립 공장을 건설할 것이라고 발표했다. 새 사업에는 125명의 직원이 필요할 것으로 예상되었으며, 1939년 7월에 개장할 것으로 예상되었다.
사업을 소유할 회사인 오스틴 모터 인더스트리 리미티드는 1939년 5월 25일에 설립되었다. 주주들의 사업체는 크라이스트처치, 더니딘, 인버카길에 있었다. 비커리 블랙과 분은 모터 어셈블리스(위 참조)와 관련되어 있었으며, 모터 어셈블리스는 분 앤 컴퍼니와 조립 계약을 맺었다.

#### 1926 도미니언 모터스

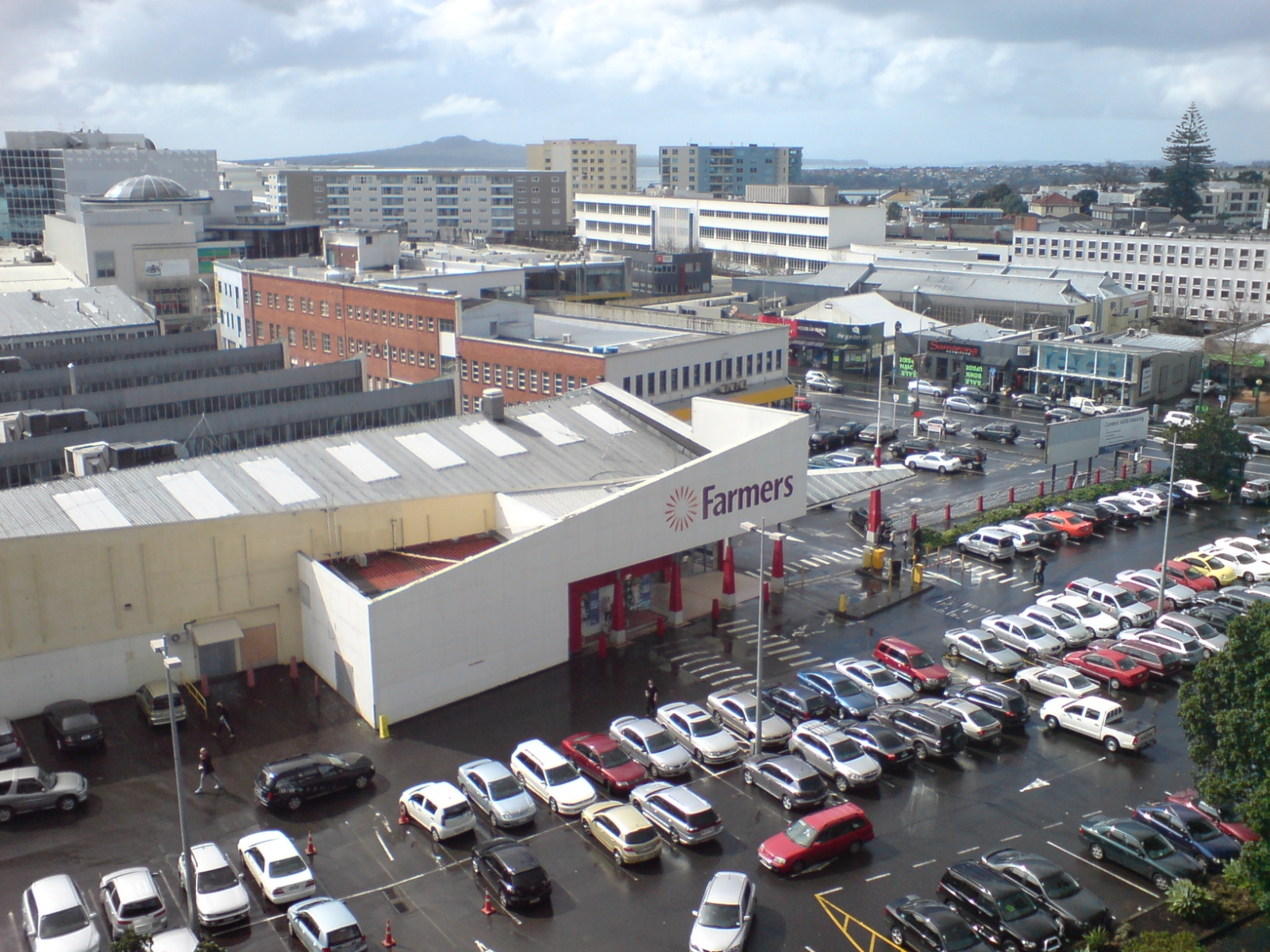
농부 백화점이었던 모티머 패스 공장 (2017년 철거), 중간 거리에 있는 너필드 스트리트

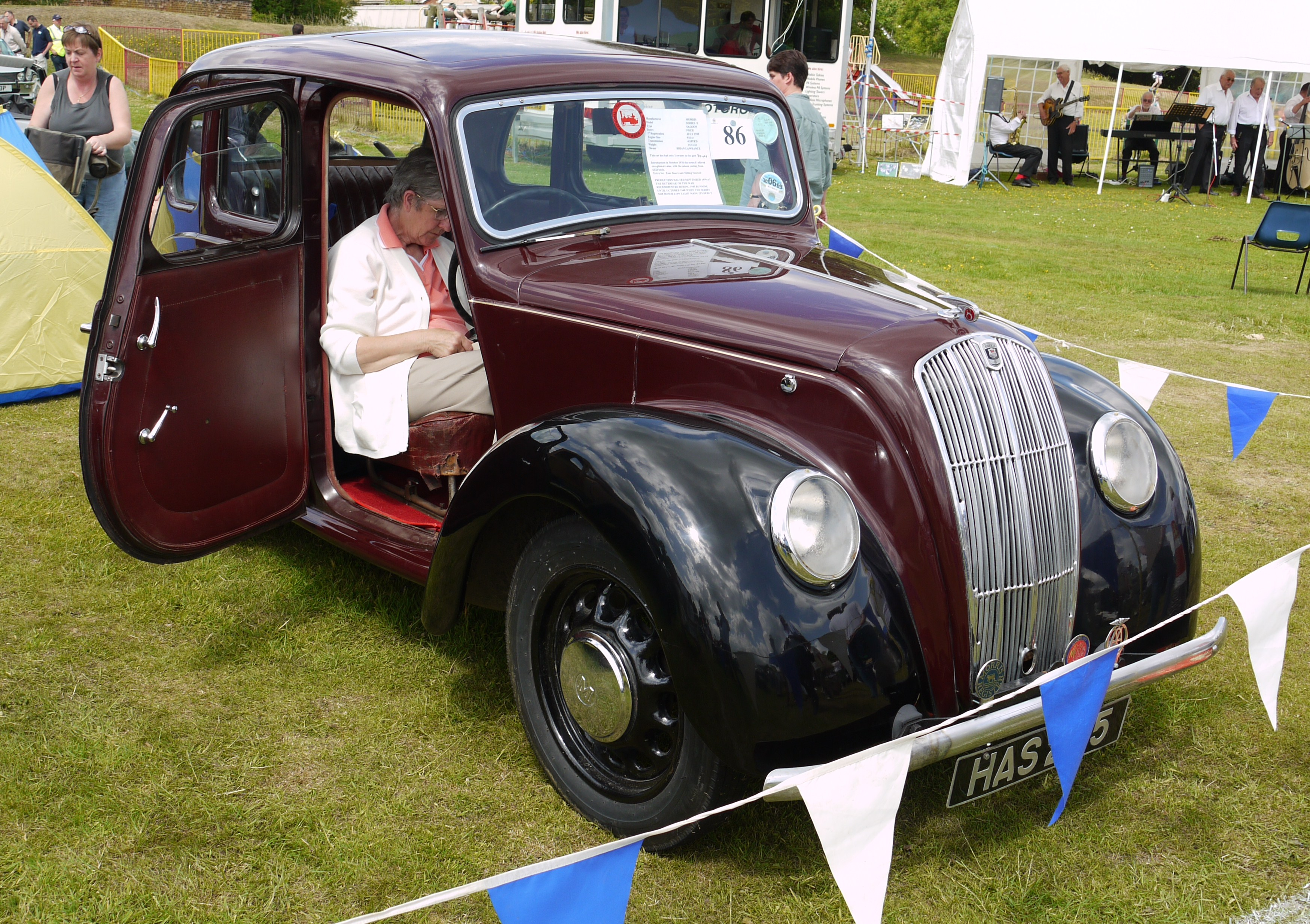
모리스 에이트

웰링턴의 도미니언 모터스 사업은 1912년에 수입 차량의 도매 유통으로 시작되었다. 1919년에는 크라이스트처치 사업체인 J A 레패스의 Universal Motor Co와 합병하여 웰링턴뿐만 아니라 크라이스트처치에도 새로운 소매 부서를 열었다. 유통업체에는 올즈모빌, 크로슬리, 쉐보레, 스터츠, 롤스로이스, 허드슨 및 에식스, 복스홀이 포함되었다.
1927년 첫 9개월 동안 에식스는 뉴질랜드에서 세 번째로 인기 있는 자동차 브랜드가 되었는데, 쉐보레가 2위, 포드가 1위를 차지했다. 1927년 허드슨 모회사와 합산된 판매량은 두 브랜드 합쳐서 실제로 쉐보레를 제치고 2위를 차지했다.

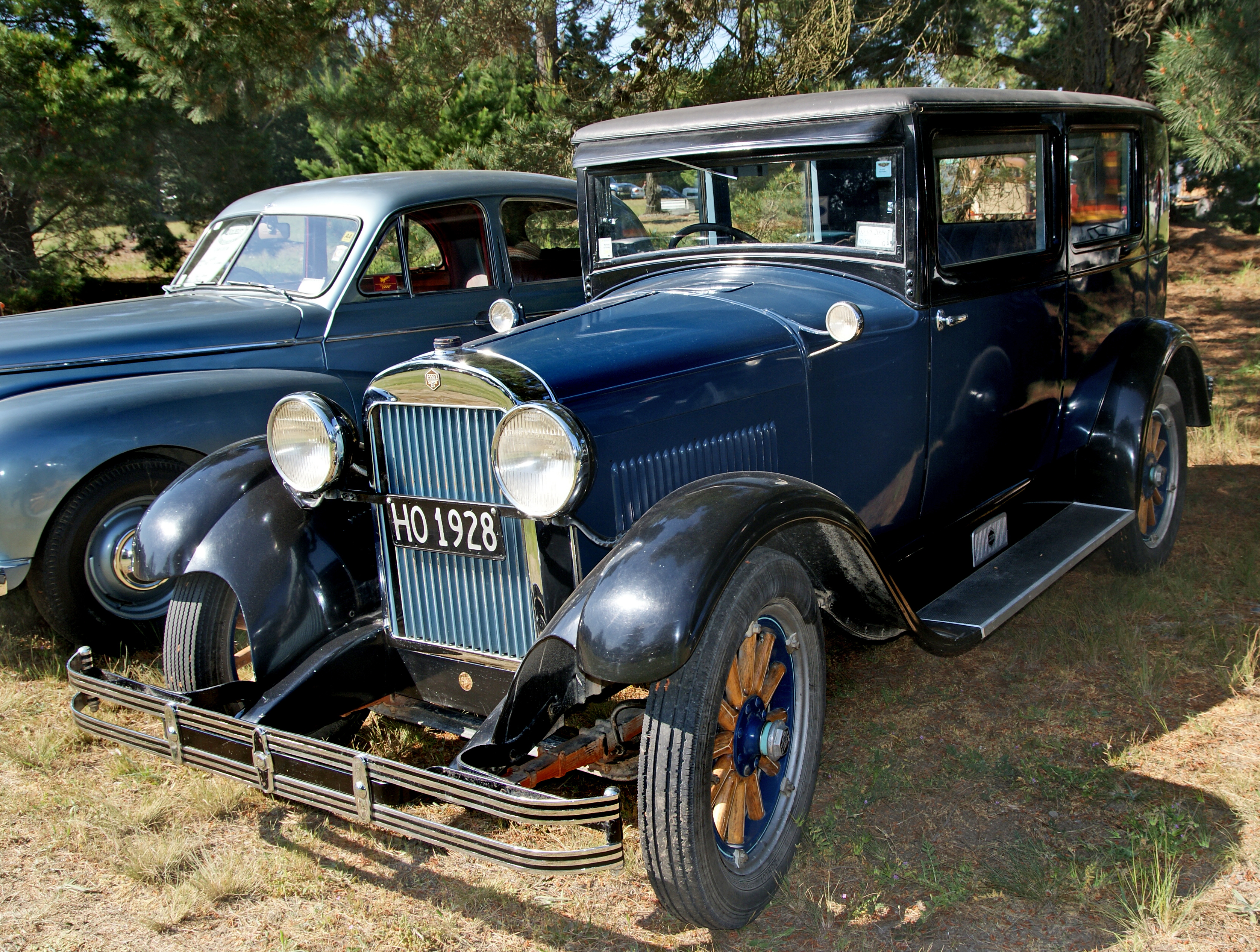
1927년 뉴질랜드에서 세 번째로 인기 있던 자동차, 1927년 에식스 슈퍼 식스

오클랜드 사업은 앨버트 스트리트 166번지(구 뷰익 딜러인 길렛 모터스, 1926년 3월 흡수) 건물에서 운영되었는데, 이곳에는 도미니언 모터스가 주요 센터에서 운영하는 여러 작은 작업장 중 하나가 있었으며, 부분적으로 분해된 자동차의 조립을 완료했다. 1928년 앨버트 스트리트 161번지의 "조립 라인"은 새로운 자동차 한 대를 조립하는 데 한 시간이 걸렸다.
1930년 크리스마스 직전 모리스 모터스 리미티드는 뉴질랜드에서 모리스 자동차와 상용차의 유통을 총괄할 도미니언 모터스의 임명을 발표했다. 그들은 오랜 역사를 가진 해리슨 & 개시(원래 코치빌더)로부터 모리스의 오클랜드 주 소매업을 인수했는데, 해리슨 & 개시는 앨버트 스트리트 175번지에 쇼룸을 가지고 있었고 카이버 패스 뉴마켓 기슭에서 서비스를 제공했다.
1938년에 그들은 모티머 패스 뉴마켓에 벅랜드 부지에서 구입한 1+1⁄2 에이커의 황무지 옆에 실제 조립 공장을 건설했다. 건물은 1939년 2월 말에 완공되었고, 필요한 설비는 연말까지 설치될 것으로 예상되었다. 새로운 공장은 모티머 패스 정면에서 하루에 10대의 차량을 생산할 예정이었다. 전쟁은 1939년 9월 3일에 선포되었지만, 공장은 개장하여 생산을 시작했다. 1950년대 초까지 600명 이상의 직원을 고용했다. 새로운 추가 공장이 1953년에 판무어에 건설되었다. 1954년에 개장한 이 공장은 1961년까지 계속 성장했으며, 1975년까지 모리스 미노르 상용 모델을 제작했다.
생산은 1978년 모티머 패스와 너필드 스트리트에서 판무어로 이전되었다.
판무어는 1987년에 폐쇄되었다.
롤스로이스 산업 장비 조립을 위한 새로운 공장이 1960년에 판무어에 건설되었다.

## 제2차 세계 대전

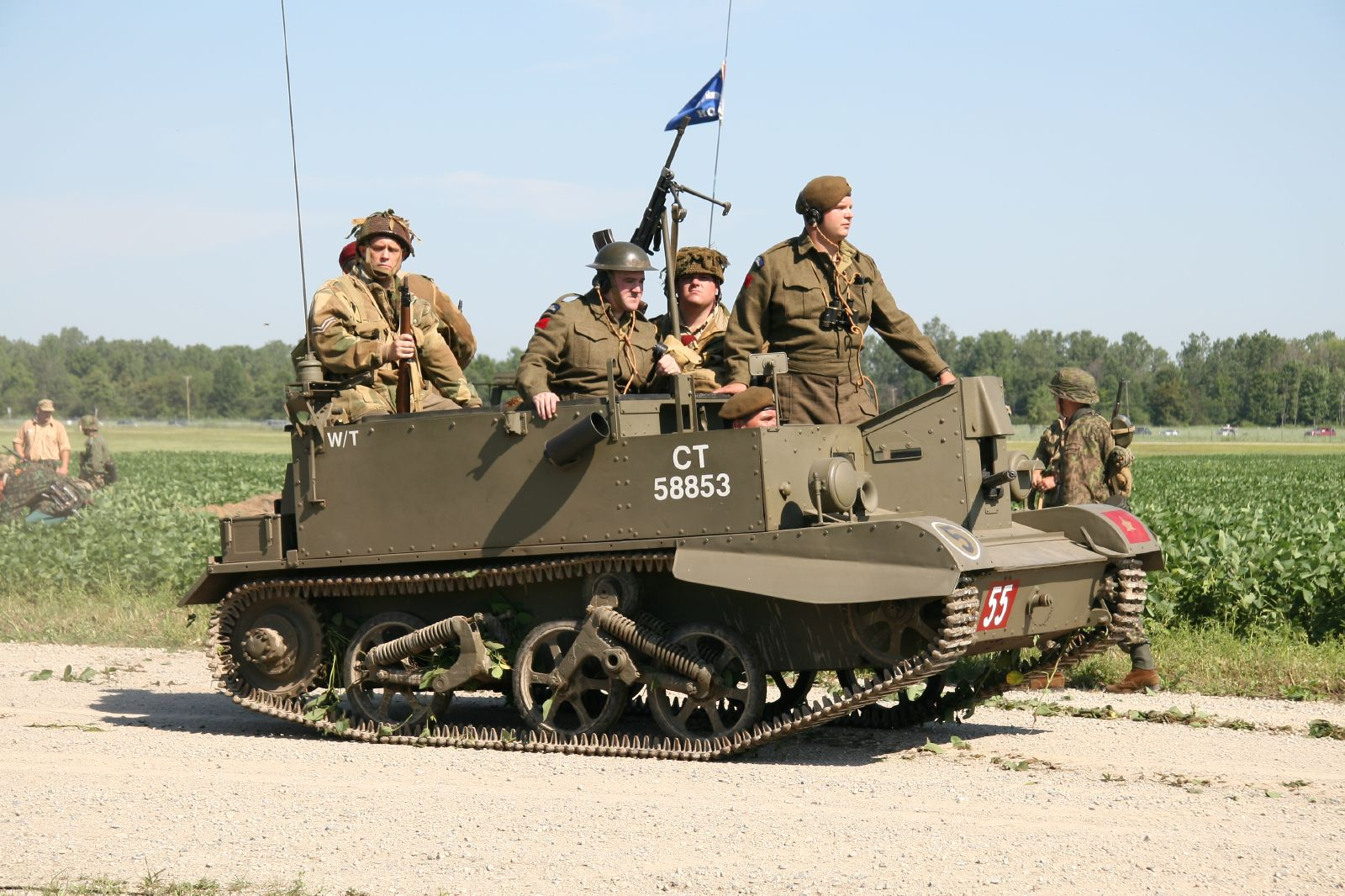
유니버설 캐리어
미시간의 천둥 2006

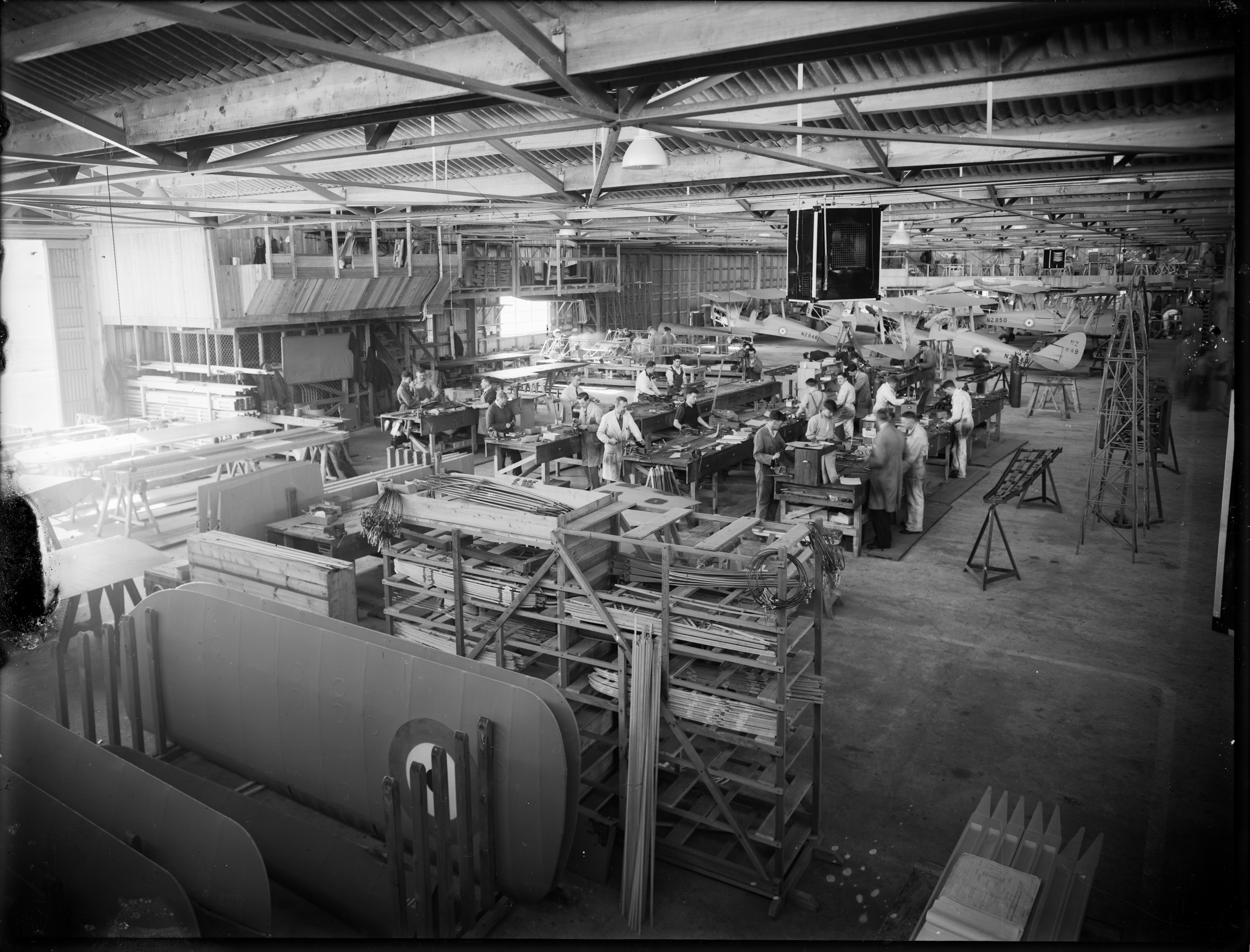
더 해빌런드 공장 롱고타이, 나중에 웰링턴 국제공항 터미널

제2차 세계 대전 중 제너럴 모터스 페톤 공장은 브렌 기관총 운반기로도 알려진 유니버설 캐리어 1,200대를 제작했으며, 부품 하청은 전국적으로 분산되었다. 다른 경갑 차량, 박격포, 포탄, 수류탄, 대전차 지뢰, 토미 건도 제작되었다. 항공기 프레임과 부품, 경전차 및 항공기 조립도 함께 이루어졌다. 1939년 9,600대이던 트랙터는 1946년까지 18,900대 이상으로 늘어났다. 1980년대까지 웰링턴의 주요 공항 건물은 전시에 더 해빌런드 항공기 공장이었다.
미군이 태평양 섬에서의 전쟁으로 인해 닳거나 심하게 손상된 중형 트럭과 지프를 웰링턴으로 보냈다. Hutt Valley에서는 포드 (지프), 제너럴 모터스 (중형 트럭), 토드 모터스 (무기 운반차)에 의해 회수 작업이 이루어졌다. 각 트럭은 짐칸에 지프를 싣고 돌아갔다.
전쟁 발발 전 4년 동안 국가의 자동차 보유량은 불황으로 인한 부족 수준에서 42% 증가하여 뉴질랜드는 1인당 자동차 수에서 미국에 이어 2위를 차지했다. 휘발유 배급은 1939년 9월 5일에 시행되어 1946~1947년 17개월의 유예 기간을 제외하고 1950년 5월 31일까지 계속되었다. 개인 자동차 소유자를 위한 휘발유 공급량은 국가 상황에 따라 완화되거나 제한되었는데, 부분적으로는 뉴질랜드 운행 탱커가 오랫동안 구할 수 없었고, 어쨌든 정부는 외화 지불 감소를 환영했기 때문이었다. 1942년 중반까지 고무 부족으로 타이어 공급이 매우 부족해졌는데, 일본이 대부분의 고무 농장을 점령했기 때문이었다. 한 자동차 무역지는 표준 개인 휘발유 배급량과 새 타이어의 일반적인 주행 거리를 고려할 때 한 세트의 타이어가 36년 동안 지속될 것이라고 지적했다. 신문들은 휘발유 공급에 대한 속임수를 의심하여 잘 참석된 경마장에서 외딴 곳에서 온 자동차를 추적하겠다고 위협했다. 고무장화와 온수통을 구매하려면 면허를 취득해야 했다.
미국 해군이 1942년 중반 산호해 해전에서 거둔 성공은 일본 침공의 위협을 제거했다.

## 무송금 면허

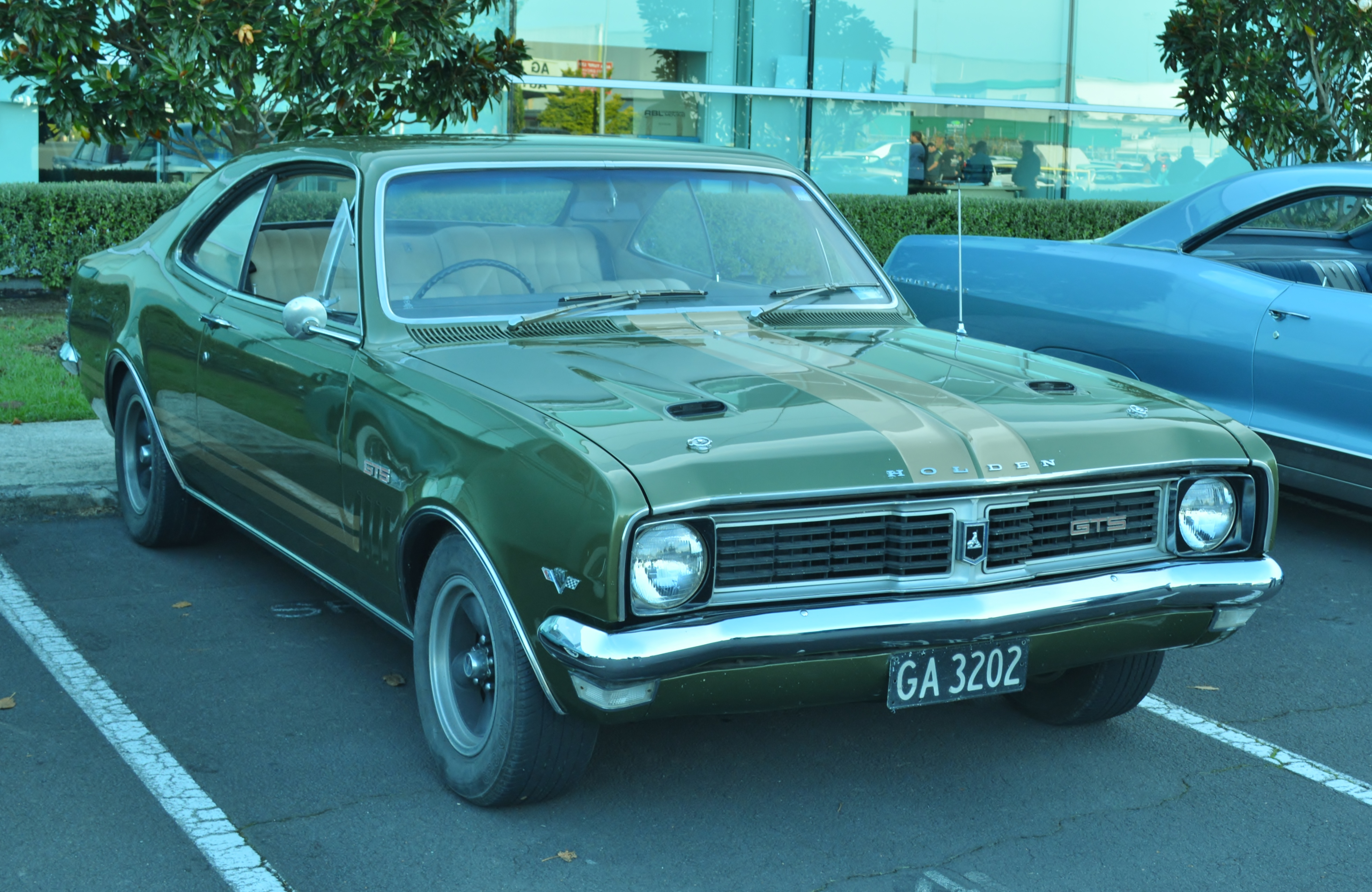
홀덴 모나로 GTS V8
무송금 면허만 해당

1950년 5월부터 구매자들은 "해외 자금"을 사용하여 새 차를 얻기 위한 끝없는 줄을 피할 수 있었다. 심지어 수입 면허가 전혀 제공되지 않는 자동차도 수입할 수 있었다. 본질적으로 구매자는 뉴질랜드의 다양한 외화 제한의 통제를 벗어난 출처에서 자동차의 해외 콘텐츠 비용을 지불하는 것이었다. 딜러의 간접비, 관세 및 판매세의 잔액은 차량이 인도될 때 현지 통화로 지불되었다. 차량이 현지에서 조립되었다면 "해외 자금" 요구 사항은 훨씬 낮았다. 이 제도의 후반기까지 "해외 자금"은 얻거나 "만들기" 어렵지 않았다. 대부분의 뉴질랜드인들은 필요한 속임수를 싫어했다.
이는 가치 있는 안전 밸브이자 자유 시장의 형태를 보여주는 지침으로 여겨졌던 것 같다. 홀덴 딜러들은 심지어 이 통계를 광고에 포함시켰다.
이 제도는 30년 이상 지속된 것으로 보인다.

## 조립 공장 계속

### 1946 오스틴 디스트리뷰터스 연합

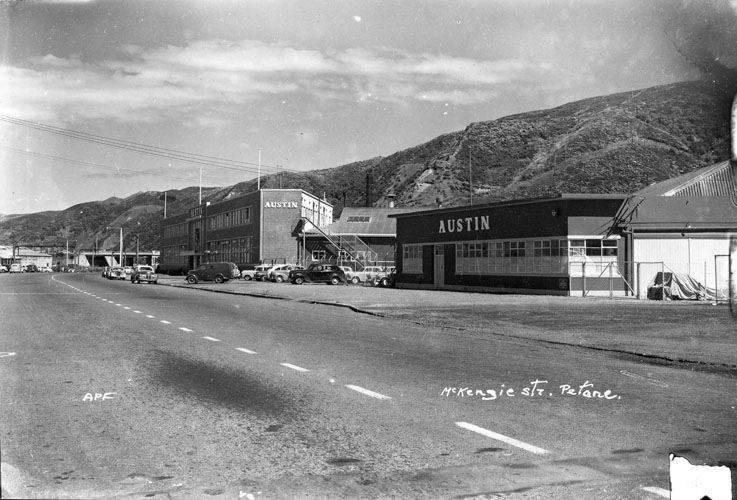
1950년대 페톤의 오스틴 공장

오스틴 에이전트 조지 H. 스콧은 1919년 뉴질랜드의 공식 오스틴 공장 대표가 되었다. 그는 오스틴 디스트리뷰터스 연합을 결성했다.

#### 1946년 연합 자동차 산업 및 오스틴 디스트리뷰터스 연합
1945년 8월, 두 개의 새로운 회사인 연합 자동차 산업(Associated Motor Industries)과 오스틴 디스트리뷰터스 연합(Austin Distributors Federation)이 모두 웰링턴에서 설립되었다.
 토드 모터스 공장 건너편 맥켄지 스트리트에 위치한 페톤 공장은 1983년 5월에 폐쇄되었다. 페인트볼 경기장, 자동차 판매점 등 다양한 용도로 사용되다가 2015년에 철거되었다.

### 1958 모터 홀딩스

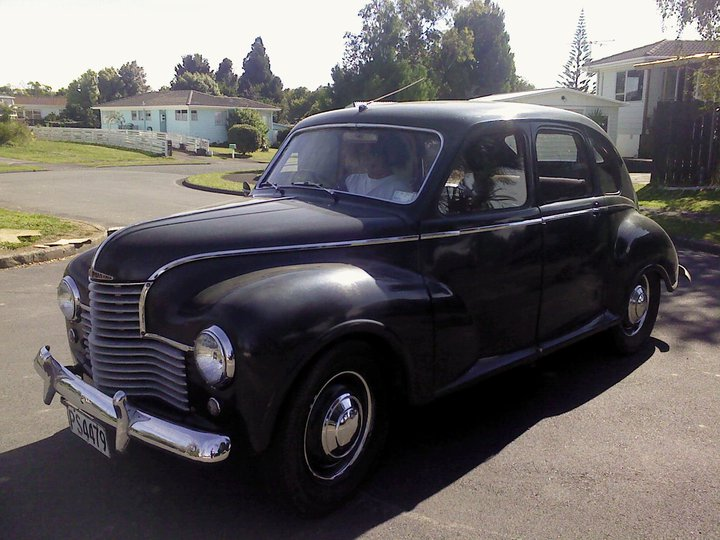
조웻 재블린

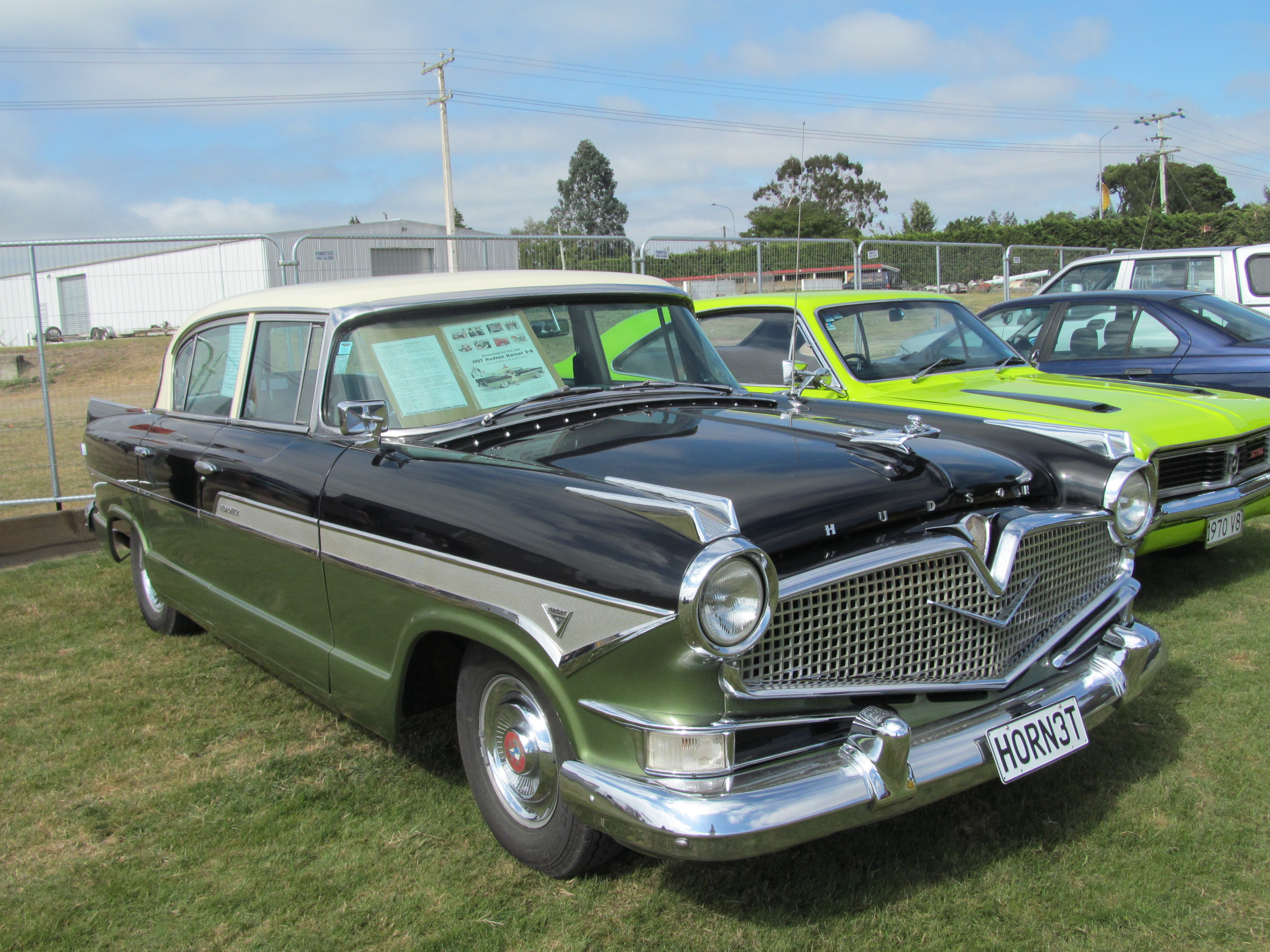
1957년 허드슨 호넷 세단

모터 홀딩스는 1936년에 설립되었으며 조웻 모터스의 뉴질랜드 프랜차이즈에서 발전했다. 뉴질랜드 프랜차이즈는 오클랜드에서 조웻 브래드포드 경량 밴과 트럭을 수입 및 조립했다. 모터 홀딩스는 모터 인더스트리 인터내셔널이라는 새로운 조립 회사를 포함하여 15개의 소규모 회사를 지배했다. 1954년 조웻이 폐쇄된 후 모터 홀딩스는 폭스바겐 프랜차이즈를 획득하고 오클랜드 사업부의 이름을 VW 모터스로 변경했다. VW 모터스는 1958년 오타후후의 포트 리처드 로드에 새로운 조립 공장을 건설했다. 아메리칸 모터스 코퍼레이션의 램블러 차량은 1962년까지 폭스바겐의 보조 라인으로 VW 공장에서 제작되었다.
모터 홀딩스는 폭스바겐 외에도 1950년대에는 스튜드베이커, 내시, 허드슨; 1960년대 초반에는 램블러, 푸조 403, 404; 1960년대와 1970년대에는 닷선, 심카, 스코다, 피아트 500 (1965년 뉴질랜드에서 "피아트 밤비나"로 명명), 그리고 뉴질랜드에서 제작된 트레카 등 다양한 브랜드를 조립했다.
유럽 모터 디스트리뷰터스는 1978년 콜린 길트랩에 의해 설립되었으며, 1986년까지 폭스바겐을 계속 조립했다.
오타후후 공장은 마쓰다에 팔리기 전까지 약 127,000대의 차량을 생산했으며, 마지막 차량은 1987년에 생산된 마쓰다 유틸리티 차량이었다. 2018년 말, 모터 홀딩스의 전 CEO가 작가와 함께 방문했을 때, 30년이 지났음에도 불구하고 텅 빈 공장은 그대로 남아 있었다.

### 1964년 스틸 브라더스
토요타 뉴질랜드 크라이스트처치

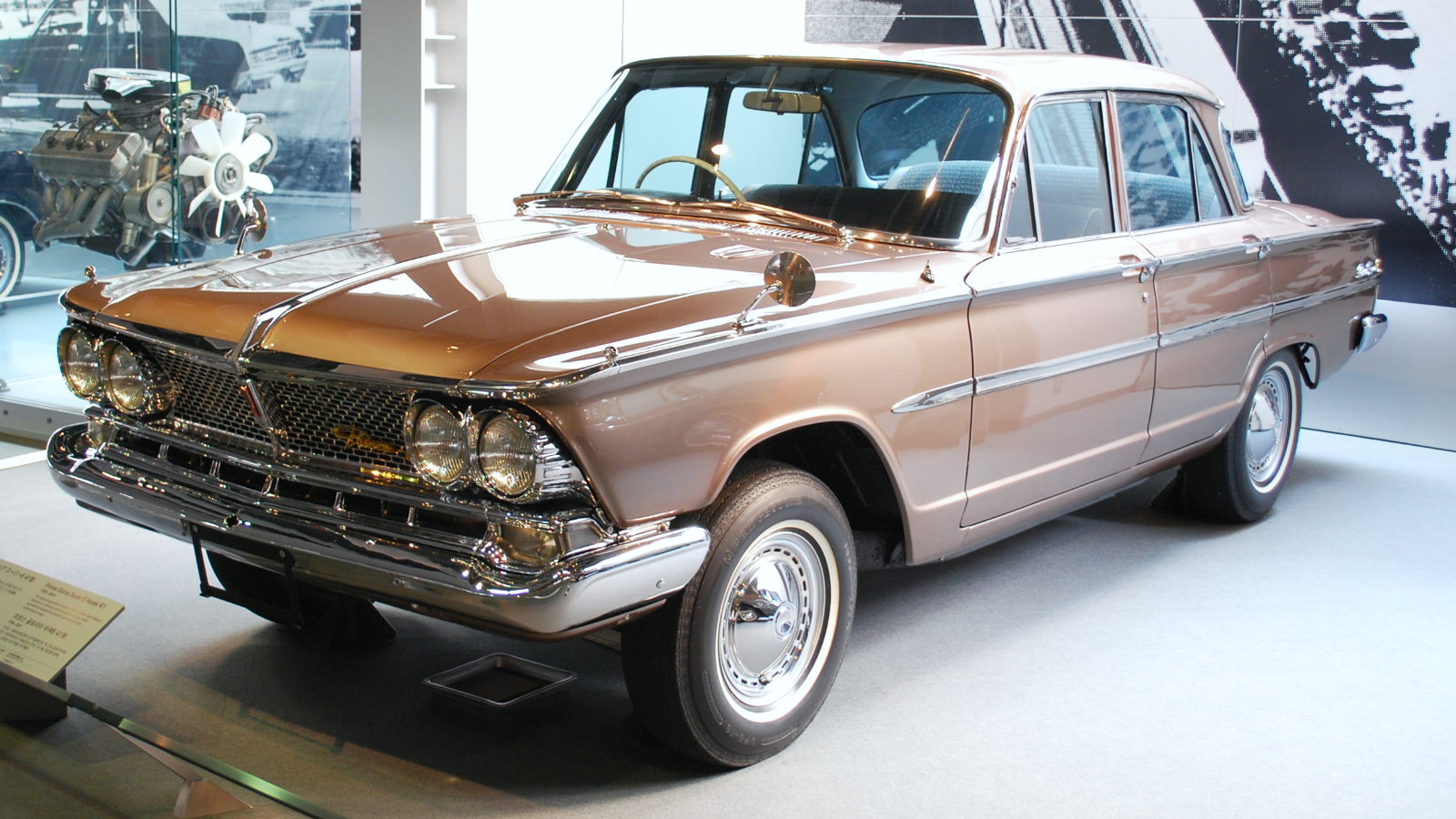
프린스 글로리아

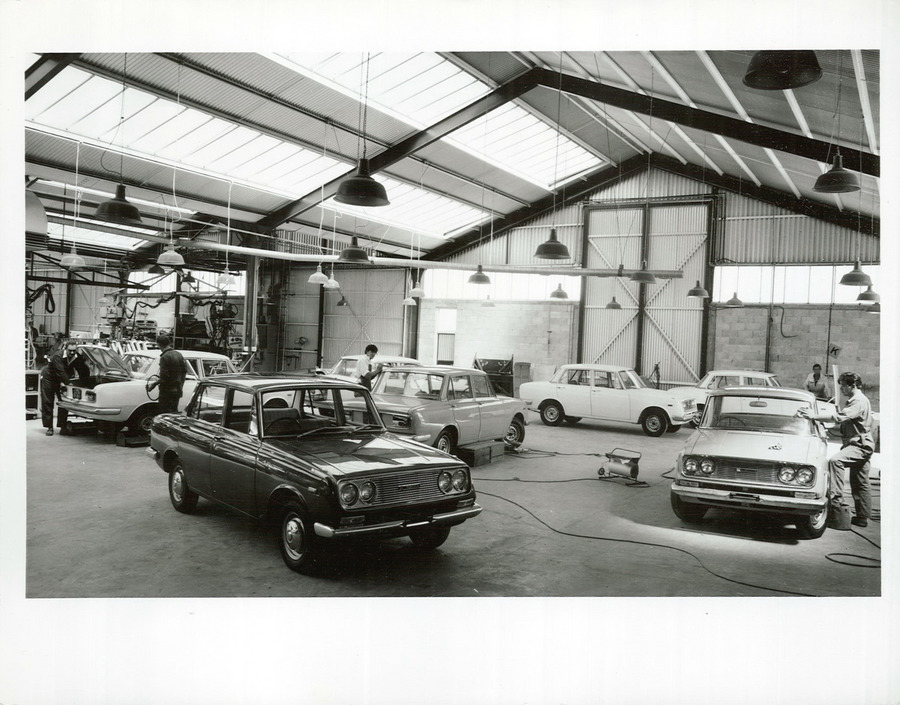
1967년 새로운 토요타 완성

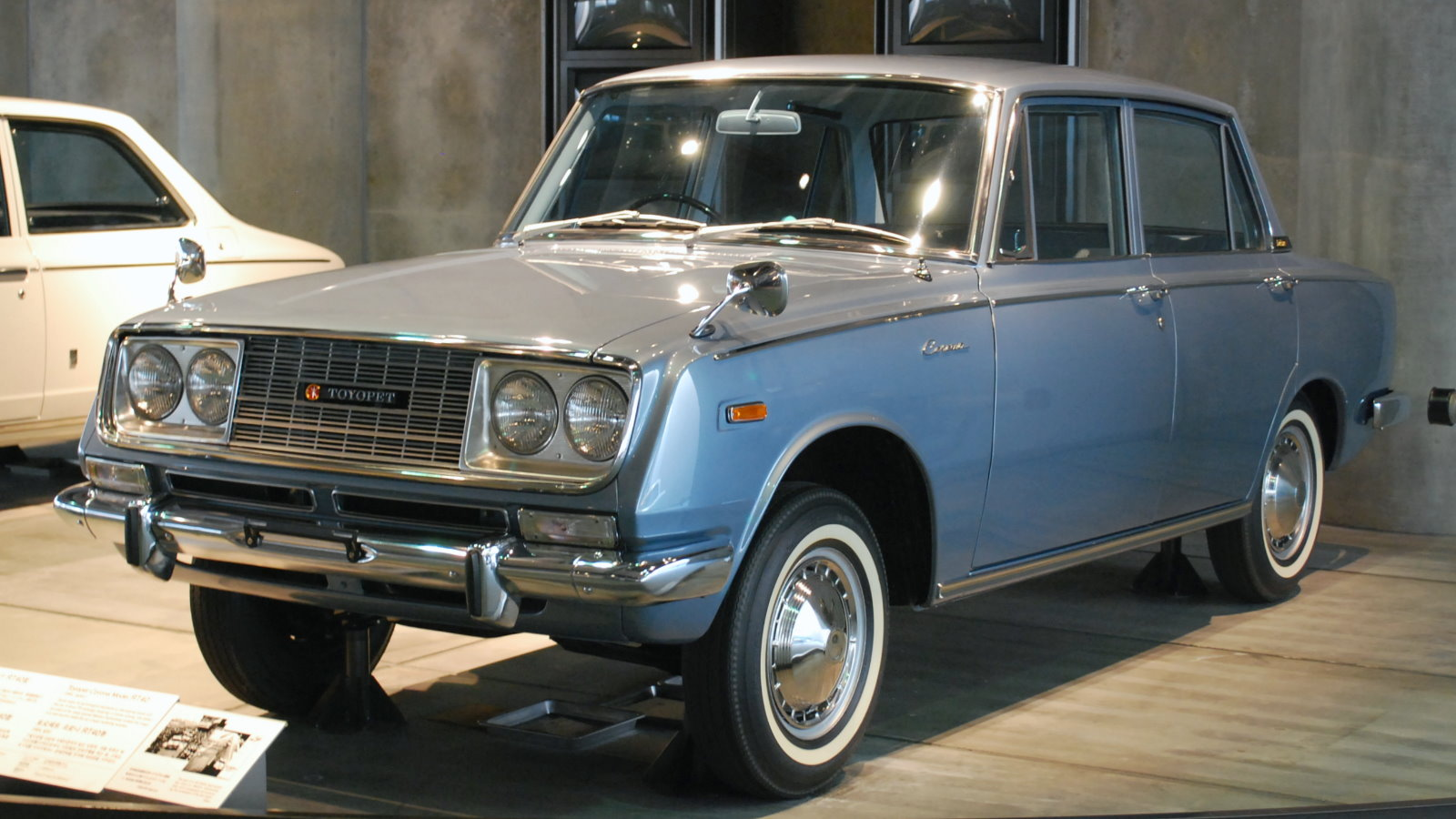
토요타 코로나 T40

'스틸브로는 1900년대 초 상업용 자동차 차체 제작을 시작했다. 그들은 뉴질랜드에서 일본 자동차를 처음으로 조립한 회사 중 하나였다. 1964년 스틸브로는 스틸 모터 어셈블리스를 설립하고 프린스 글로리아를 조립하기 시작했다. 이어서 더 많은 닷선과 마쓰다를 추가했다.
1967년 2월, 그들은 뉴질랜드에서 조립된 최초의 토요타 차량을 조립하기 시작했다. 뉴질랜드 토요타 프랜차이즈를 소유한 컨솔리데이티드 모터 인더스트리를 위해 토요타 코로나 T40 및 T50 자동차를 조립했다. 컨솔리데이티드 모터 인더스트리는 메르세데스-벤츠 수입업체인 케이블 프라이스 다우너와 챌린지 코퍼레이션의 파트너십으로, 1970년 11월 컨솔리데이티드 모터 디스트리뷰터스로 이름이 변경되었다.
토요타와 같은 제조업체들은 뉴질랜드의 수입 허가 시스템이 기존 프랜차이즈 보유자에게 브랜드별로 허가를 부여했기 때문에 자체 조립 공장을 설립할 수 없었다. 그래서 토요타는 허가 보유자를 인수해야 했다.
1977년 2월, 토요타는 챌린지로부터 캠벨 모터 인더스트리를 테임즈에서 지배하고 있던 컨솔리데이티드 모터 디스트리뷰터스의 20% 지분을 인수했고, 1979년 5월 CMD는 토요타 뉴질랜드로 이름이 변경되었다. 뉴질랜드 주주들로부터의 구매는 1992년 6월에 완료되었다. 토요타는 또한 스틸 모터 어셈블리스를 인수하고 토요타 뉴질랜드 크라이스트처치로 이름을 변경했다.
스틸 브라더스는 1973년부터 1979년까지 로터스 세븐 스포츠카를 제작 및 수출하기도 했다. 대체 차량의 프로토타입이 제작되었지만 생산에 들어가지 못했다.
규제 변경이 1978년에 시작되었지만, 뉴질랜드의 장거리 내륙 운송 시스템은 뉴질랜드 철도 공사의 장거리 화물 독점이 해제된 1983년에 변화를 겪었다. 스틸브로는 지난 10년 동안 5,000대 이상의 트럭 운전실과 차체를 제작한 후 트레일러 및 세미트레일러에 집중하기로 결정했다.

### 1964 캠벨 모터 인더스트리
토요타 뉴질랜드 테임즈

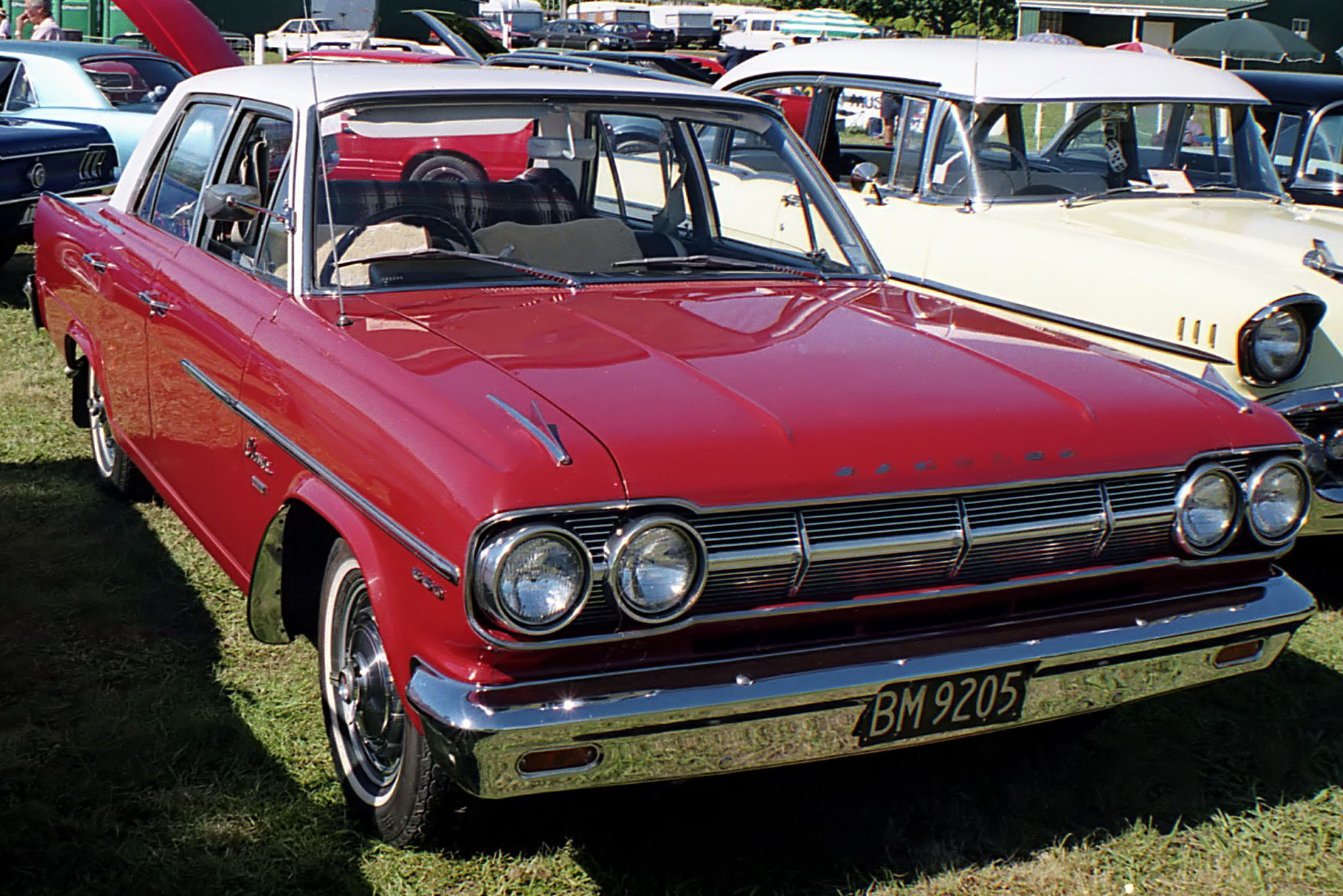
1965년 램블러 660

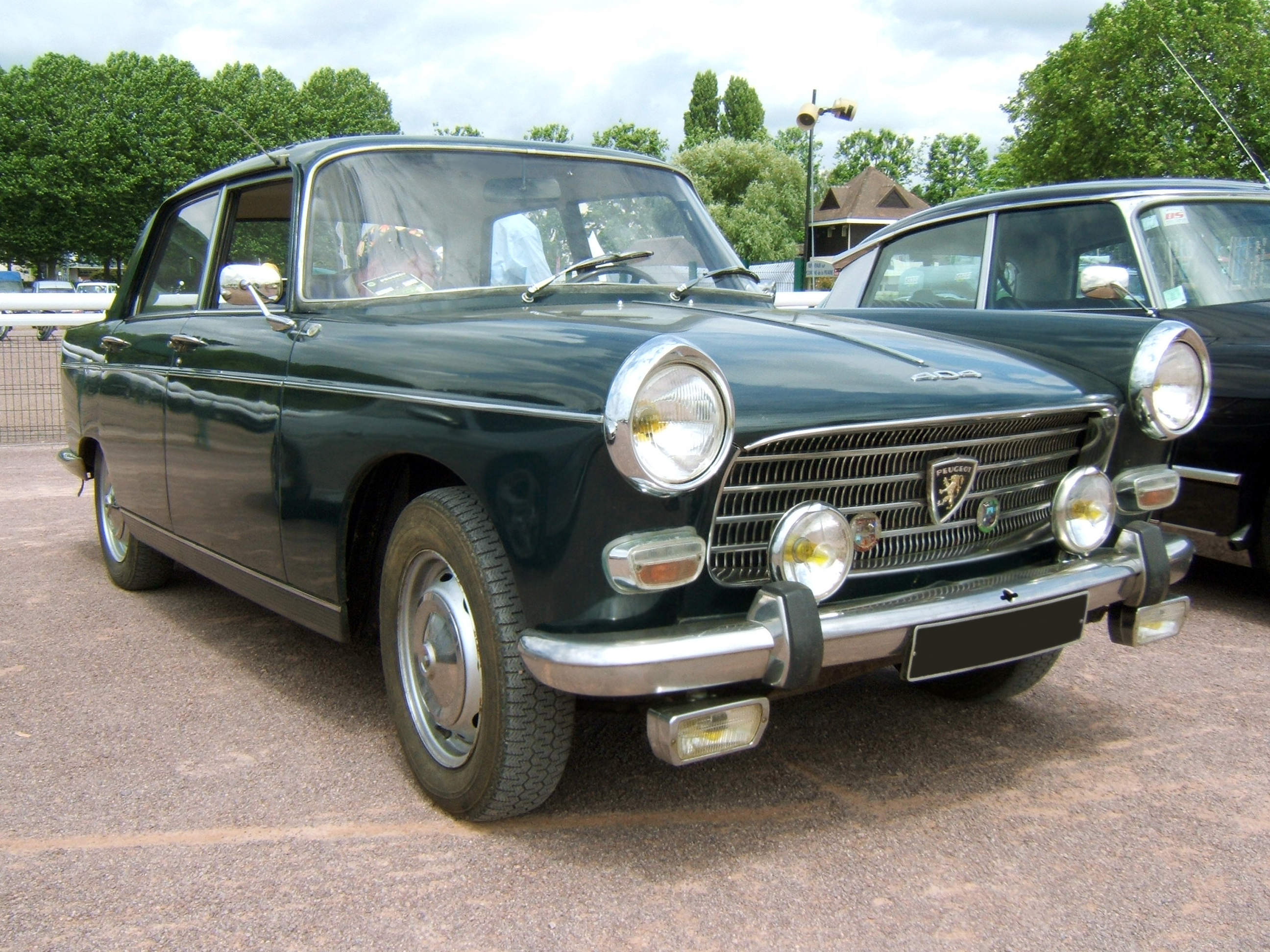
1964년 푸조 404

금광 중심지 테임즈는 1872년부터 A & G 프라이스의 본거지였으며, 여전히 그러하다. 1960년대 A & G 프라이스는 차량 수입업체이자 대기업인 케이블 프라이스 다우너의 중공업 부문으로, 챌린지 코퍼레이션과 함께 토요타 프랜차이즈 보유자인 컨솔리데이티드 모터 디스트리뷰터스의 소유주였다. 크라이스트처치의 스틸 모터 어셈블리스는 나중에 컨솔리데이티드 모터 인더스트리로 알려진 컨솔리데이티드 모터 디스트리뷰터스를 위해 토요타 코로나를 조립했다.
캠벨 튜브 제품(배기 파이프, 머플러)은 1939년 테임즈에 설립되었으며, 오랜 역사를 가진 퀸 스트리트 438번지와 지방 오클랜드 자동차 수입업체 및 유통업체인 캠벨 모터스(윌리스, 스튜드베이커)의 자회사였다. 이미 테임즈에 존재했던 캠벨은 1963년 테임즈 시의회로부터 토지를 매입하여 차량 조립 공장을 건설했다. 조립 사업은 캠벨 모터 인더스트리(Campbell Motor Industries)로 명명되었으며, 푸조 404 조립부터 시작했다. 첫 404는 1964년 9월 3일 공장을 떠났다. 그 해 초, 캠벨 모터스는 이전에 오클랜드 오타후후의 VW 모터스에서 조립되었던 아메리칸 모터스의 램블러를 조립할 권리를 획득했다. 테임즈의 캠벨 모터 인더스트리가 조립한 첫 램블러는 1964년 9월에 조립 라인에서 나왔다. CMI는 램블러 클래식을 조립했으며, 1967년부터는 램블러 레벨 세단을 조립했다. CMI는 또한 램블러 레벨 스테이션 왜건과 하드톱 쿠페를 포함하여 AMC에서 완전히 조립된 우핸들 차량을 수입했다. CMI는 레벨의 1971년 대체 모델인 AMC 마타도르의 조립을 계속하지 않았지만, 1970년 레벨을 1971년에 다시 조립했다. CMI는 총 590대의 레벨 세단을 제작했으며, 추가로 177대의 왜건과 하드톱은 완전히 수입되었다. 1970년에만 CMI는 완전히 조립된 우핸들 1970년 AMC 앰배서더 세단 소수를 들여왔다.
1966년부터 CMI는 히노 컨테사와 이수즈 벨렛을 조립할 권리를 획득했다. 1967년에는 르노가 추가되었다. 뉴질랜드 최초의 토요타 코롤라는 1968년 4월 컨솔리데이트 모터 인더스트리와의 합작 투자로 CMI에서 조립되었다. 이어서 1970년에는 닷선이 추가되었다.
챌린지는 1975년까지 주요 주주가 되었고, 1977년까지 이 지분을 컨솔리데이티드 모터 인더스트리에 매각했으며, 이 회사는 1979년 5월 토요타 뉴질랜드로 이름이 변경되었다.
테임즈 건물은 현재 일본에서 수입된 중고 토요타를 개조하여 시그니처 토요타로 판매하는 데 사용되고 있다.

## 뉴질랜드 모터 차체
뉴질랜드 모터 차체는 1926년 웰링턴 페톤에 문트, 코터렐, 닐슨 & 컴퍼니로 설립되었다. 1937년 회사 이름은 NZ 모터 차체로 변경되었다. NZMB는 페톤 공장에서 금속 프레임 버스 및 코치 차체, 기타 상업용 차체, 호이스트 및 기타 트럭 장비를 제작했다. 그들은 뉴질랜드에서 강철 버스 차체를 제조한 최초의 현지 기업이었으며, 제2차 세계 대전 동안 육군과 공군에 2,500개의 차체를 공급했다. 가장 큰 고객은 뉴질랜드 철도 도로 서비스였다. 1940년대에 NZMB는 베드포드 트럭 섀시를 사용하여 NZRRS 버스를 제작했다. 베드포드 SB 버스가 1950년 영국에서 출시되었을 때, NZMB는 1980년까지 NZRRS 버스를 계속 제작했다. NZMB는 1954년부터 1981년까지 1,280대의 SB 버스를 제작했다.
1978년 페톤에서 팔머스턴 노스로 사업장이 이전되었다. 1983년에는 회사 이름이 다시 코치워크 인터내셔널로 변경되었다. 당시에는 뉴질랜드에서 가장 큰 버스 및 코치 제조업체였다.
1980년대 초, NZMB는 싱가포르 버스 서비스를 위해 450대의 볼보 B58 및 메르세데스-벤츠 버스의 차체를 제작했다. 1981년에는 영국에서 CKD 팩으로 배송된 플랙스턴 슈프림 차체를 조립하기 시작했다. 이 회사는 1993년에 사업을 중단했다.

## 1970 닛산
닛산 모터 디스트리뷰터스의 스토다드 로드, 마운트 로스킬 조립 공장은 1974년 3월 25일에 문을 열었다. 이 공장은 닛산 닷선을 위한 세단, 유틸리티 차량 및 중형 트럭을 조립했다.

## 부품 산업
순정 장비 제조업체
현지에서 제조된 부품으로는 실내 장식, 도료, 배터리, 합금 휠, 타이어 및 고무 부품, 스프링, 앞유리, 유리, 배선 하니스, 라디오, 배기 시스템 및 범퍼 등이 있다. 이들은 1920년대부터 선호되었지만, 제2차 세계 대전 직후 가장 큰 장려를 받았다.
해외 공급업체에게는 상식으로 보이는 것과 현지 요구 사항 간의 갈등으로 인해 이상한 사건이 발생할 수 있었다. CKD 유닛이 엔진에 스파크 플러그가 설치된 채로 수령되었다는 보고가 있었다. 조립업체는 플러그를 제거하고 파괴한 다음 현지에서 제조된 열등한 플러그로 교체해야 했다.
부품 산업은 조립 산업과 같은 운명을 겪었다. 1999년 뉴질랜드 공식 연감은 약 40개의 부품 제조업체가 남아 있으며 약 4,000명의 직원을 고용하고 있다고 보고했다. 4억 달러 규모의 생산량 중 약 1억 8천만 달러가 수출되었다.

## 조립 공장 위치
1969년 33쪽,
- 현지 조립량의 72%(수량 기준)는 Hutt Valley에서 이루어졌다.[q]
- 19%는 오클랜드에서 이루어졌다.[r]
- 5%는 넬슨에서 이루어졌다.[s]
- 4%는 테임즈에서 이루어졌다.[t]
- 1%는 크라이스트처치에서 이루어졌다.[u]

## 1966년 산업 현황
| 수량                         | 점유율        | 브랜드        |
| 포드 뉴질랜드                | 포드 뉴질랜드 | 포드 뉴질랜드 |
| ---------------------------- | ------------- | ------------- |
| 2,118                        | 3.30퍼센트    | 앵글리아      |
| 4,898                        | 7.70퍼센트    | 코티나        |
| 3,103                        | 4.90퍼센트    | 제퍼 조디악   |
| 2,128                        | 3.30퍼센트    | 팔콘          |
| 90                           | 0.20퍼센트    | 기타          |
| 12,337                       | 19.40퍼센트   | 합계          |
| 제너럴 모터스 뉴질랜드       |               |               |
| 6,470                        | 10.20퍼센트   | 복스홀        |
| 8,651                        | 13.60퍼센트   | 홀덴          |
| 394                          | 0.60퍼센트    | 쉐보레        |
| 201                          | 0.30퍼센트    | 폰티악        |
| 36                           | 0.10퍼센트    | 기타          |
| 15,752                       | 24.80퍼센트   | 합계          |
| 토드 모터스                  |               |               |
| 5,742                        | 9.00퍼센트    | 힐맨/헌터     |
| 3,033                        | 4.80퍼센트    | 크라이슬러    |
| 573                          | 0.90퍼센트    | 싱어          |
| 325                          | 0.50퍼센트    | 르노          |
| 53                           | 0.10퍼센트    | 기타          |
| 9,726                        | 15.30퍼센트   | 합계          |
| 도미니언 모터스              |               |               |
| 8,716                        | 13.70퍼센트   | 모리스/너필드 |
| 905                          | 1.40퍼센트    | 울즐리        |
| 9,621                        | 15.10퍼센트   | 합계          |
| 오스틴 유통업체              |               |               |
| 1,648                        | 2.60퍼센트    | 오스틴 미니   |
| 2,289                        | 3.60퍼센트    | 오스틴 1100   |
| 1,667                        | 2.60퍼센트    | 오스틴 1800   |
| 228                          | 0.40퍼센트    | 기타          |
| 5,832                        | 9.20퍼센트    | 합계          |
| 모터 인더스트리 (인터내셔널) |               |               |
| 2,491                        | 3.90퍼센트    | 폭스바겐      |
| 1,321                        | 2.10퍼센트    | 피아트        |
| 416                          | 0.60퍼센트    | 스코다        |
| 371                          | 0.60퍼센트    | 심카          |
| 4,599                        | 7.20퍼센트    | 합계          |
| 레일랜드 스탠더드-트라이엄프 |               |               |
| 2,331                        | 3.70퍼센트    | 트라이엄프    |
| 스틸 브로스 (애딩턴)         |               |               |
| 23                           | 0.00퍼센트    | 토요타        |
| 614                          | 1.00퍼센트    | 프린스        |
| 637                          | 1.00퍼센트    | 합계          |
| 캠벨 인더스트리              |               |               |
| 380                          | 0.60퍼센트    | 푸조          |
| 266                          | 0.40퍼센트    | 히노          |
| 332                          | 0.50퍼센트    | 램블러        |
| 8                            | 0.00퍼센트    | 이수즈        |
| 349                          | 0.60퍼센트    | 닷선          |
| 1,335                        | 2.10퍼센트    | 합계          |
| 기타 회사                    |               |               |
| 1,397                        | 2.20퍼센트    | 기타 회사     |
| 모든 회사                    |               |               |
| 63,567                       | 100.00퍼센트  | 합계          |

출처: 뉴질랜드 차량 제조업체 보고서 (1968년 4월 24일 IBRD 통계 데이터 인용)

## 일본 자동차
뉴질랜드에서 제작된 최초의 일본 자동차는 닛산이었고, 당시에는 닷선으로 알려져 있었다. 닷선 블루버드 P312는 1963년 3월부터 마운트 웰링턴에서 제작되었다. 1970년대 후반 남오클랜드 위리에 자체 영구 공장을 건설하기 전까지 닛산은 뉴질랜드 전역의 NZ 모터 차체 (초기 블루버드), 테임즈의 캠벨 인더스트리 (1200 및 1600, 120Y, 180B), 와이타라의 모터 홀딩스 (1200 왜건, 120Y 왜건), 포리루아의 토드 모터스 (180B), 오클랜드 마운트 로스킬의 닛산 소유 '임시' 공장 (1200, 120Y), 글렌 이네스 및 망게레의 상용차 공장에서 조립되었다.
다른 일본 제조업체들은 닛산에 이어 토요타 코롤라(그리고 나중에 크라운)를 크라이스트처치의 스틸브로에서 조립했고, 캠벨 모터 인더스트리(CMI)는 1960년대 후반부터 테임즈에서 코롤라를 제작했다. 스틸브로는 또한 라이선스 하에 로터스 세븐도 조립했다. CMI는 또한 히노 인수 후 히노 컨테사, 이수즈 벨렛, 토요타 코롤라를 조립했다.
뉴질랜드 모터 코퍼레이션은 1976년 페톤에서 처음으로 혼다를 제작했으며, 나중에 마운트 웰링턴을 추가하고 결국 넬슨의 옛 재규어/트라이엄프/로버/랜드로버 공장에 통합했다. 토드 모터스는 1975년 페톤 공장을 포리루아의 대규모 신규 시설로 대체하여 미쓰비시, 크라이슬러, 탈보트 차량과 일부 닷선을 생산했다.
마쓰다 B-시리즈 픽업 트럭은 1969년 스틸 브로스(나중에 토요타)에서 처음 제작되었고, 1972년 첫 승용차는 오타후후와 나중에 마운트 웰링턴(모터 바디스 공장을 인수)의 모터 홀딩스에서 제작되었다. 나중에 마쓰다 조립은 포드와 공동 조립 공장인 차량 조립업체 뉴질랜드(VANZ)에서 이루어졌는데, 이는 원래 1973년에 개장한 포드의 새로운 위리 공장이었다.

### 기타 브랜드
- 르노 다우핀 및 R8과 같은 르노 차량은 토드 모터스에서 계약으로 조립되었다.

- 캠벨 모터스 이전에 뉴질랜드에서 제작된 최초의 푸조는 오타후후의 모터 홀딩스에서 조립되었다.

- 스튜드베이커는 모터 홀딩스에서 생산되기 전 크라이스트처치의 원래 스탠더드 공장에서 내시 및 허드슨과 함께 처음 제작되었다.

- 라다는 1980년대 후반과 1990년대 초반에 폰테라의 전신인 뉴질랜드 유제품 이사회와 소련 간의 수입 계약의 일환으로 도입되었지만, 현지에서 조립되지는 않았다. 뉴질랜드 자동차 시장이 위축되면서 1993년 초 프랜차이즈가 매물로 나왔다.[143]

- 2014년 오클랜드의 저명한 사업가 토아 그리닝은 특히 뉴질랜드 최대 도시인 오클랜드의 교통 체증을 줄이는 수단으로 탕고 T600 전기 초소형차를 라이선스 하에 생산할 것을 제안했다.[144]

## 1967년 뉴질랜드 조립
이 시기에 세계 14대 자동차 회사는 다음과 같다.
- 제너럴 모터스, 포드, 크라이슬러, 폭스바겐, 피아트, 브리티시 모터 홀딩스, 르노, 토요타, 시트로엥, 닛산, 푸조, 아메리칸 모터스, 다임러-벤츠, 볼보

당시 시트로엥, 다임러-벤츠, 볼보를 제외하고는 이들 모두의 제품이 뉴질랜드에서 조립되었다.

## 1971년 NZIER 검토
1970년에는 생산된 자동차의 4분의 3이 헛 밸리에서 조립되었고, 나머지의 대부분은 오클랜드에서 조립되었다. 9개 회사가 조립을 수행했으며, 그 중 3개는 해외 소유였다. 각 회사는 1개의 공장을 가지고 있었고, 그 중 하나(오스틴)는 헛 밸리와 오클랜드에 모두 공장을 가지고 있었다. 그 당시 수입 부품은 자동차 도매 가격의 60%를 차지했으며, 1940년대의 71%에서 하락한 수치였다.
뉴질랜드 경제 연구소는 조립이 자본 집약적이지 않으며 대부분의 작업에 미숙련 노동자가 필요하다고 판단했다. 1971년에 그들은 운임을 포함하지만 관세는 제외했을 때, 완전 수입 차량이 현지 조립 차량보다 약 3% 더 저렴할 것이라고 추정했다. 동시에 현지 조립 및 현지 부품 비용은 해외 제조업체가 수행하는 경우의 약 두 배였다. 연구소 보고서는 당시 생산 수준을 한두 모델로 제한하고 한두 공장에서 조립하면 규모의 경제로 상당한 절감 효과를 얻을 수 있다고 주장했다. 또한 주요 규모의 경제를 위해서는 연간 20만 대의 생산량이 필요하다고 주장되었다. 요약하면, 현지 생산을 강제하는 것은 어렵지 않았지만 결과는 완전히 만족스럽지 못했다. 영국 및 호주 차량에 대한 보호를 해당 국가와의 조약이 허용하는 가장 낮은 수준으로 낮추는 것이 제안되었다.

## 조립 공장의 소멸
1980년대와 1990년대에 걸쳐 관세가 인하 및 철폐되고 일본 중고차가 수입되면서 주요 조립 공장들은 문을 닫기 시작했다. 1976년 낡은 뉴마켓 공장과 1982년 페톤 공장을 폐쇄했던 뉴질랜드 모터 코퍼레이션은 1988년에 판무어 공장을 폐쇄했다. 제너럴 모터스는 1984년 페톤 공장을, 1990년 트렌섬 공장을 폐쇄했다. 1987년에는 오타후후의 모터 인더스트리 인터내셔널, 시뷰의 포드, 와이타라의 모터 홀딩스 등 여러 공장이 폐쇄되었다. 왕가누이의 스즈키는 1988년에, VANZ는 1997년 실비아 파크에서 폐쇄되었다. 토요타 크라이스트처치는 1996년에, VANZ 위리는 그 다음 해에 폐쇄되었다. 최종적으로 1998년에는 1987년 토드로부터 인수한 미쓰비시 포리루아와 함께 닛산이 위리에서 생산을 중단했고, 혼다는 넬슨에서, 토요타는 테임즈에서 문을 닫았다.
제조업 분야에서 정리 해고가 발생했다. 1987년에서 1992년 사이에 약 76,000개의 제조업 일자리가 사라졌다.
|                 | 1985년 생산 능력 | 1985년 공장 수 | 1988년 공장 수 |
| --------------- | ---------------- | -------------- | -------------- |
| 포드            | 20,000           | 2              | 1              |
| 제너럴 모터스   | 18,000           | 1              | 1              |
| 마쓰다          | 2,760            | 1              | 1              |
| 모터 홀딩스     | 9.200            | 2              | —              |
| NZMC / 혼다     | 15,000           | 2              | 1              |
| 닛산            | 10,900           | 2              | 1              |
| 스즈키          | 2,990            | 1              | —              |
| 토드 / 미쓰비시 | 24,000           | 1              | 1              |
| 토요타          | 20,000           | 2              | 2              |
| 합계            | 122,850          | 14             | 8              |

## 중고 수입차 및 좌핸들 차량
1990년대 초, 수입 규제가 완화되면서 일본 중고차가 대량으로 유입되었다. 이는 두 가지 효과를 가져왔다. 중고차 가격이 폭락했고, 뉴질랜드 대중은 일본에서만 유통되던 주행 거리가 짧은 차량들을 대량으로 접하게 되었는데, 이들 중 상당수는 자동차 트렌드가 비슷했던 이웃 호주에서는 들어보지도 못한 차량들이었다. 규제 완화는 또한 많은 미국 및 유럽산 자동차, 트럭, SUV 수입으로 이어졌다.
뉴질랜드는 우핸들 국가임에도 불구하고, 2001년 뉴질랜드 정부가 좌핸들 차량 소유자에게 특별 허가증을 요구하는 새로운 규정을 도입하기 전까지 많은 좌핸들 차량(주로 미국이나 캐나다산)이 뉴질랜드 도로에서 볼 수 있었다. 이전에는 좌핸들 차량을 소유하고 사용하는 데 허가증이 필요하지 않았다. 따라서 이후 수입되는 좌핸들 차량은 일부 예외를 제외하고 우핸들로 개조되어야 했다.
두 가지 주요 예외는 다음과 같다. A 범주. 뉴질랜드 운송국에서 특수 차량으로 인정받아 A 범주 좌측 핸들 차량 허가증을 발급받은 20세 미만의 좌측 핸들 차량, 그리고 B 범주. 뉴질랜드에서 차량 인증을 받기 20년 이상 전에 제조된 경량 차량.

## 현지 제조업체

### 트레카부터 현재까지

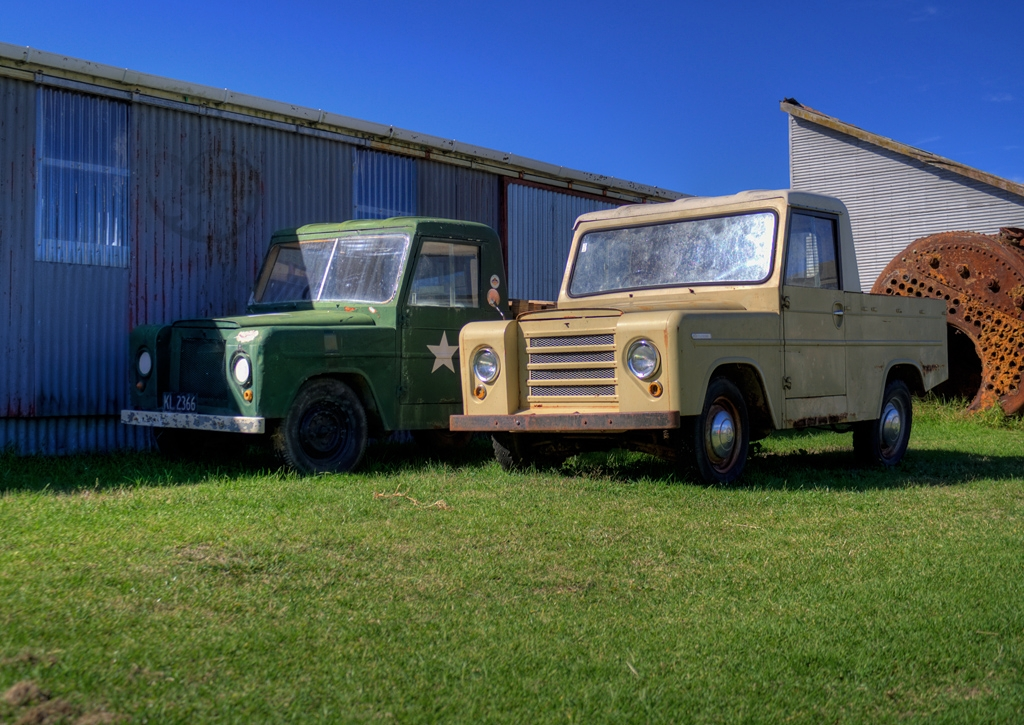
트레카 픽업

법률은 제너럴 모터스, 포드, 토드 모터스, 도미니언 모터스와 같은 대형 조립 공장이 토착 신생 기업들이 경쟁하기 거의 불가능하게 만들면서 현지 제조업체들에게 사실상 폐쇄된 시장을 만들었다. 여러 벤처 기업들이 주로 농부들을 대상으로 한 유틸리티 차량을 만들기 시작했는데, 예를 들어 트레일메이커(1965–71), 테라(1967–1975), 그리고 가장 성공적인 트레카 (1966–1973)가 있다. 같은 기간 동안 다른 회사들은 안젤과 해밀턴 워커의 로타리모티브와 같은 생산용 자동차를 만들려고 시도했지만 시작도 못했다. 크라이스트처치의 J. 캐머론 루이스 & Co Ltd에서 제작한 3륜 소형 농업용 차량인 그냇 스카라브도 꽤 성공적이었다. 이 차량은 도로용으로 설계되지 않았다.
1974년 와타로아의 두 젊은 형제 케빈과 로드니 자일스는 농장에서 주로 사용할 소형 2륜 구동 경량 유틸리티 차량을 만들기 위해 더즈고 제조 회사를 설립했다. 그들의 작품인 더즈고는 다양한 오스틴 및 모리스 부품, 12마력 1기통 콜러 엔진, 그리고 12단 전진 및 3단 후진 기어를 제공하는 이중 기어박스를 사용하여 제작되었다. 나중 모델에는 14–16마력 로빈 수평대향 엔진이 사용되었다. 가볍고 뭉툭한 오토바이 타이어로 진흙 투성이 농장 조건에서 뛰어난 견인력을 제공했다. 1979년까지 총 10대가 제작되었지만, 세관이 이들이 차량 제조 사업이며 각 차량에 30%의 판매세를 납부해야 한다고 결정하면서 사업은 사실상 종료되었다. 2004년 더즈고는 BBC 시리즈 빌리 코놀리의 뉴질랜드 세계 여행에 소개되었다. 웨스트포트 퀸 스트리트의 코울타운 박물관에 더즈고(아마도 1번)가 있으며, 여러 대가 아직 사용 중이다. 이러한 농업용 유틸리티 차량의 전통을 이어받아 2009년 해미쉬 길버트의 개념으로 시작된 아바타 UTV가 있다. 이 차량들은 중국에서 아바타를 위해 제조된다.
1998년 모든 관세가 철폐되면서 신차 회사들은 해외 경쟁과 직접 경쟁할 수 있어야 했다. 가장 최근에 시도한 뉴질랜드 회사들은 틈새 시장을 겨냥했다. 첫 번째는 2006년 훌름으로, 슈퍼카 시장을 위한 모델을 만들려고 했다. 웹사이트에서는 첫 생산 모델이 2012년에 완성될 것으로 예상한다고 명시했다. 이어서 2013년에는 마틴 포스터의 제티니 하스트 바르체타가 나왔는데, 또 다른 스포츠카였다. 2014년에는 GST를 제외하고 NZ$215,590에 판매되었으며, 납품까지 6개월이 소요되었다. 2015년 5월 기준으로 이 회사들 중 자동차를 판매했는지 여부는 알려져 있지 않다.
2016년 마이크 맥마스터는 매스터턴 쿠리푸니의 마구스 스트리트 로즈가 툭툭 버전을 디자인하고 제작했다. 이 삼륜차는 스즈키 스위프트와 할리데이비슨 부품을 혼합하여 사용했다. 그는 처음에는 연간 약 20대를 생산할 계획이었다.

### 대안 연료 차량 개발

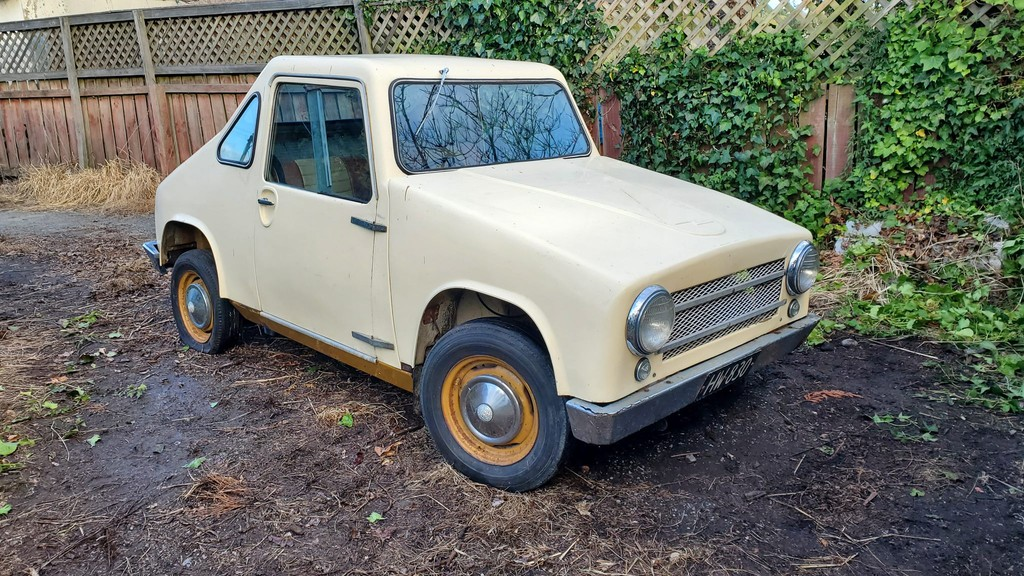
티머루 엔지니어이자 발명가 도널드 맥코나키가 만든 전기차 시제품

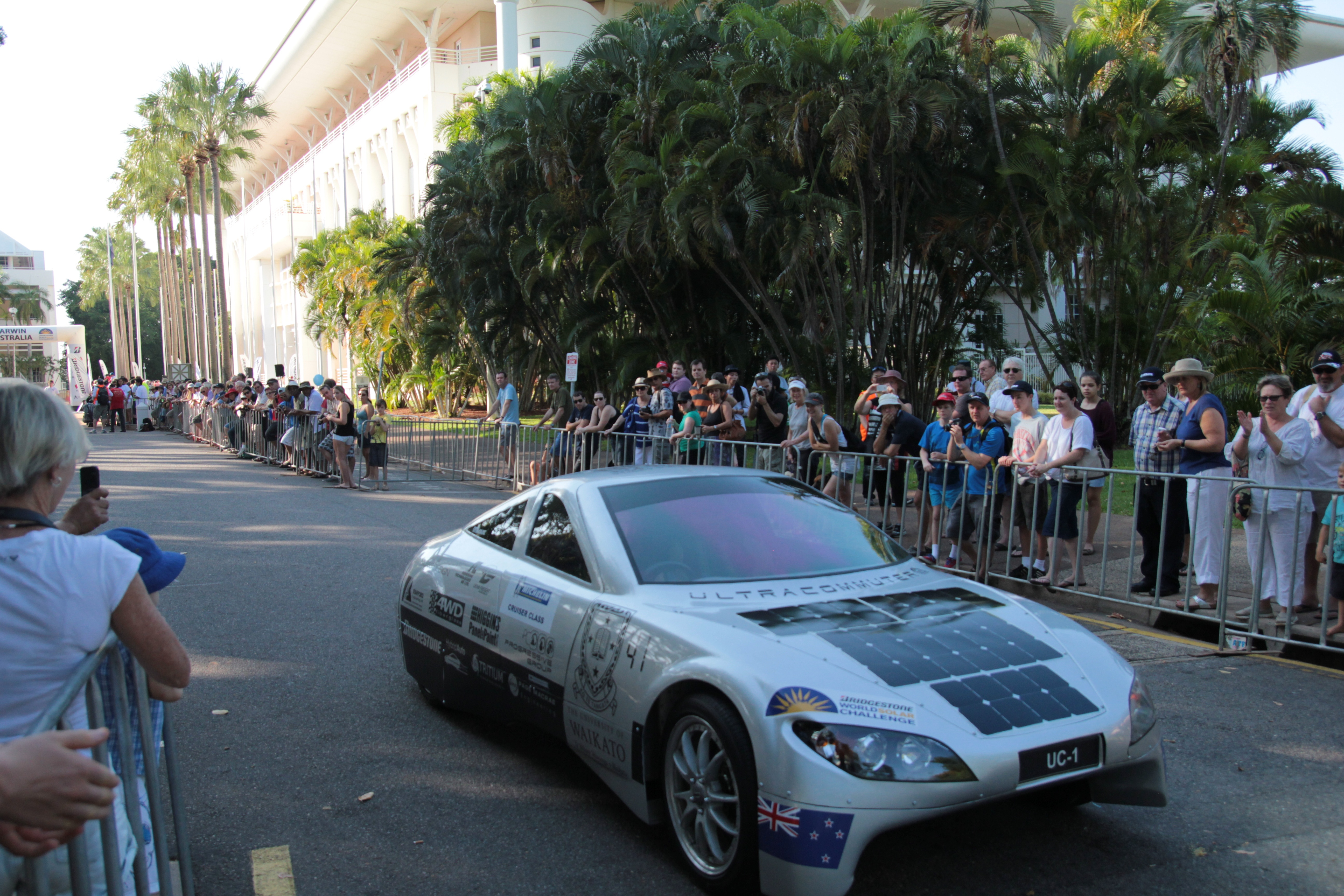
2013년 울트라커뮤터

뉴질랜드에서는 여러 대의 전기차가 개발되었지만, 생산 단계에 들어간 차량은 없다. 오클랜드, 와이카토, 캔터베리 대학교는 전기 구동 차량을 연구해 왔다. 후자는 1970년대부터 연구를 시작했다. 또한 1970년대에 티머루의 엔지니어이자 발명가인 도널드 맥코나키는 뉴질랜드 시장을 위해 대량 생산을 목표로 약 8대의 전기차를 만들었다. 이 중 하나만이 2022년에 존재한다고 믿어졌다. 1995년 헤론이 파워코라는 전력 공급 회사를 위해 제작한 PC80도 있었다.
캔터베리 대학교 전기전자공학과 연구팀의 첫 차량인 EV1은 1976년 9월 도로 사용을 위해 등록되었다. 이어서 1980년대 초반에는 개조된 1962년 오스틴 A40 파리나가 EV2로 명명되었다. 이 차량은 2000년까지 추가 개발되었다. 1999년 이 학과의 사이먼 라운드는 일본에서 뉴질랜드로 배송된 1992년 2세대 토요타 MR2를 인수했다. EV3로 이름이 바뀐 이 자동차의 프로젝트는 2001년에 시작되었고, 2006년 5월에 도로 사용을 위해 등록되었다.
와이카토 대학교 공학부는 2008년 울트라커뮤터라는 전기 구동 차량 개발을 지원했으며, 2014년에는 스즈키 캐리를 전기차로 개조하여 전기 및 태양열 구동 차량에 대한 작업을 계속했다. 이 밴은 2014년 11월 30일 뉴질랜드 최초의 전기 모터스포츠 행사인 이볼로시티에 참가하기 위해 크라이스트처치로 운전될 예정이었다.
오클랜드 대학교는 수년간 유도 전력 전송 기술을 연구해 왔다. 이 기술은 전기차를 전원에 직접 연결할 필요 없이 충전할 수 있는 수단을 제공한다. 2013년 오타고 폴리테크닉 부교수 치밍(톰) 치는 폴리테크닉, 국립 타이완 과학 기술 대학교 및 중국 선전 폴리테크닉 학생들과 함께 전기 모터로 구동되고 네 개의 독립적으로 회전하는 바퀴를 가진 전기차를 개발하기 위해 협력했다. 2015년 11월까지 치는 이 자동차가 뉴질랜드에서 조립되기 위해 중국에서 제조되고 있다고 발표했다.

### 키트카 및 레플리카

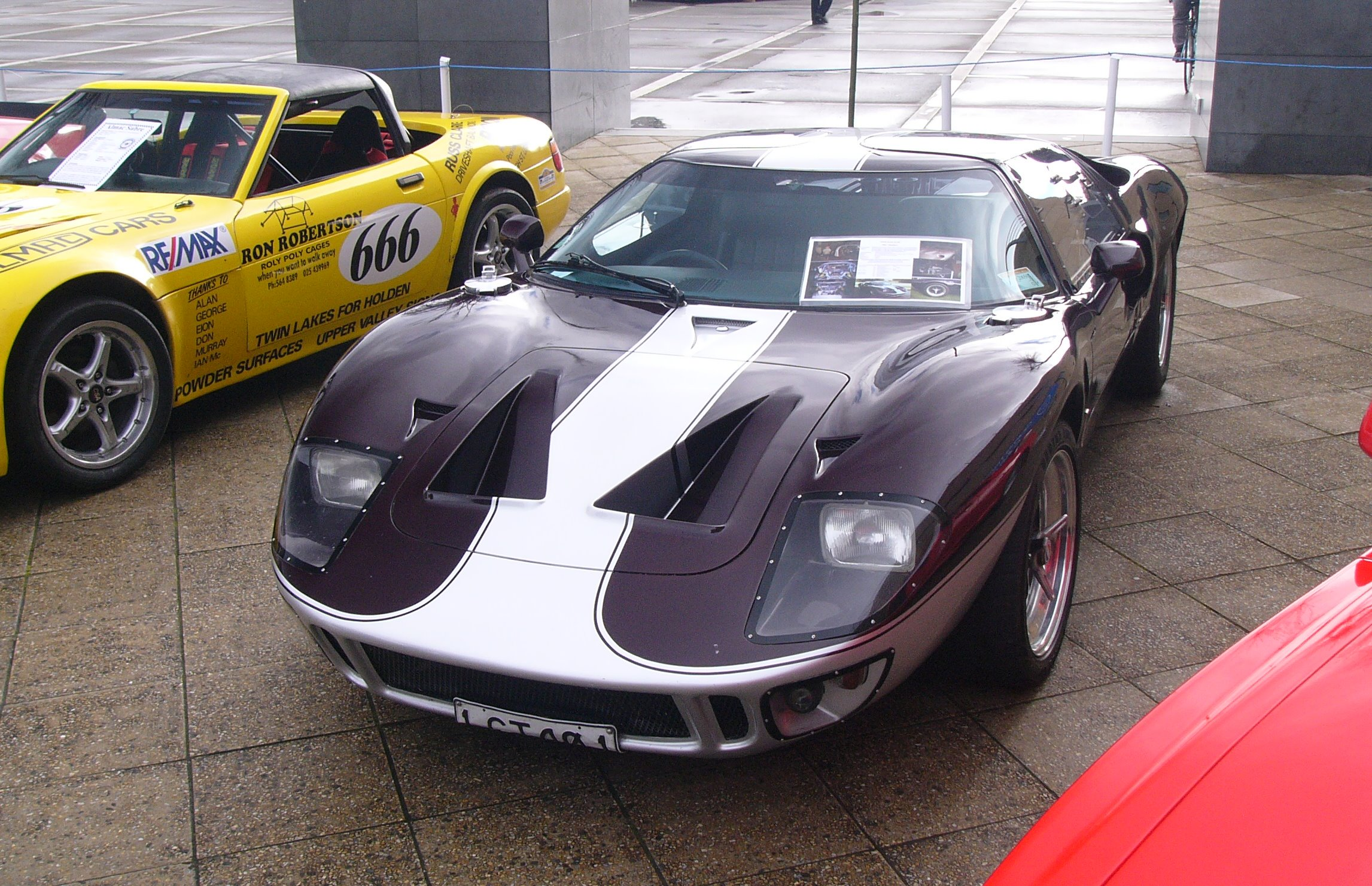
GT40

뉴질랜드는 소규모 정비소와 차량 애호가들이 스포츠 및 스포츠 레이싱카를 개조하고 제작해 온 오랜 역사를 가지고 있다. 뉴질랜드 최초의 자체 제작 쌍발 모노플레인을 만든 것으로 유명한 에버슨 형제는 1935년에서 1937년 사이에 에버슨 체럽이라는 작은 2인승 후방 엔진 자동차를 만들었다. 이 형제는 세 가지 다른 단일 모델을 제작했다. 어니스트의 아들 클리프는 1960년대부터 1980년대까지 다양한 에버슨 모델을 제작했다. 가장 성공적인 모델은 미니 모크와 디자인이 유사한 8대의 체럽이었다.
1950년대 초, 섬유유리 차체가 등장하면서 현지 자동차 애호가 관련 회사들이 차체를 제작할 새로운 기회가 생겨났다. 이러한 초기 제조업체 중에는 크라이스트처치의 웰텍스 플라스틱스 리미티드가 있었는데, 이 회사는 마이크로플라스 미스트랄 스포츠카 금형을 수입하여 1956년부터 차체와 섀시를 제작하기 시작했다. 이어서 1958년에는 프랭크 캔트웰의 푸마와 브루스 골드워터의 쿠거가 뒤를 이었다. 또한 이 기간 동안 뉴질랜드에서는 페리스 드 주가 다양한 스포츠 레이서들을 제작하고 있었다. 드 주는 특히 1960년대의 미니 GT로 유명하다.
로스 베이커의 헤론 카스는 1962년에 레이싱카 제작을 시작하여 1980년에 마침내 키트카를 생산하기 시작했다. 이전 마이크로플라스와 웰텍스 출신인 빌 애슈턴은 1960년대에 테드 조지와 함께 티키를 만들었다. 3대가 제작된 것으로 알려져 있다. 그레이엄 맥레이는 제미니 플라스틱스의 스티브 본드와 함께 1968년에 레플리카 르망 맥라렌 M6B 스타일 GT 금형을 수입했다. 이 자동차들은 바니토르페의 파이버글라스 디벨롭먼츠 유한회사의 데이브 해로드와 스티브 본드가 제작 및 판매했으며 마람이라고 불렸다. 맥레이는 1990년대에 매우 훌륭한 포르쉐 스파이더 레플리카를 만들었다.
1980년대에는 여러 신규 회사들이 시장에 진입했다 - 알맥 1985년, 대안 자동차 (1984년), 치타 (1986년), 셰브론 (1984년), 카운테스 몰딩스 (1988년), 프레이저 (1988년), 라이치 (1986년), 그리고 사케르 (1989년). 최근 회사들 중 일부는 1997년에 설립되어 2001년에 레드라인이 된 비티 (자동차)와 2001년에 설립된 맥그리거가 있다.
다양한 모델의 레플리카 제작을 전문으로 하는 두 회사는 클래식카 디벨롭먼츠(1992년)와 템페로이다. 이 두 회사 모두 뛰어난 장인정신으로 유명했다. 2002년부터 고어의 코번트리 클래식스는 레플리카 재규어 C-타입 제작을 전문으로 했다.

#### 레이싱카
키트카와 마찬가지로 뉴질랜드에는 수많은 일회성 레이싱카가 제작되었다. 키트 스포츠카 외에 다수의 자동차를 제조한 회사로는 1970년대에 포뮬러 V와 포뮬러 포드를 만들고 포뮬러 주니어를 하나 만든 오토 리서치와 현재 포뮬러 퍼스트를 만드는 세이버 모터스포츠가 있다. 또 다른 주목할 만한 레이싱카 제조업체는 1970년대 초중반에 일련의 성공적인 타스만 컵 자동차를 만든 조지 베그이다.

## 신차 등록 및 중고 수입차 등록
(12월 31일 기준 연간)
| 1975 | 78,750 | 4,863   |  |  |  |  |  |  |  |  |  |  |  |  |  |  |  |  |  |  |  |  |  |  |  |  |  |  |  |  |  |  |  |  |  |  |  |  |  |  |  |  |  |  |  |  |  |  |  |  |  |  |  |  |  |  |  |  |  |  |  |  |  |  |  |  |  |  |  |  |  |  |  |  |  |  |  |  |  |  |  |  |  |  |  |  |  |  |  |  |  |  |  |  |  |  |  |  |  |  |  |  |  |  |  |  |  |  |  |  |  |  |  |  |
| 1976 | 70,251 | 3,276   |  |  |  |  |  |  |  |  |  |  |  |  |  |  |  |  |  |  |  |  |  |  |  |  |  |  |  |  |  |  |  |  |  |  |  |  |  |  |  |  |  |  |  |  |  |  |  |  |  |  |  |  |  |  |  |  |  |  |  |  |  |  |  |  |  |  |  |  |  |  |  |  |  |  |  |  |  |  |  |  |  |  |  |  |  |  |  |  |  |  |  |  |  |  |  |  |  |  |  |  |  |  |  |  |  |  |  |  |  |  |  |  |
| 1977 | 59,074 | 2,750   |  |  |  |  |  |  |  |  |  |  |  |  |  |  |  |  |  |  |  |  |  |  |  |  |  |  |  |  |  |  |  |  |  |  |  |  |  |  |  |  |  |  |  |  |  |  |  |  |  |  |  |  |  |  |  |  |  |  |  |  |  |  |  |  |  |  |  |  |  |  |  |  |  |  |  |  |  |  |  |  |  |  |  |  |  |  |  |  |  |  |  |  |  |  |  |  |  |  |  |  |  |  |  |  |  |  |  |  |  |  |  |  |
| 1978 | 64,468 | 2,681   |  |  |  |  |  |  |  |  |  |  |  |  |  |  |  |  |  |  |  |  |  |  |  |  |  |  |  |  |  |  |  |  |  |  |  |  |  |  |  |  |  |  |  |  |  |  |  |  |  |  |  |  |  |  |  |  |  |  |  |  |  |  |  |  |  |  |  |  |  |  |  |  |  |  |  |  |  |  |  |  |  |  |  |  |  |  |  |  |  |  |  |  |  |  |  |  |  |  |  |  |  |  |  |  |  |  |  |  |  |  |  |  |
| 1979 | 68,159 | 2,682   |  |  |  |  |  |  |  |  |  |  |  |  |  |  |  |  |  |  |  |  |  |  |  |  |  |  |  |  |  |  |  |  |  |  |  |  |  |  |  |  |  |  |  |  |  |  |  |  |  |  |  |  |  |  |  |  |  |  |  |  |  |  |  |  |  |  |  |  |  |  |  |  |  |  |  |  |  |  |  |  |  |  |  |  |  |  |  |  |  |  |  |  |  |  |  |  |  |  |  |  |  |  |  |  |  |  |  |  |  |  |  |  |
| 1980 | 75,671 | 2,701   |  |  |  |  |  |  |  |  |  |  |  |  |  |  |  |  |  |  |  |  |  |  |  |  |  |  |  |  |  |  |  |  |  |  |  |  |  |  |  |  |  |  |  |  |  |  |  |  |  |  |  |  |  |  |  |  |  |  |  |  |  |  |  |  |  |  |  |  |  |  |  |  |  |  |  |  |  |  |  |  |  |  |  |  |  |  |  |  |  |  |  |  |  |  |  |  |  |  |  |  |  |  |  |  |  |  |  |  |  |  |  |  |
| 1981 | 89,466 | 1,907   |  |  |  |  |  |  |  |  |  |  |  |  |  |  |  |  |  |  |  |  |  |  |  |  |  |  |  |  |  |  |  |  |  |  |  |  |  |  |  |  |  |  |  |  |  |  |  |  |  |  |  |  |  |  |  |  |  |  |  |  |  |  |  |  |  |  |  |  |  |  |  |  |  |  |  |  |  |  |  |  |  |  |  |  |  |  |  |  |  |  |  |  |  |  |  |  |  |  |  |  |  |  |  |  |  |  |  |  |  |  |  |  |
| 1982 | 83,667 | 1,812   |  |  |  |  |  |  |  |  |  |  |  |  |  |  |  |  |  |  |  |  |  |  |  |  |  |  |  |  |  |  |  |  |  |  |  |  |  |  |  |  |  |  |  |  |  |  |  |  |  |  |  |  |  |  |  |  |  |  |  |  |  |  |  |  |  |  |  |  |  |  |  |  |  |  |  |  |  |  |  |  |  |  |  |  |  |  |  |  |  |  |  |  |  |  |  |  |  |  |  |  |  |  |  |  |  |  |  |  |  |  |  |  |
| 1983 | 74,085 | 1,766   |  |  |  |  |  |  |  |  |  |  |  |  |  |  |  |  |  |  |  |  |  |  |  |  |  |  |  |  |  |  |  |  |  |  |  |  |  |  |  |  |  |  |  |  |  |  |  |  |  |  |  |  |  |  |  |  |  |  |  |  |  |  |  |  |  |  |  |  |  |  |  |  |  |  |  |  |  |  |  |  |  |  |  |  |  |  |  |  |  |  |  |  |  |  |  |  |  |  |  |  |  |  |  |  |  |  |  |  |  |  |  |  |
| 1984 | 96,418 | 2,019   |  |  |  |  |  |  |  |  |  |  |  |  |  |  |  |  |  |  |  |  |  |  |  |  |  |  |  |  |  |  |  |  |  |  |  |  |  |  |  |  |  |  |  |  |  |  |  |  |  |  |  |  |  |  |  |  |  |  |  |  |  |  |  |  |  |  |  |  |  |  |  |  |  |  |  |  |  |  |  |  |  |  |  |  |  |  |  |  |  |  |  |  |  |  |  |  |  |  |  |  |  |  |  |  |  |  |  |  |  |  |  |  |
| 1985 | 81,516 | 2,918   |  |  |  |  |  |  |  |  |  |  |  |  |  |  |  |  |  |  |  |  |  |  |  |  |  |  |  |  |  |  |  |  |  |  |  |  |  |  |  |  |  |  |  |  |  |  |  |  |  |  |  |  |  |  |  |  |  |  |  |  |  |  |  |  |  |  |  |  |  |  |  |  |  |  |  |  |  |  |  |  |  |  |  |  |  |  |  |  |  |  |  |  |  |  |  |  |  |  |  |  |  |  |  |  |  |  |  |  |  |  |  |  |
| 1986 | 76,075 | 3,946   |  |  |  |  |  |  |  |  |  |  |  |  |  |  |  |  |  |  |  |  |  |  |  |  |  |  |  |  |  |  |  |  |  |  |  |  |  |  |  |  |  |  |  |  |  |  |  |  |  |  |  |  |  |  |  |  |  |  |  |  |  |  |  |  |  |  |  |  |  |  |  |  |  |  |  |  |  |  |  |  |  |  |  |  |  |  |  |  |  |  |  |  |  |  |  |  |  |  |  |  |  |  |  |  |  |  |  |  |  |  |  |  |
| 1987 | 77,499 | 12,129  |  |  |  |  |  |  |  |  |  |  |  |  |  |  |  |  |  |  |  |  |  |  |  |  |  |  |  |  |  |  |  |  |  |  |  |  |  |  |  |  |  |  |  |  |  |  |  |  |  |  |  |  |  |  |  |  |  |  |  |  |  |  |  |  |  |  |  |  |  |  |  |  |  |  |  |  |  |  |  |  |  |  |  |  |  |  |  |  |  |  |  |  |  |  |  |  |  |  |  |  |  |  |  |  |  |  |  |  |  |  |  |  |
| 1988 | 71,217 | 17,372  |  |  |  |  |  |  |  |  |  |  |  |  |  |  |  |  |  |  |  |  |  |  |  |  |  |  |  |  |  |  |  |  |  |  |  |  |  |  |  |  |  |  |  |  |  |  |  |  |  |  |  |  |  |  |  |  |  |  |  |  |  |  |  |  |  |  |  |  |  |  |  |  |  |  |  |  |  |  |  |  |  |  |  |  |  |  |  |  |  |  |  |  |  |  |  |  |  |  |  |  |  |  |  |  |  |  |  |  |  |  |  |  |
| 1989 | 83,862 | 50,966  |  |  |  |  |  |  |  |  |  |  |  |  |  |  |  |  |  |  |  |  |  |  |  |  |  |  |  |  |  |  |  |  |  |  |  |  |  |  |  |  |  |  |  |  |  |  |  |  |  |  |  |  |  |  |  |  |  |  |  |  |  |  |  |  |  |  |  |  |  |  |  |  |  |  |  |  |  |  |  |  |  |  |  |  |  |  |  |  |  |  |  |  |  |  |  |  |  |  |  |  |  |  |  |  |  |  |  |  |  |  |  |  |
| 1990 | 74,422 | 85,324  |  |  |  |  |  |  |  |  |  |  |  |  |  |  |  |  |  |  |  |  |  |  |  |  |  |  |  |  |  |  |  |  |  |  |  |  |  |  |  |  |  |  |  |  |  |  |  |  |  |  |  |  |  |  |  |  |  |  |  |  |  |  |  |  |  |  |  |  |  |  |  |  |  |  |  |  |  |  |  |  |  |  |  |  |  |  |  |  |  |  |  |  |  |  |  |  |  |  |  |  |  |  |  |  |  |  |  |  |  |  |  |  |
| 1991 | 55,615 | 47,351  |  |  |  |  |  |  |  |  |  |  |  |  |  |  |  |  |  |  |  |  |  |  |  |  |  |  |  |  |  |  |  |  |  |  |  |  |  |  |  |  |  |  |  |  |  |  |  |  |  |  |  |  |  |  |  |  |  |  |  |  |  |  |  |  |  |  |  |  |  |  |  |  |  |  |  |  |  |  |  |  |  |  |  |  |  |  |  |  |  |  |  |  |  |  |  |  |  |  |  |  |  |  |  |  |  |  |  |  |  |  |  |  |
| 1992 | 52,964 | 39,146  |  |  |  |  |  |  |  |  |  |  |  |  |  |  |  |  |  |  |  |  |  |  |  |  |  |  |  |  |  |  |  |  |  |  |  |  |  |  |  |  |  |  |  |  |  |  |  |  |  |  |  |  |  |  |  |  |  |  |  |  |  |  |  |  |  |  |  |  |  |  |  |  |  |  |  |  |  |  |  |  |  |  |  |  |  |  |  |  |  |  |  |  |  |  |  |  |  |  |  |  |  |  |  |  |  |  |  |  |  |  |  |  |
| 1993 | 53,822 | 43,841  |  |  |  |  |  |  |  |  |  |  |  |  |  |  |  |  |  |  |  |  |  |  |  |  |  |  |  |  |  |  |  |  |  |  |  |  |  |  |  |  |  |  |  |  |  |  |  |  |  |  |  |  |  |  |  |  |  |  |  |  |  |  |  |  |  |  |  |  |  |  |  |  |  |  |  |  |  |  |  |  |  |  |  |  |  |  |  |  |  |  |  |  |  |  |  |  |  |  |  |  |  |  |  |  |  |  |  |  |  |  |  |  |
| 1994 | 61.765 | 62,088  |  |  |  |  |  |  |  |  |  |  |  |  |  |  |  |  |  |  |  |  |  |  |  |  |  |  |  |  |  |  |  |  |  |  |  |  |  |  |  |  |  |  |  |  |  |  |  |  |  |  |  |  |  |  |  |  |  |  |  |  |  |  |  |  |  |  |  |  |  |  |  |  |  |  |  |  |  |  |  |  |  |  |  |  |  |  |  |  |  |  |  |  |  |  |  |  |  |  |  |  |  |  |  |  |  |  |  |  |  |  |  |  |
| 1995 | 65,680 | 80,976  |  |  |  |  |  |  |  |  |  |  |  |  |  |  |  |  |  |  |  |  |  |  |  |  |  |  |  |  |  |  |  |  |  |  |  |  |  |  |  |  |  |  |  |  |  |  |  |  |  |  |  |  |  |  |  |  |  |  |  |  |  |  |  |  |  |  |  |  |  |  |  |  |  |  |  |  |  |  |  |  |  |  |  |  |  |  |  |  |  |  |  |  |  |  |  |  |  |  |  |  |  |  |  |  |  |  |  |  |  |  |  |  |
| 1996 | 64,414 | 111,769 |  |  |  |  |  |  |  |  |  |  |  |  |  |  |  |  |  |  |  |  |  |  |  |  |  |  |  |  |  |  |  |  |  |  |  |  |  |  |  |  |  |  |  |  |  |  |  |  |  |  |  |  |  |  |  |  |  |  |  |  |  |  |  |  |  |  |  |  |  |  |  |  |  |  |  |  |  |  |  |  |  |  |  |  |  |  |  |  |  |  |  |  |  |  |  |  |  |  |  |  |  |  |  |  |  |  |  |  |  |  |  |  |
| 1997 | 58,558 | 97,041  |  |  |  |  |  |  |  |  |  |  |  |  |  |  |  |  |  |  |  |  |  |  |  |  |  |  |  |  |  |  |  |  |  |  |  |  |  |  |  |  |  |  |  |  |  |  |  |  |  |  |  |  |  |  |  |  |  |  |  |  |  |  |  |  |  |  |  |  |  |  |  |  |  |  |  |  |  |  |  |  |  |  |  |  |  |  |  |  |  |  |  |  |  |  |  |  |  |  |  |  |  |  |  |  |  |  |  |  |  |  |  |  |
| 1998 | 54,154 | 99,937  |  |  |  |  |  |  |  |  |  |  |  |  |  |  |  |  |  |  |  |  |  |  |  |  |  |  |  |  |  |  |  |  |  |  |  |  |  |  |  |  |  |  |  |  |  |  |  |  |  |  |  |  |  |  |  |  |  |  |  |  |  |  |  |  |  |  |  |  |  |  |  |  |  |  |  |  |  |  |  |  |  |  |  |  |  |  |  |  |  |  |  |  |  |  |  |  |  |  |  |  |  |  |  |  |  |  |  |  |  |  |  |  |
| 1999 | 58,195 | 131,118 |  |  |  |  |  |  |  |  |  |  |  |  |  |  |  |  |  |  |  |  |  |  |  |  |  |  |  |  |  |  |  |  |  |  |  |  |  |  |  |  |  |  |  |  |  |  |  |  |  |  |  |  |  |  |  |  |  |  |  |  |  |  |  |  |  |  |  |  |  |  |  |  |  |  |  |  |  |  |  |  |  |  |  |  |  |  |  |  |  |  |  |  |  |  |  |  |  |  |  |  |  |  |  |  |  |  |  |  |  |  |  |  |
| 2000 | 57,618 | 116,124 |  |  |  |  |  |  |  |  |  |  |  |  |  |  |  |  |  |  |  |  |  |  |  |  |  |  |  |  |  |  |  |  |  |  |  |  |  |  |  |  |  |  |  |  |  |  |  |  |  |  |  |  |  |  |  |  |  |  |  |  |  |  |  |  |  |  |  |  |  |  |  |  |  |  |  |  |  |  |  |  |  |  |  |  |  |  |  |  |  |  |  |  |  |  |  |  |  |  |  |  |  |  |  |  |  |  |  |  |  |  |  |  |
| 2001 | 58,162 | 128,693 |  |  |  |  |  |  |  |  |  |  |  |  |  |  |  |  |  |  |  |  |  |  |  |  |  |  |  |  |  |  |  |  |  |  |  |  |  |  |  |  |  |  |  |  |  |  |  |  |  |  |  |  |  |  |  |  |  |  |  |  |  |  |  |  |  |  |  |  |  |  |  |  |  |  |  |  |  |  |  |  |  |  |  |  |  |  |  |  |  |  |  |  |  |  |  |  |  |  |  |  |  |  |  |  |  |  |  |  |  |  |  |  |
| 2002 | 64,086 | 136,418 |  |  |  |  |  |  |  |  |  |  |  |  |  |  |  |  |  |  |  |  |  |  |  |  |  |  |  |  |  |  |  |  |  |  |  |  |  |  |  |  |  |  |  |  |  |  |  |  |  |  |  |  |  |  |  |  |  |  |  |  |  |  |  |  |  |  |  |  |  |  |  |  |  |  |  |  |  |  |  |  |  |  |  |  |  |  |  |  |  |  |  |  |  |  |  |  |  |  |  |  |  |  |  |  |  |  |  |  |  |  |  |  |
| 2003 | 70,453 | 156,972 |  |  |  |  |  |  |  |  |  |  |  |  |  |  |  |  |  |  |  |  |  |  |  |  |  |  |  |  |  |  |  |  |  |  |  |  |  |  |  |  |  |  |  |  |  |  |  |  |  |  |  |  |  |  |  |  |  |  |  |  |  |  |  |  |  |  |  |  |  |  |  |  |  |  |  |  |  |  |  |  |  |  |  |  |  |  |  |  |  |  |  |  |  |  |  |  |  |  |  |  |  |  |  |  |  |  |  |  |  |  |  |  |
| 2004 | 74,755 | 154,042 |  |  |  |  |  |  |  |  |  |  |  |  |  |  |  |  |  |  |  |  |  |  |  |  |  |  |  |  |  |  |  |  |  |  |  |  |  |  |  |  |  |  |  |  |  |  |  |  |  |  |  |  |  |  |  |  |  |  |  |  |  |  |  |  |  |  |  |  |  |  |  |  |  |  |  |  |  |  |  |  |  |  |  |  |  |  |  |  |  |  |  |  |  |  |  |  |  |  |  |  |  |  |  |  |  |  |  |  |  |  |  |  |
| 2005 | 77,825 | 152,488 |  |  |  |  |  |  |  |  |  |  |  |  |  |  |  |  |  |  |  |  |  |  |  |  |  |  |  |  |  |  |  |  |  |  |  |  |  |  |  |  |  |  |  |  |  |  |  |  |  |  |  |  |  |  |  |  |  |  |  |  |  |  |  |  |  |  |  |  |  |  |  |  |  |  |  |  |  |  |  |  |  |  |  |  |  |  |  |  |  |  |  |  |  |  |  |  |  |  |  |  |  |  |  |  |  |  |  |  |  |  |  |  |
| 2006 | 76,804 | 123,390 |  |  |  |  |  |  |  |  |  |  |  |  |  |  |  |  |  |  |  |  |  |  |  |  |  |  |  |  |  |  |  |  |  |  |  |  |  |  |  |  |  |  |  |  |  |  |  |  |  |  |  |  |  |  |  |  |  |  |  |  |  |  |  |  |  |  |  |  |  |  |  |  |  |  |  |  |  |  |  |  |  |  |  |  |  |  |  |  |  |  |  |  |  |  |  |  |  |  |  |  |  |  |  |  |  |  |  |  |  |  |  |  |
| 2007 | 77,454 | 120,382 |  |  |  |  |  |  |  |  |  |  |  |  |  |  |  |  |  |  |  |  |  |  |  |  |  |  |  |  |  |  |  |  |  |  |  |  |  |  |  |  |  |  |  |  |  |  |  |  |  |  |  |  |  |  |  |  |  |  |  |  |  |  |  |  |  |  |  |  |  |  |  |  |  |  |  |  |  |  |  |  |  |  |  |  |  |  |  |  |  |  |  |  |  |  |  |  |  |  |  |  |  |  |  |  |  |  |  |  |  |  |  |  |
| 2008 | 73,397 | 90,841  |  |  |  |  |  |  |  |  |  |  |  |  |  |  |  |  |  |  |  |  |  |  |  |  |  |  |  |  |  |  |  |  |  |  |  |  |  |  |  |  |  |  |  |  |  |  |  |  |  |  |  |  |  |  |  |  |  |  |  |  |  |  |  |  |  |  |  |  |  |  |  |  |  |  |  |  |  |  |  |  |  |  |  |  |  |  |  |  |  |  |  |  |  |  |  |  |  |  |  |  |  |  |  |  |  |  |  |  |  |  |  |  |
| 2009 | 54,404 | 68,757  |  |  |  |  |  |  |  |  |  |  |  |  |  |  |  |  |  |  |  |  |  |  |  |  |  |  |  |  |  |  |  |  |  |  |  |  |  |  |  |  |  |  |  |  |  |  |  |  |  |  |  |  |  |  |  |  |  |  |  |  |  |  |  |  |  |  |  |  |  |  |  |  |  |  |  |  |  |  |  |  |  |  |  |  |  |  |  |  |  |  |  |  |  |  |  |  |  |  |  |  |  |  |  |  |  |  |  |  |  |  |  |  |
| 2010 | 62,029 | 88,612  |  |  |  |  |  |  |  |  |  |  |  |  |  |  |  |  |  |  |  |  |  |  |  |  |  |  |  |  |  |  |  |  |  |  |  |  |  |  |  |  |  |  |  |  |  |  |  |  |  |  |  |  |  |  |  |  |  |  |  |  |  |  |  |  |  |  |  |  |  |  |  |  |  |  |  |  |  |  |  |  |  |  |  |  |  |  |  |  |  |  |  |  |  |  |  |  |  |  |  |  |  |  |  |  |  |  |  |  |  |  |  |  |
| 2011 | 64,019 | 80,852  |  |  |  |  |  |  |  |  |  |  |  |  |  |  |  |  |  |  |  |  |  |  |  |  |  |  |  |  |  |  |  |  |  |  |  |  |  |  |  |  |  |  |  |  |  |  |  |  |  |  |  |  |  |  |  |  |  |  |  |  |  |  |  |  |  |  |  |  |  |  |  |  |  |  |  |  |  |  |  |  |  |  |  |  |  |  |  |  |  |  |  |  |  |  |  |  |  |  |  |  |  |  |  |  |  |  |  |  |  |  |  |  |
| 2012 | 76,871 | 78,311  |  |  |  |  |  |  |  |  |  |  |  |  |  |  |  |  |  |  |  |  |  |  |  |  |  |  |  |  |  |  |  |  |  |  |  |  |  |  |  |  |  |  |  |  |  |  |  |  |  |  |  |  |  |  |  |  |  |  |  |  |  |  |  |  |  |  |  |  |  |  |  |  |  |  |  |  |  |  |  |  |  |  |  |  |  |  |  |  |  |  |  |  |  |  |  |  |  |  |  |  |  |  |  |  |  |  |  |  |  |  |  |  |
| 2013 | 82,436 | 98,971  |  |  |  |  |  |  |  |  |  |  |  |  |  |  |  |  |  |  |  |  |  |  |  |  |  |  |  |  |  |  |  |  |  |  |  |  |  |  |  |  |  |  |  |  |  |  |  |  |  |  |  |  |  |  |  |  |  |  |  |  |  |  |  |  |  |  |  |  |  |  |  |  |  |  |  |  |  |  |  |  |  |  |  |  |  |  |  |  |  |  |  |  |  |  |  |  |  |  |  |  |  |  |  |  |  |  |  |  |  |  |  |  |
| 2014 | 90,635 | 129,925 |  |  |  |  |  |  |  |  |  |  |  |  |  |  |  |  |  |  |  |  |  |  |  |  |  |  |  |  |  |  |  |  |  |  |  |  |  |  |  |  |  |  |  |  |  |  |  |  |  |  |  |  |  |  |  |  |  |  |  |  |  |  |  |  |  |  |  |  |  |  |  |  |  |  |  |  |  |  |  |  |  |  |  |  |  |  |  |  |  |  |  |  |  |  |  |  |  |  |  |  |  |  |  |  |  |  |  |  |  |  |  |  |
| 2015 | 95,099 | 143,642 |  |  |  |  |  |  |  |  |  |  |  |  |  |  |  |  |  |  |  |  |  |  |  |  |  |  |  |  |  |  |  |  |  |  |  |  |  |  |  |  |  |  |  |  |  |  |  |  |  |  |  |  |  |  |  |  |  |  |  |  |  |  |  |  |  |  |  |  |  |  |  |  |  |  |  |  |  |  |  |  |  |  |  |  |  |  |  |  |  |  |  |  |  |  |  |  |  |  |  |  |  |  |  |  |  |  |  |  |  |  |  |  |
| 2016 | 102647 | 149,526 |  |  |  |  |  |  |  |  |  |  |  |  |  |  |  |  |  |  |  |  |  |  |  |  |  |  |  |  |  |  |  |  |  |  |  |  |  |  |  |  |  |  |  |  |  |  |  |  |  |  |  |  |  |  |  |  |  |  |  |  |  |  |  |  |  |  |  |  |  |  |  |  |  |  |  |  |  |  |  |  |  |  |  |  |  |  |  |  |  |  |  |  |  |  |  |  |  |  |  |  |  |  |  |  |  |  |  |  |  |  |  |  |
| 2017 | 108616 | 165,654 |  |  |  |  |  |  |  |  |  |  |  |  |  |  |  |  |  |  |  |  |  |  |  |  |  |  |  |  |  |  |  |  |  |  |  |  |  |  |  |  |  |  |  |  |  |  |  |  |  |  |  |  |  |  |  |  |  |  |  |  |  |  |  |  |  |  |  |  |  |  |  |  |  |  |  |  |  |  |  |  |  |  |  |  |  |  |  |  |  |  |  |  |  |  |  |  |  |  |  |  |  |  |  |  |  |  |  |  |  |  |  |  |
| 2018 | 108210 | 147,637 |  |  |  |  |  |  |  |  |  |  |  |  |  |  |  |  |  |  |  |  |  |  |  |  |  |  |  |  |  |  |  |  |  |  |  |  |  |  |  |  |  |  |  |  |  |  |  |  |  |  |  |  |  |  |  |  |  |  |  |  |  |  |  |  |  |  |  |  |  |  |  |  |  |  |  |  |  |  |  |  |  |  |  |  |  |  |  |  |  |  |  |  |  |  |  |  |  |  |  |  |  |  |  |  |  |  |  |  |  |  |  |  |

## 박물관 및 소장품
교통 및 기술 박물관
국립 교통 및 장난감 박물관
넬슨 클래식카 컬렉션
오마카 클래식카
사우드워드 자동차 박물관
트랜스포트 월드
워버드 & 휠스
얄드허스트 박물관
영국 자동차 박물관
클래식스 박물관 해밀턴
동해안 기술 박물관
제럴딘 빈티지 자동차 및 기계 박물관
하이랜드 국립 모터스포츠 박물관
몬터레이 파크 자동차 박물관
노스랜드 소방서 박물관
팩커드 자동차 박물관
타라나키 항공 교통 및 기술 박물관

## 같이 보기
- 뉴질랜드의 카리스 데이
- 뉴질랜드의 운전면허
- 뉴질랜드의 키트카 및 레플리카카
- 뉴질랜드의 자동차 등록 번호판 조회 시스템
- 자동차 박물관 목록
- 모터사이클 제조 회사 목록
- 교통부 (뉴질랜드)
- 뉴질랜드의 모터 스포츠
- 뉴질랜드 도로 규칙
- NZ 운송국
- 뉴질랜드의 교통
- 뉴질랜드의 자동차 등록 번호판
- VTNZ
- 탈산업화
- 호주의 자동차 산업

## 내용주
1. ↑  뉴질랜드의 자동차 1대당 인구수
1958년 4.8명
1959년 4.8명
1960년 4.7명
1961년 4.6명
1962년 4.5명
1963년 4.3명
1964년 4.1명
1965년 3.8명
1966년 3.7명
1967년 3.5명
1968년 3.4명
1969년 3.3명
1970년 3.3명
1971년 3.0명
1972년 3.0명
1973년 2.9명
1974년 2.8명
1975년 2.7명
1976년 2.7명
1977년 2.6명
1978년
[29]
2. ↑  요청된 관세는 다음과 같았다.

수레 £10
단일 버기 £15
이중 버기 £20
스테이션 왜건 £20
사업용 왜건 £20

란다우 £75
브루엄 £75
왜건 £30
한솜 £50
전차 차체 £150

술키 및 로드스터 £10
긱스 및 후디드 버기 £20
페이튼 £20
도그카트 £20
빅토리아 £50

자동차 차체 종가세 50퍼센트[출처 필요]
3. ↑  원산지 국가
1917년 첫 등록
영국 —— - 415 — 6.2%
미국 — — -4,122 — 61.7%
캐나다 — 1,976 — 29.6%
프랑스 — — 104 — 1.6%
이탈리아 — — —- 14 — 0.2%
기타 — — —48 — 0.7%
합계 6,679
등록 지역:
오클랜드 및 포버티 베이	1,875
호크스 베이	626
타라나키	482
웰링턴 포함
랑기티케이, 와이라라파	1,505
넬슨 말버러	242
캔터베리	1,037
웨스트랜드 	52
오타고 및 사우스랜드	860
합계	6,679
[35]
4. ↑  제너럴 모터스 포드와 크라이슬러는 디트로이트에서 가까운 온타리오주 윈저에 전액 출자 공장을 운영하여 주로 캐나다 부품으로 자동차를 제조했으며, 종종 특별한 캐나다 브랜드 이름을 달고 영국, 인도, 호주, 뉴질랜드, 남아프리카 및 동아프리카 판매를 위해 우측 운전석으로 제작했다.
5. ↑  1927년 1월부터 9월까지 판매된 자동차

1,651 포드
1,100 쉐보레
898 에식스 (허드슨)
486 닷지
471 크라이슬러
379 뷰익
359 오버랜드 위핏
297 럭비
252 스튜드베이커
206 허드슨 P-
165 올즈모빌
157 내시
132 윌리스-나이트
108 허프모빌
105 오클랜드
92 폰티악
62 어스킨
47 페이지
27 캐딜락 P +
22 팩커드 P +
19 챈들러
9 레오
8 밸리
8 플린트
  - 7066 북미산 80 퍼센트

182 피아트
6 안살도
37 시트로엥
257 "기타"
  - 482 유럽 및 기타 5 퍼센트

449 모리스
387 오스틴
78 클리노
77 싱어
67 스탠다드
63 크로슬리 P +
55 로버 P -
40 암스트롱-시들리 P +
33 험버 P +
19 선빔 P +
17 빈
13 탈보트 P +
10 힐맨
9 복스홀
9 울즐리
8 스위프트
5 스타
1 애롤 존슨 P +
  - 1340 영국 15 퍼센트

P = 고가 고급차

[출처 필요]
6. ↑  
  - 연도 ——— 전체———캐나다———미국——영국——유럽

1925 ——	22,326 ———	9,935 ——	8,502 ——	3,442 ——	447
1926 ——	15,776 ———	3,528 ——	9,659 ——	2,176 ——	413
1927 ——	10,871 ———	2,336 ——	6,122 ——	2,128 ——	285
1928 ——	16,504 ———	4,783 ——	9,227 ——	2,364 ——	130
1929 ——	23,361 ——-	10,740 ——	8,529 ——	4,064 ——-	28
1930 ——	14,314 ———	8,025 ——	3,047 ——	3,231 ——-	11
1931 ——--	3,388 ———--	482 ——--	475 ——	2,414 ——-	17
1932 ——--	3,044 ———--	358 ——--	146 ——	2,537 ——--	3
1933 ——--	2,933 ———--	470 ——--	190 ——	2,272 ——--	1
1934 ——	11,747 ———	2,315 ——	3,778 ——	5,654——--	0
1935 ——	17,824 ———	2,619 ——	5,559 ——	9,646——--	0
1936 ——	24,229 ———	4,572 ——	6,335 —--	13,321 ——-	1
1937 ——	30,331 ———	7,398 ——	4,851 —--	18,079 ——-	2
1938 ——	28,380———	7,735 ——	2,718 —--	17,630 ——	297
1939 ——	25,096 ———	9,677 ——	1,501 —-	13,918 ———	0
1940 ——-	5,038 ————-	31 ———	179 ——	4,828 ———	0[출처 필요]
7. ↑  아널드 노드메이어의 비상 통제에서 미조립 자동차는 25% 삭감, 조립 자동차는 50% 삭감되었다 (더 타임스 1958년 1월 6일 4면). 이후 1968년 6월 블랙 예산이 뒤따랐다
8. ↑  뉴질랜드 양모 시장 붕괴로 신차 20% 삭감 (뉴질랜드, IMF 대출 요청. 더 타임스 1967년 5월 8일 22면)
9. ↑  1936년 1월 더 타임스의 보도에 따르면 루츠 그룹이 영국에서 제작된 완전 분해 조립 자동차를 호주로 처음 선적했다고 한다. 같은 보도에는 루츠가 "오랫동안" 뉴질랜드로 CKD 차량을 보내왔다고 덧붙였다. 더 타임스 1936년 1월 3일 9면
10. ↑  주주:
  - 데이비드 크로지어 리미티드, 크라이스트처치
  - D 클라이브 크로지어, 크라이스트처치
  - P H 비커리, 인버카길
  - 존 블랙, 더니딘
  - 분 투자 회사, 크라이스트처치 (코치빌더)
11. ↑  1927년 1월부터 9월까지 판매된 자동차

1651 포드
1100 쉐보레
898 에식스 (허드슨)
486 닷지
471 크라이슬러
379 뷰익
359 오버랜드 위핏
297 럭비
252 스튜드베이커
206 허드슨 P-
165 올즈모빌
157 내시
132 윌리스-나이트
108 허프모빌
105 오클랜드
92 폰티악
62 어스킨
47 페이지
27 캐딜락 P +
22 팩커드 P +
19 챈들러
9 레오
8 밸리
8 플린트
  - 7066 북미산 80 퍼센트

182 피아트
6 안살도
37 시트로엥
257 "기타"
  - 482 유럽 및 기타 5 퍼센트

449 모리스
387 오스틴
78 클리노
77 싱어
67 스탠다드
63 크로슬리 P +
55 로버 P -
40 암스트롱-시들리 P +
33 험버 P +
19 선빔 P +
17 빈
13 탈보트 P +
10 힐맨
9 복스홀
9 울즐리
8 스위프트
5 스타
1 애롤 존슨 P +
  - 1340 영국 15 퍼센트

P = 고가 고급차
[출처 필요]
12. ↑  >무송금 판매 1964년 1월부터 4월까지
  - 959 = 34% — 홀덴*
  - 243 = 9% — 모리스 1100
  - 198 = 7.3% — 포드 코티나
  - 170 = 6.3% — 오스틴 1100
  - 167 = 6.3% — 복스홀 빅터
  - 146 = 5.4% — 복스홀 비바
  - 120 = 4.4% — MG
  - 104 = 3.8% — 크라이슬러 발리언트*
  - 87 = 3.2% — 포드 제퍼 6
  - 82 = 3.0% — 복스홀 벨록스
  - 50 = 1.9% — 모리스 미니
  - 50 = 1.9% — 오스틴 미니
  - 49 = 1.8% — 포드 앵글리아
  - 49 = 1.8% — 포드 팔콘*
  - 248 = 9.3% 기타

 * = 호주
13. ↑  
무송금 수입
연도 	수량
1955	1,998
1956	2,321
1957	1,427
1958	2,409
1959	2,527
1960	3,981
1961	7,727
1962	6,584
1963	11,426
1964	12,606
1965	14,121
1966	14,426
1967	14,928
1968	10,286
1969	9,035
[31]
14. ↑  이들은 각 회사 자본의 동일한 지분을 소유한 동일한 주주를 가졌다.
28% —웰링턴—매그너스 모터스
6% —더니딘—오스틴 모터스 (오타고)
14% —크라이스트처치—데이비드 크로지어
6% —인버카길—P. H. 비커리
8% —하웨라 —파머스 코옵. 조직. 학회.
6% —네이피어— 아오랑이
32% —오클랜드 —시브룩, 포울즈
  - 목표: 자동차, 모터 차량, 비행기 및 부대품의 제조업체, 딜러, 수리업체 등.
15. ↑  그 자체로 웰링턴 중장비 엔지니어 윌리엄 케이블 & 컴퍼니; 테임즈 파운더, 중장비 엔지니어 및 기관차 및 선박 제조업체 A & G 프라이스 및 웰링턴 터널 및 토목 엔지니어 다우너 & 코의 연합이었다
16. ↑  전국에 걸쳐 가축 및 물자 대리점 운영에서 대리점을 물려받은
17. ↑    - G.M. 23%
  - 포드 22%
  - 토드 16%
  - 오스틴 11%
18. ↑    - 도미니언 모터스 11%
  - 모터 인더스트리 7%
  - NZ 모터 바디 1%
19. ↑  스탠더드 트라이엄프
20. ↑  캠벨 모터스
21. ↑  스틸 브라더스
22. ↑  포드와 마쓰다의 합작 투자 기업인 뉴질랜드 차량 조립업체